# Georg Carl von Döbeln
Georg Carl von Döbeln, född 29 april 1758 på Stora Torpa i Segerstads socken, Västergötland, död 16 februari 1820 i Stockholm, var en svensk friherre och militär, mest känd för sin tid som befälhavare för de svenska trupperna under det finska kriget 1808−1809.
Döbeln inledde sin militära bana som fänrik i den svenska armén. Under 1780-talet trädde han i fransk militärtjänst som både kapten och adjutant och deltog i en militär expedition i Indien. Som svensk kapten deltog Döbeln i Gustav III:s ryska krig 1788–1790. Han utmärkte sig under slaget vid Porrassalmi, där han blev svårt sårad i pannan och därför bar ett svart pannband resten av livet. Under fredsåren befordrades Döbeln till överste och blev en framgångsrik lanthushållare, innan han blev utsedd till brigadchef i det finska kriget. Under 1808 års fälttåg deltog hani en motoffensiv mot den ryska invasionsarmén i Österbotten. Hans trupper deltog med utmärkelse i fältslagen vid Pyhäjoki, Siikajoki, Nykarleby, Lappo, Kauhajoki och Jutas. 
Följande år utsågs Döbeln till befälhavare på Åland och i Norrland. Genom förhandlingar och taktiska reträtter lyckades han rädda Stockholm och Västerbotten från överväldigande ryska trupper. Hans förtjänster under kriget medförde befordran till generallöjtnant och att han förärades Svärdsordens stora kors och titeln som friherre. Under det sjätte koalitionskriget blev Döbeln avsatt som befälhavare efter att han, mot överbefälhavaren Karl Johans order, hade avdelat trupper för att undsätta den belägrade staden Hamburg. På Döbelns eget bevåg ställdes han inför krigsrätt och dömdes till arkebusering, men genom Karl Johans inflytande blev han i stället fängslad under ett halvår på Vaxholms fästning. Vid sina sista år i livet arbetade han som ordförande för krigshovrätten, samma instans som tidigare dömde honom till döden.
Georg Carl von Döbelns insatser under det finska kriget har uppmärksammats av senare generationers svenskar, vilka genom äreminnen och ett flertal skrifter upphöjde honom som en krigshjälte och en symbol för samhörigheten mellan Sverige och Finland. Under sin samtid beskrevs Döbeln som en handlingskraftig, äregirig, hetlevrad och principfast general, som visade stor omsorg om sina soldater. Hans frimodiga uttalanden stod oftast i kontrast till såväl överordnade som makthavare, vilket gjorde honom utstött som en rabulist. Döbelns liv har skildrats i kulturella verk såsom hjältedikten Döbeln vid Jutas (1848) av Johan Ludvig Runeberg och dramafilmen General von Döbeln (1942) av Olof Molander.

## Uppväxt (1758–1780)

### Härkomst
Georg Carl von Döbeln föddes den 29 april 1758 på sätesgården Stora Torpa i Segerstads socken i Västergötland. Den nyfödde döptes till Georg Carl och inte till Göran Carl som han kallades under sin ungdom. Han var son till häradshövdingen Johan Jakob von Döbeln (1729−1766) och Anna Maria Lindgren (1732−1790) samt sonsonsson till Johan Jacob Döbelius. Modern Anna hade en kort tid dessförinnan varit gift med kapten Carl Johan Gyllenhaal av adelsätten Gyllenhaal och var dotter till ryttmästaren Georg Lindgren. Georg tjänade som officerare i Karl XII:s armé och hade under sin livstid tjänat ihop en förmögenhet.
Georg Carl hade två syskon; Ernst Fredrik (1756−1804) och Helena Lovisa (1759−1807). Fadern Johan Jakob var en ansedd jurist som ville se sin son följa i hans fotspår. När Georg Carl von Döbeln var åtta år gammal dog fadern av en pestsjukdom. Senare gifte modern om sig med hovjunkaren Johan Hellenstierna. Den upproriske Döbeln ville inte rätta sig efter sin nye styvfar, som enligt honom hade förskingrat Annas förmögenhet, utan att intressera sig för Döbelns uppfostran. 
I arvskiftet efter fadern fick Döbeln en förmyndare, hovkvartermästaren J.C. Bystedt, vilken var en "slö uppfostrare" i Döbelns ögon. Döbeln befann sig i ständig motsättning mot sin förmyndare, vars inställning till släkten Döbelns bakgrund var att försöka få den unge pojken att följa den civila karriärstegen.

### Utbildning
Efter moderns giftermål sändes den unge Döbeln till Silvii skola i Tun vid Såtenäs för att studera till präst, ett beslut som han starkt ogillade. När förmyndaren insåg att det inte skulle bli någon präst av Döbeln, sändes han 1772 till amiralitetskadettskolan i Karlskrona för att bli officer. En särskild undervisning för lantofficerare gavs vid skolan och Döbeln följde denna lantmilitära utbildningslinje. Efter tre år genomgick han kadettkursen och fick mycket beröm för sina prestationer. Han skaffade sig även utmärkta språkkunskaper i latin och franska. Under en kort tid 1774 tjänstgjorde Döbeln som page då hertiginnan Hedvig Elisabet Charlotta av Södermanland reste från Wismar till Stockholm. Han avslutade sina militära studier vid 17 års ålder den 18 december 1775 med examen i Tactique Artillerie, Mineur- och Fortificationsvetenskaper. Han kunde ha blivit sjöofficer med fullmakt som amiralitetslöjtnant, men ville hellre bli officer i armén. Efter officersexamen styrdes han av släkten i stället in på en juridisk bana under två år. På grund av alla konflikter med förmyndaren ville Döbeln bli självständig och tillsammans med sin äldre bror Ernst anhöll han hos kung Gustav III om att få bli förklarad myndig. Deras anhållan bifölls den 23 april 1777 innan Döbeln skulle fylla 20 år, trots att myndighetsåldern för män vid denna tid var 21 år. Förmyndaren överlämnade därefter den fasta egendom som fanns kvar till Döbeln.
Som myndig reste han sedan runt bland bekanta och släktingar för att införskaffa krediter för en eventuell militärtjänst. Hos sin släkting, hovjunkaren Johan Vilhelm von Döbeln, fick han hjälp i ekonomiska och praktiska frågor. Döbeln fick sin första anställning den 14 januari 1778, då han utsågs till andre adjutant vid generalmajor Johan Vilhelm Sprengtportens värvade regemente i Landskrona, Skåne. Redan efter några veckor befordrades Döbeln till fänrik i armén. Samtidigt var Döbelns lön låg i förhållande till hans utgifter, då han var slösaktig i sin nyvunna frihet och tyckte om olika spel. Han sålde det ena frälsehemmanet efter det andra för att finansiera sin livsföring. Situationen blev i längden ohållbar och Döbeln riktade sina blickar mot utlandet. År 1780 anhöll han om tjänstledighet från Sprengtportens regemente för att pröva sin lycka i Frankrike. Under sin kommendering utomlands utsågs Döbeln till premiäradjutant vid Sprengtportens regemente den 15 maj 1782.

## Vistelsen i Frankrike (1780–1782)
I juni 1780 lämnade Döbeln vid 22 års ålder hemlandet och reste sjövägen till Calais. Efter över en månad anlände Döbeln den 28 juli 1780 till Paris. Under tretton månaders tid vistades han i staden utan någon tjänst. Han tillbringade sin tid med att öva på kartritning och fältmätning samt att avsevärt förbättra sina språkkunskaper i franska. På franskt vis skrev han sitt namn Georges Charles. Med hjälp av den svenska ambassadörens ställföreträdare, baron Erik Magnus Staël von Holstein, blev Döbeln den 31 augusti 1780 erbjuden en tjänst som underlöjtnant vid Royal suédois. Men Döbeln tackade nej till tjänsten eftersom uppgiften skulle innebära tjänstgöring vid garnisonen, vilket inte tilltalade honom. I stället efterfrågade Döbeln inför Staël en tjänst som var mer omväxlande och kunde ge honom snabbare befordran. Döbelns desperation ökade under månadernas gång och hans ekonomiska läge blev hopplöst efter misslyckade penningaffärer. Hos Staël sökte han skydd och stöd, men då Staël i ett tidigt skede visste om Döbelns natur, avrådde han honom från att ta värvning som soldat.
Efter att ha hört om den amerikanska revolutionen ville Döbeln gå i fristaternas tjänst i kampen mot Storbritannien. Han uppsökte det amerikanske sändebudet i Paris, Benjamin Franklin, för att lägga fram sin sak. Franklin var misstänksam mot alla äventyrare som uppsökte honom och ville se rekommendationer. Döbeln kunde senare visa ett bevis från ambassadören Gustaf Philip Creutz om att han inte var någon äventyrare. Med beviset kunde Franklin i mars 1781 förse Döbeln med ett resepass för att kunna segla till Amerika. Enligt Döbelns egen utsago skulle han bli artilleribefälhavare på en amerikansk brigg och få fri resa och andel i priser om man lyckades kapa fientliga fartyg, och dessutom skulle han få månadstraktamente. Resan till Amerika blev dock inte av eftersom andra möjligheter dök upp som mer tilltalade Döbeln.
Staël rådde Döbeln att inträda vid belgaren Auguste Marie Raymond d'Arenberg greve La Marcks tyska regemente i Strasbourg. Regementet gjorde sig redo för att bryta upp till en okänd destination för att bekriga engelsmännen, med vilka Frankrike varit i krig sedan juni 1778. Med stor förhoppning ansökte Döbeln om en löjtnantsfullmakt vid La Marcks regemente. I stället följde månader av tystnad och en ny förfrågan sommaren 1781 avslogs då ingen ledig plats vid regementet fanns tillgängligt. I oktober 1781 vände sig La Marck till Staël och frågade om han kunde rekommendera någon svensk artilleriofficer. Staël svarade att ingen kunde rekommenderas eftersom Döbeln blivit utan anställning trots givet löfte. La Marck skyllde detta på ett missförstånd och bad Staël att framförs sina ursäkter till Döbeln och på nytt fråga om han ville ta värvning. Staël krävde att få försäkringar om att löftet skulle infrias denna gång. Döbeln fick vad han begärde och kunde ansluta sig till La Marcks regemente. Han beviljades även ett förskott på en växel som han väntade från Sverige. La Marcks regemente anlände till hamnen i Brest i november 1781 för inskeppning. Den 22 november fick Döbeln sin löjtnantsfullmakt, som gav honom 4 livres om dagen och fritt uppehälle.

## Resan till Indien (1782–1783)
I december 1781 seglade Döbelns regemente med den franska flottan ut från Brest mot en hemlig destination. Döbeln befann sig ombord på fartyget l'Amitié. När flottan löpt ut anfölls den nästan genast av en engelsk flottstyrka. Efter sjöstriden och en efterkommande havsstorm kunde l'Amitié inte längre föra segel och blev skilt från konvojen. Sjöstriden kom att bli Döbelns elddop, ur vilket han lyckades undkomma oskadd. Däremot hade allt som han medfört inför resan blivit skadat och obrukbart och han plågades av sjösjuka i tre dygn. Under sex veckor reparerades fartyget i Brest, en tid Döbeln utnyttjade till att komplettera sin utrustning. Döbeln fick beskedet om att målet för resan var franska ostindiska kompaniets besittningar i Indien. Han såg mycket fram emot resan eftersom han visste att européer i Indien kunde vinna stora förmögenheter.
I februari 1782 lättade den franska flottan på nytt ankar mot Indien och med Döbeln ombord på det nyreparerade l'Amarité. Döbeln förde dagbok över resan och i de lugnare vattnen söderöver blev han aktivare i sitt skrivande. Han fördrev tiden med spel av olika slag och läste böcker av Voltaire, Jean-Jacques Rousseau och René Descartes. Först den 22 maj 1782 nådde flottan fram till Kaplandet och stannade där under en månad. Döbeln fick då tillfälle att se en del av Nederländska Kapkolonin, förde dagboksanteckningar om "hottentotterna" och följde med en avdelning av sitt regemente för att säkra flanken mot en väntad engelsk landstigning. Efter en strapatsfylld resa med svår storm genom Moçambiquekanalen anlände flottan i juli 1782 till Port Louis på ön Mauritius i Indiska oceanen. På ön gjorde han bekantskap med fransmannen Sairrez, som var upplysningsman för trädgården och en stor beundrare av Carl von Linné. Denne undervisade Döbeln om öns natur och djurliv. I Quartier S:t Denis på ön Île Bourbon beredde sig Döbeln för en duell med värja med en hetsig fransk-tysk löjtnant. Anledningen till duellen var en kvinna som de båda var förtjusta i. Duellanterna möttes på sluttningen av berget les Sallazes, men vid de inledande fäktningarna trängde en patrull fram och förbjöd duellen i överbefälhavarens namn. Efter fyra månader på Mauritius med hög dödlighet bland manskapet fortsatte Döbeln resan med den franska flottan. Den 10 mars 1783 anlände konvojen till Ceylon. Resan fortsatte och den 17 mars 1783 steg Döbeln i land på Indiens jord efter en resa som varat i över ett år.

## Indiska expeditionen (1783)

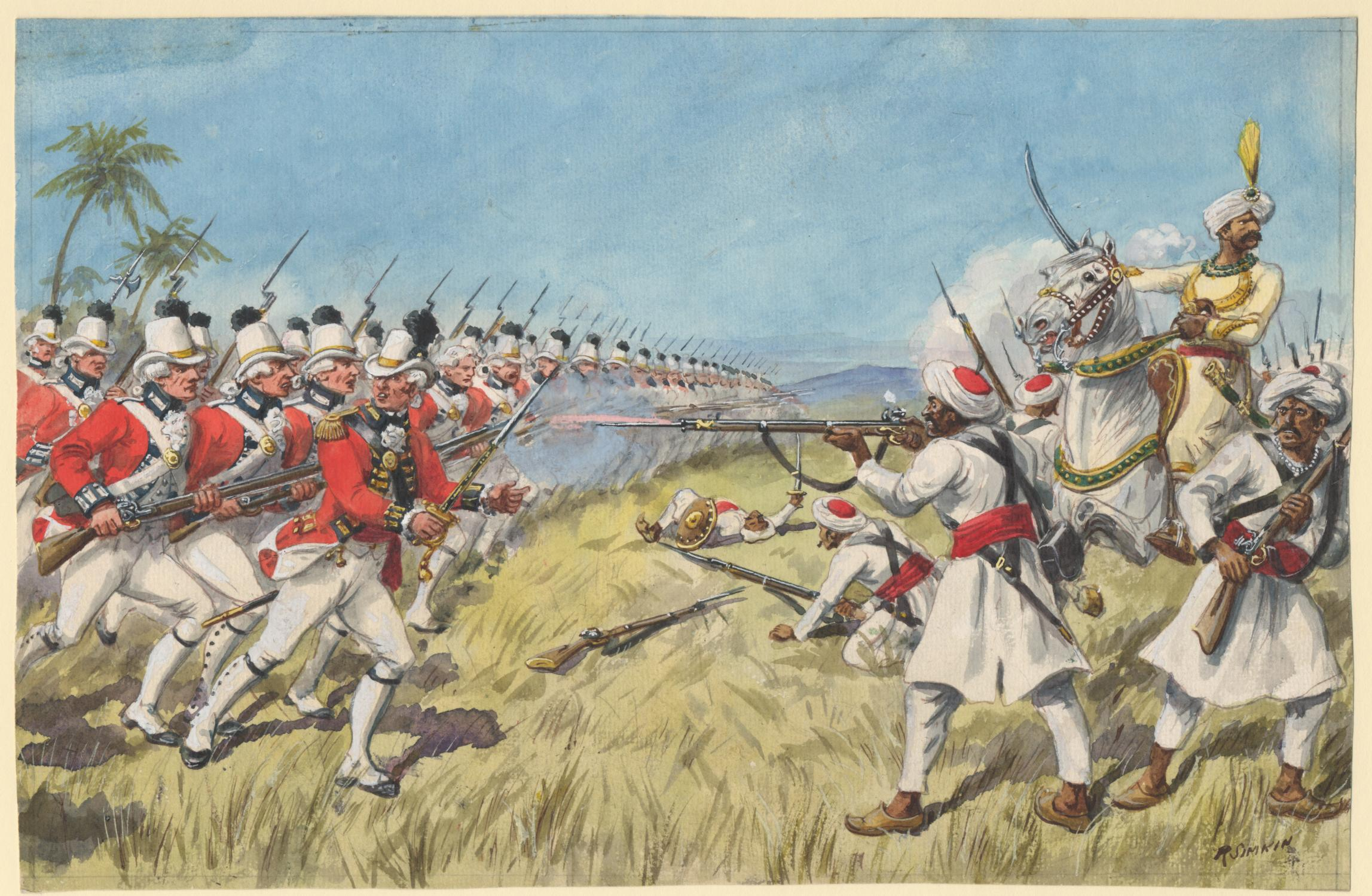
Brittiskt infanteri går till anfall under belägringen av Goudelour 1783. Illustration av Richard Simkin, 1890.

Döbeln och hans regemente förskansade sig vid den franska fästningen Goudelour söder om Pondicherry i sydöstra Indien. Fästningens befälhavare var den ålderstigne markisen Charles Joseph Patissier av Bussy-Castelnau, som förde en försiktig strategi i sin kamp mot engelsmännen. Engelsmännen hade haft god tid på sig att sända förstärkningar till Indien under det år som resan tagit för den franska styrkan, och de var beredda att gå till anfall från Madras. På morgonen den 13 juni 1783 inledde engelsmännen sitt bombardemang mot Goudelour. Efter bombardemanget gick engelsmännen med sina allierade sepoyer till anfall med bajonetter och musköter. Döbeln deltog i villervallan ute på fältet nära fästningen och efter förluster lyckades fransmännen slå tillbaka anfallet. Engelsmännen belägrade fästningen till juni månads slut men saknade nödvändiga resurser för att storma den. Döbeln fick befälet över en utpost med två kanoner, som vid ett anfall skulle försvaras till siste man. Under dagarna deltog även Döbeln i nattliga spaningar mot engelsmännens ställningar, där han och fransmännen ibland stötte samman med både fienden och sina egna sepoyer. Från havet fick de instängda franska trupperna vid Goudelour understöd av en fransk flotta under ledning av amiral Pierre André de Suffren.
Vid månadsskiftet juni/juli 1783 kom den överraskande underrättelsen om att fred slutits i Europa sex månader tidigare. En vapenvila ingicks mellan parterna i väntan på att ett officiellt papper skulle nå fram till krigsskådeplatsen i Indien. Under striderna vid Goudelour hade 1 550 européer stupat eller sårats medan de indiska förlusterna var okända. I sin dagbok skrev Döbeln att synen av de döda och lemlästade kropparna berörde honom mycket illa, eftersom han just bevittnat sitt första slagfält. Samtidigt insåg Döbeln att striden i längden var obetydlig eftersom fredsvillkoren redan var klara. För att ha utmärkt sig i striden tilldelades Döbeln 300 livres och en extra månadslön som ersättning för sina utgifter. I sin rapport skrev regementschefen La Marck om Döbeln att han ofta utnyttjats för spaningsändamål och för kartläggning av området kring fästningen. I rapporten fick Döbeln även löfte om en kaptensfullmakt vid det franska infanteriet, vilken han erhöll den 1 september 1783. Samtidigt som Döbeln var besviken över att möjligheterna till ytterligare utmärkelser hade upphört så fort, kom ändå freden som en lättnad, då ett fortsatt krig skulle ha betytt undergång eller fångenskap för honom. La Marck hade förklarat för honom att det franska befälet betraktade förutsättningarna för en längre belägring av Goudelour som lönlösa, och att de därför hade beslutat att armén skulle gå ombord på flottan och segla till Ceylon för att vänta på förstärkningar. Döbeln var redan utsedd att stanna kvar och leda försvaret av fästningen med ett kompani grenadjärer och sepoyer. Hans uppgift skulle bli att försvara sig så länge han kunde och sedan söka en fördelaktig kapitulation. Döbeln blev stum över La Marcks redogörelse och i det perspektivet kunde han bättre uppskatta freden.
Döbeln tilldelades senare uppdraget att sammanställa en topografisk karta över Koromandelkusten med betoning på området kring Pondicherry och Goudelour. Efter fullgjort uppdrag fattade La Marck tycke för sin energiske kapten och tog honom med till Pondicherry, där officerarna levde ett glatt liv när kriget var över. Döbeln fick åtnjuta fritt bord och fria hästar hos greven och deltog i de utsvävningar som förekom vid grevens middagar. De engelska och franska officerarna besökte varandra dagligen och levde muntert och vänskapligt. Döbeln bedömde de engelska officerarna som käcka och betraktade engelsmännen i Indien som förslappade av landets yppighet och rikedomar. Han berömde ändå ordningen hos de engelska trupperna och han intresserade sig också för de indiska trupperna som följde engelsmän och fransmän i fält. Han skrev utförligt i sin dagbok om deras utrustning, stridselefanter och kamelkurirer, där de senare förflyttade sig med "ofattbar hastighet". Döbeln kom att stå sin chef nära och fann i honom en fadersgestalt och vän, som gav stadga åt hans liv under många år framöver. La Marck utsåg Döbeln till sin adjutant på hemresan, dels för att Döbeln var ett trevligt sällskap, dels för att han skulle upprätta officiella berättelser över fälttåget och rita kartor över krigsskådeplatsen. Returresan till Rochefort i Frankrike skedde på fregatten Hermione och varade från den 10 september 1783 till den 11 februari 1784. Med undantag av ett mindre olyckstillbud gick hemresan över lugna vatten. Döbeln använde sin lediga tid till att skriva dagbok och författa militära uppsatser om sina iakttagelser i Indien.

## Militärtjänst i Strasbourg (1784–1788)

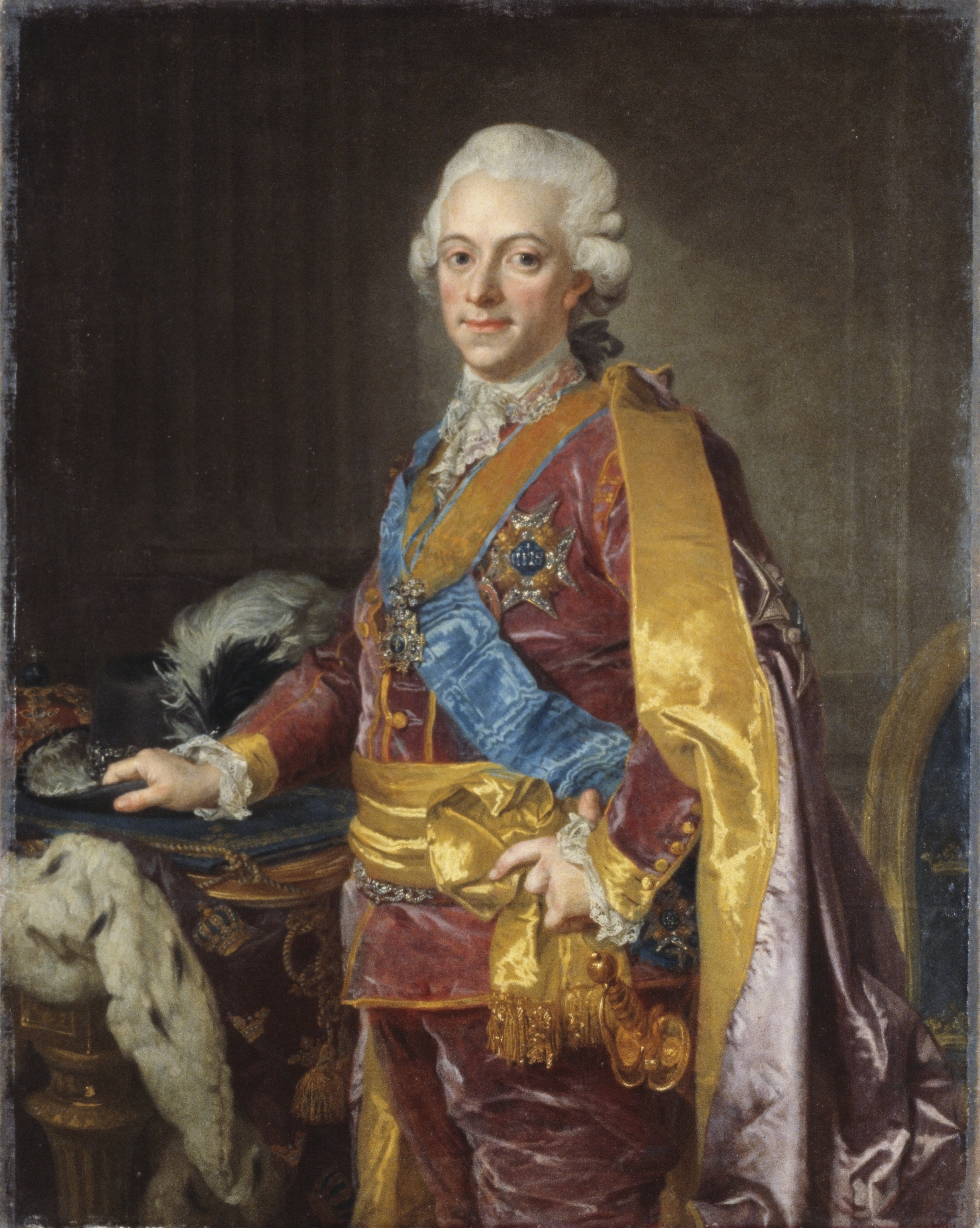
Gustav III. Porträtt av Lorens Pasch den yngre.

Efter återkomsten till Frankrike fick Döbeln i uppdrag att med en trupp av La Marcks regemente marschera längs landsvägen till garnisonen i Strasbourg. Marschen tillryggalades på 43 dygn utan olyckshändelser. Medan Döbeln vilade ut i Strasbourg fick han ett meddelande från La Marck om att han omgående skulle infinna sig till Paris. Anledningen var att Gustav III skulle anlända till staden på sin resa från Rom till Stockholm. Baron Staël hade redan meddelat kanslipresidenten Gustaf Philip Creutz i Stockholm om att Döbeln hade återkommit från den indiska expeditionen med de mest fördelaktiga vitsord givna av La Marck, som ansågs leda franska arméns bästa regemente. Väl i Paris deltog Döbeln i nöjeslivet och i början av juni 1784 presenterades han tillsammans med andra svenskar i staden för Gustav III. Den 14 juni deltog han i det franska hovets och drottning Marie-Antoinettes firande av Gustav III och greve Axel von Fersen i slottet i Versailles. Festligheterna fortsatte sedan i Petit Trianon den 21 juni.
Under festligheterna förolämpade La Marck Gustav III:s livpage och nära vän Carl Adrian Peyron, varpå denne utmanade honom på duell. Duellen behövde hållas hemlig eftersom det franska parlamentet strävade efter att få slut på sådana företeelser och därför att La Marck var en av arméns främsta officerare. Gustav III utsåg Döbeln till Peyrons sekundant, men denne vägrade med motiveringen att han hade La Marck att tacka för sin ställning, och inte ville göra honom till sin fiende. Duellen ägde rum den 25 juni i Boulognerskogen, där La Marck dödade sin motståndare medan han själv blev svårt sårad. Döbeln stannade en månad hos La Marck under dennes sjukdomstid och hade tillfälle att göra honom gentjänster, exempelvis med att meddela grevinnan La Marck och regementet i Strasbourg om det inträffade och grevens tillstånd. Gustav III uppsökte också grevinnan dagen efter duellen för att trösta henne. Kungen tog sin väns död mycket hårt och när Döbeln senare även vägrade närvara vid Peyrons begravning, skedde en definitiv brytning mellan de två männen.
Döbeln begärde sedan tjänstledighet från La Marcks regemente och reste till Sverige, dit han anlände i slutet av augusti 1784. Väl där befordrades Döbeln den 2 mars 1785 till löjtnant vid Sprengtportens regemente efter att han betalat ett ackord på 9 000 livres. Hans ansökan om en kaptensfullmakt i den svenska armén godkändes inte. Han skrev till baron Staël och begärde att denne skulle hjälpa honom att få befordran och de 700 livres som kungen brukat bevilja svenska officerare som tjänstgjort utomlands. Men eftersom Staël också var i onåd efter Peyronaffären var han oförmögen att uträtta något till Döbelns fördel. Döbeln fick ändå tillfälle att uppvakta Gustav III på Drottningholms slott, men till sin besvikelse ansåg han att kungen endast belönade honom med ord. Han återvände därför 1785 till Frankrike, där han utöver sin kaptensfullmakt erhöll, med början den 24 juni 1784, en kunglig pension på 300 livres om året. Följande år begärde han avsked från Sprengtportens regemente. I stället för avsked tilldelades han förlängd permission och kvarstod på så vis formellt i den svenska armén.
I fyra år tjänstgjorde Döbeln därefter vid La Marcks regemente i garnison i Strasbourg, Fort-Louis vid Rhen, Wissembourg och Schlettstadt. Han studerade sitt yrke, författade boken En adjutants dagbok på både franska och tyska och gjorde ständiga mätningar och ritningar under sin tjänstgöring. La Marck tog gärna emot nya svenskar i sitt regemente. Eftersom Döbeln efter expeditionen till Indien var en av de ryktbaraste utlandssvenskarna, vände sig många svenska adelsmän till honom med begäran om att han skulle ta sig an deras söner. Döbeln avvisade oftast sådana böner men gjorde vissa undantag. Ett exempel var med den unge Fredrik Stjernvall från Finland, som betraktade Döbelns karaktär som faslig och kallade honom för "vår ros förstörare". Men när de senare tjänstgjorde med varandra i Finland 1788 kom de väl överens och högaktade varandra för den duglighet de då upptäckte hos varandra. För Döbeln var åren i Strasbourg lugna och bekymmersfria. Han umgicks flitigt med La Marck och dennes bror Louis, fick fri bostad på deras hotell i Paris och under semestrarna vistades han i egenskap som adjutant på deras egendomar i Flandern. Vid en av hans semestrar på slottet Raismes gjorde Döbeln triangelmätningar och ritningar över området. Som sällskap fick han en "kortvuxen, beskedlig och hygglig karl" som presenterades som Napoleon Bonaparte. Hösten 1788 återvände Döbeln till Sverige och skulle därför inte uppleva den omvälvning i Frankrike som kom att ske 1789 i samband med landets revolution, som avslutades 1799 efter Napoleons statskupp och maktövertagande.

## Gustav III:s ryska krig (1788–1789)

### Kapten i Savolaxbrigaden
Vid hemkomsten till Sverige hösten 1788 möttes Döbeln genast av motgångar. Trots hans tio år i fransk krigstjänst betydde tvisten med Gustav III att han inte fick någon anställning. Major Justin von Yhlen i Pommern gjorde ett misslyckat försök att skaffa Döbeln tjänst i Sverige, vilket var hans gentjänst för att Döbeln tagit hand om hans son i Strasbourg. Medan Döbeln bidade sin tid deltog han i riksdagen 1789 och tillhörde som de flesta andra adelsmän oppositionen mot Gustav III, vilka var starkt kritiska till kungens beslut att i sommaren 1788 inleda ett anfallskrig mot Ryssland utan riksdagens godkännande. Han godkände heller aldrig kungens Förenings- och säkerhetsakt, som innebar att adelns gamla privilegier avskaffades. Döbeln ansåg att riket hade gått tillbaka till Karl XII:s tid, när kungen hade rätt att förklara krig, vilket han ansåg skulle medföra olyckor för riket. Efter duellen i Paris hyste han en stark motvilja mot Gustav III och dennes val av gunstlingar. I utrikespolitiken stod dock Döbeln kungen närmare. Den opposition som formulerades i Anjalaförbundet var i hans tycke mycket vanhedrande för den svenska officerskåren.
Tillsammans med löjtnant Erik Gustaf Tornérhielm försökte Döbeln få tillstånd att upprätta en egen trupp, en bataljon av lätta jägare. Gustav III biföll detta på villkor att bataljonen skulle bestå av tyskar, och att Döbeln själv stod för soldaternas avlöning. Döbeln såg därmed sin chans att skapa en egen trupp med de tyska mönsterregementena som modell. Trots sina höga ambitioner kunde hans rekryteringsplaner inte förverkligas, då han på grund av Peyronaffären var i kungligt onåd och därmed icke anställningsbar. Som en sista utväg erbjöd han sina tjänster till chefen för Savolaxbrigaden i Finland, överste Curt von Stedingk, som han kände från tiden i Frankrike. Hans ekonomiska situation hade blivit ohållbar. I Göteborg hade han spelat bort sina sista pengar på kortspel och var klar för avresa när han fick ett svarsbrev från Stedingk. Denne erbjöd Döbeln tjänst som kapten vid Savolaxbrigaden, då han behövde en erfaren och lojal officer som kunde få ordning på manskapet. Döbeln tackade ja till tjänsten, som han tillträdde den 2 mars 1789, och anlände sedan till finsk mark i april 1789. Inledningsvis tjänstgjorde Döbeln från och med den 1 maj som överadjutant hos Stedingk, tills han i juni flyttades till expeditionen. Under Stedingks ledning förstärktes Savolaxbrigaden med Björneborgs och Österbottens regementen.
Under sommaren 1789 skulle Savolaxbrigaden med sina svaga resurser möta en ny och starkare rysk armé under befäl av överlöparen Göran Magnus Sprengtporten. Döbelns första kontakter med sitt manskap oroade honom. Han deltog i ett misslyckat anfall mot ett ryskt magasin vid Suomenniemi den 4 maj. Han fick då tillfälle att studera Björneborgs regemente för första gången, där han upptäckte att officerarna var oerfarna och dess manskap var försagda och utan disciplin. Hans jämförelsematerial var La Marcks regemente i Strasbourg, där officerskåren hade byggt upp en hård disciplin som regementet var vida känt för. I ett brev till Gustav III hyste Stedingk stor beundran till Döbeln, som behövde honom för att återställa ordningen och disciplinen i armén.

### Skottskadan vid Porrassalmi

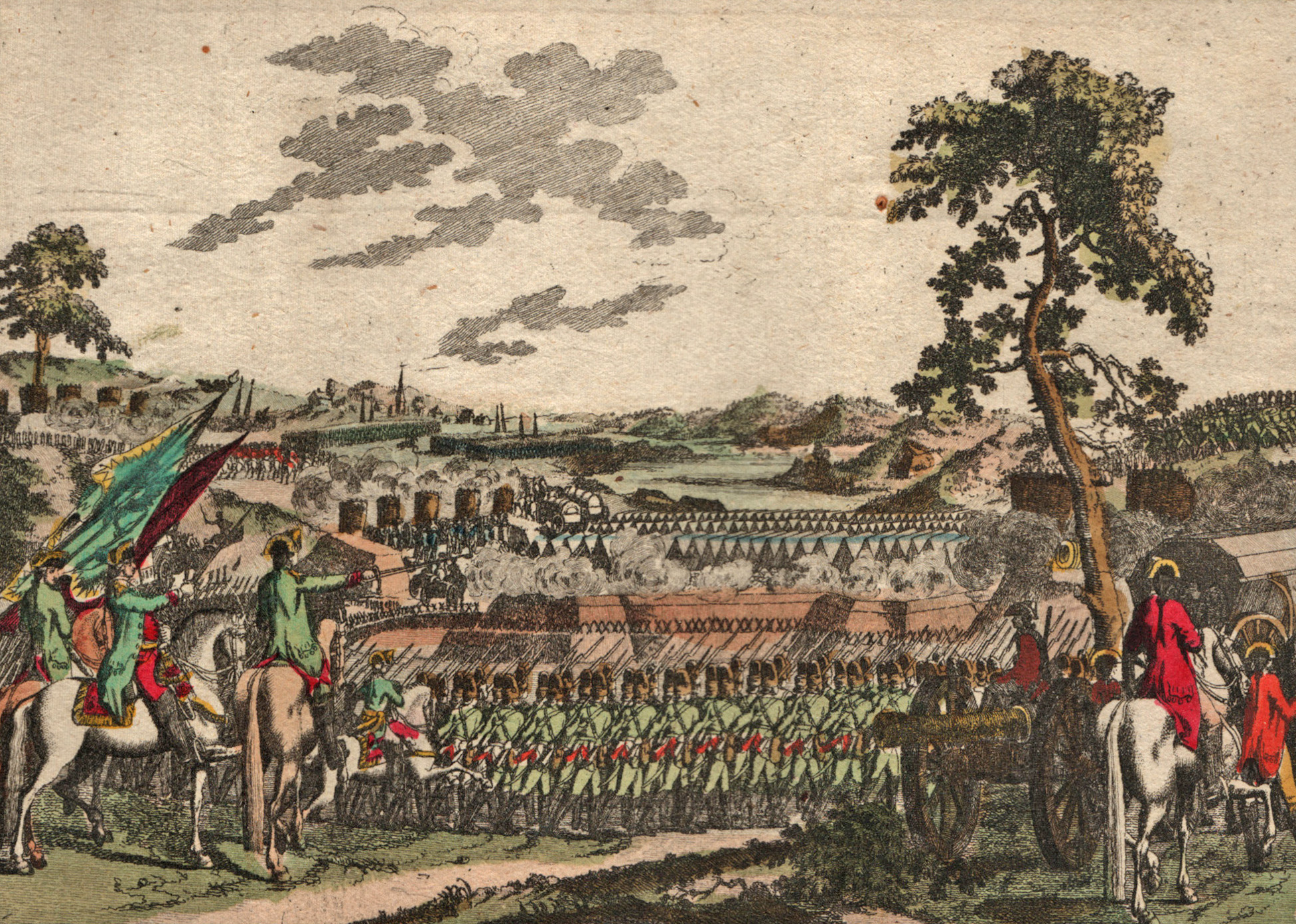
Ryska trupper avancerar mot de svenska ställningarna under slaget vid Porrassalmi 1789. Samtida illustration av Johann Caspar Weinrauch.

Den 11 juni 1789 hade en rysk styrka på uppemot 8 000 man under Sprengtporten trängt in i Savolax, tagit ställning vid Porrassalmis sund och hotade S:t Michel. I all hast samlade Stedingk alla tillgängliga svenska trupper, omkring 735 man, för att skydda Savolaxbrigadens förråd i S:t Michel. På Döbelns förslag indelades den svenska försvarsstyrkan i tre avdelningar uppe på en ås vid Porrassalmi och ett fricorpskompani skulle ligga som reserv bakom åsen. Den 13 juni inleddes striderna mot den svenska sidan av sundet vid Porrassalmi, där Döbeln ansvarade för att upprätthålla disciplinen hos manskapet. När svenskarna började ge vika inför ryssarnas anfall fick Döbeln använda skrämseltaktik för att sporra manskapet. Han gav en finsk officer i uppdrag att berätta för de flyende att ett närliggande svenskt batteri som laddats med druvhagel skulle avfyras mot flyende svenskar. De svenska officerarna kunde därefter formera ett 80-tal soldater och lyckades slå tillbaka det ryska anfallet. För att öka det egna modet och hindra fienden från att uppskatta sina egna förluster, beordrade Döbeln fältväbel Kumblander om att manskapet skulle skrika hurrarop mellan salvorna. Då ryssarna trodde att ropen var ett tecken på att svenska förstärkningar hade anlänt, gav den ryske generalen Ivan Ivanovitj Michelson order till sina trupper om att retirera över sundet under eldskydd. Vid detta skede blev Döbeln träffad av en muskötkula i pannan och kastades till marken med blodet strömmande ur huvudet. Kulan trängde inte in i Döbelns panna utan studsade ut igen. Den femtonårige sergeanten Karl Adolf Brakel förde Döbeln ur stridslinjen till en dal bakom åsen, där en fältskär lade förband på Döbelns huvud. För sina insatser vid Porrassalmi blev Döbeln under samma dag utnämnd till brigadmajor.
Döbeln fick låna en häst av kapten Weber och red vidare till kaplanbostaden vid S:t Michels kyrka. Där behandlades han av regementets fältskär Anders Peter Ammilon samtidigt som han fick tillfälle att författa sin stridsrapport. Skottet i pannan innebar slutet för Döbelns medverkan i kriget. Skottskadan och den eventuella fångenskapen och transporten av de sjuka till Jorois gjorde att benskärvorna i såret inte ägnades tillräcklig uppmärksamhet. I två veckor var Döbelns högra öga igensvullet med tillfällig blindhet som följd och hans näsa blev "otroligt tjock". Fem veckor senare lossnade flera benbitar och i augusti syntes ytterligare en benflisa. Trots att fältskären drog i den under flera dagar i följd ville flisan inte lossna. Först i början av september läktes huden. Fältskären Ammilon skrev ett intyg över sina åtgärder och skadans utveckling, där han angav att såret hade slutit sig och bildat ett djupt ärr "till ära för kaptenen och riddaren men ansiktet till vanskapnad".

### Rysk fångenskap
Med svenska förstärkningar lyckades Stedingk slå tillbaka ett ytterligare ryskt anfall mot Porrassalmi den 18 juni. Men när ryssarna kringgick försvaret dagen därefter tvingades Stedingk uppge sin ställning och dra sig tillbaka till Jockas. S:t Michel föll och dess invånare och soldater flydde åt alla håll samtidigt som ryska kosacker strök omkring och plundrade traktens gårdar. Även Döbeln försökte fly, men hans kropp var för svag och vägarna runt S.t Michel var för steniga och backiga för att han skulle kunna åka i en oskodd vagn. När en kosack gick in i kaplanbostaden gav han sig fången och gav formellt sin sabel och sin klocka för att blidka honom. Senare plundrades huset av andra ryssar och Döbeln förde vänskapliga konversationer med den ryske generalen Johann Georg Berens von Rautenfeld. En adjutant till general Michelson kom för att få Döbelns namn på ett papper, där han erkände sig vara krigsfånge. Därmed skulle han på kallelse från kejsarinnan Katarina II vara tvungen att inställa sig vid det ryska hovet. Döbeln fick dock löfte om att slippa en omedelbar förflyttning till Villmanstrand och som kvitto på undertecknandet tilldelades Döbeln ett dussin citroner och pomeranser.
Döbeln blev efteråt mycket väl behandlad som rysk fånge på sitt hedersord. Han skrev brev till kosackgeneralen Denizoff och anhöll hos Rautenfeld om att skona S:t Michels flyende invånare och låta dem återvända oskadda till sina hus och gårdar. Döbeln förflyttades i augusti 1789 till ett sjukläger i Jorois, där finska trupper övertog bevakningen. Där kunde han författa ett förslag till organisation av sjukhus och sjukhusvård. Samtidigt skrev han anteckningar om sina iakttagelser i Savolax och fick besök av officerare, bland andra löjtnant Carl Johan Adlercreutz. Döbeln fick även meddelande om att Gustav III den 19 augusti tilldelat honom Svärdsorden och lovat honom befordran efter fångenskapen. Han angav en skriftlig förbindelse om att inte mera delta i kriget och fick därefter tillstånd av Rautenfeld att sköta sitt sår i Sverige. I mitten av oktober 1789 lämnade Döbeln Finland och reste till Stockholm. Kriget avslutades den 14 augusti 1790 efter undertecknandet av freden i Värälä, där ingendera sida hade vare sig vunnit eller förlorat markområden.

## Fredsåren (1790–1807)

### Trepanation

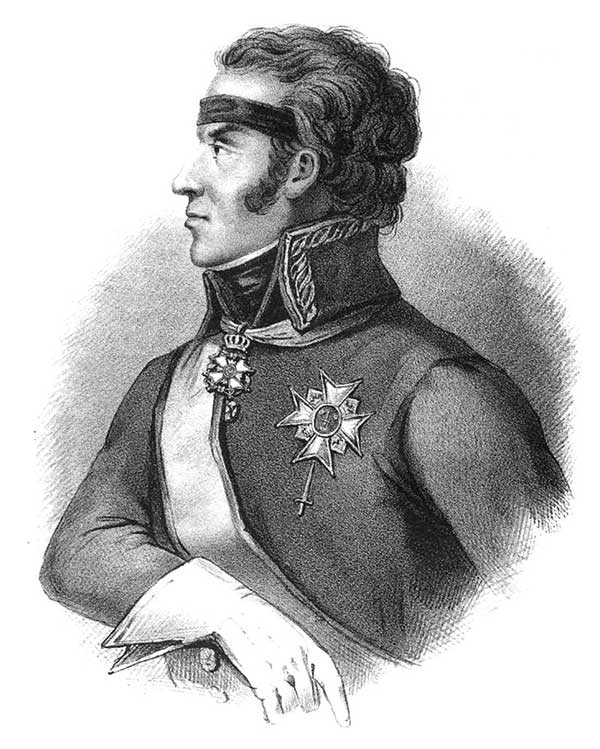
George Carl von Döbeln med sitt svarta sidenband om pannan, till följd av hans trepanering. På bröstet bar han Svärdsordens kraschan samt tecknet för Riddare med Stora Korset av 1 Klass. Litografi av Alexander Wetterling.

Trepaneringsborr som användes vid trepaneringen av Döbelns panna i april 1791. Borren förvaras idag i Livrustkammaren under Stockholms slott.

I början av 1790-talet bodde Döbeln hos greve Clas Fredrik Horn i hans hus vid Kyrkogatan i Stockholm. Han blev med tiden allt mer orolig över sin livssituation och från hösten 1790 plågades han av djup melankoli. Smärtan i huvudet gjorde livet outhärdligt. 1791 hade börjat illa med ideliga sjukdomsanfall, vilket senare ledde till att han blev sängliggande. Han konsulterade läkarna Johan Otto Hagström och Carl Fredrik von Schulzenheim, som ordinerade Döbeln varma grötar och blodiglar över ögonbrynen. Vid mitten av februari brast härden, varpå trycket på såret minskade, smärtan lindrades och öppningen blev större. Läkaren upptäckte i början av mars en lös benskärva i såret, men i det svullna området kunde läkarna inte få tag i den med en tång. Såret behandlades med vaxsvamp och lapis infernalis.
I april beslöt läkarna att företa ett operativt ingrepp, en så kallad trepanering. Pannan flåddes den 19 april och operationen räckte 17 minuter. Pulsådern över ögat blödde ordentligt. Läkaren lyckades stilla blödningen med svamp och hård bindning. Två timmar efter operationen öppnade läkaren en åder på armen och gav Döbeln 15 opiumdroppar. Två dagar senare borrades ett hål i pannan över högra ögat, en operation som räckte 23 minuter. Eftersom pannbenet var ojämnt fanns det efter all skrapning ännu nervtrådar kvar och det gjorde "gruvligt" ont, när borrkronan sattes i rörelse. Först borrade läkaren med en "spikborr", sen med själva kronan och bröt så igenom pannbenet vid sidan av såret. Operationen var mycket smärtsam och krävde stor sinnesstyrka hos Döbeln. Han hade med hjälp av en fickspegel noggrant observerat operationen.
Den 27 april 1791 tog läkaren ut en stor benskärva, som kulan tvingat in i huvudet. Synen på högra ögat, som hade varit försvunnen sedan 21 april, började då återvända. Den 3 maj klippte läkaren och bröt bort den benbit som fanns mellan skottskadan och borrhålet, och då blev öppningen i pannan rätt ansenlig. Trepaneringen hade skapat nya benskärvor och den 31 maj uttogs två benbitar. Den gamla skadan växte stadigt igen och den 3 juni gjorde Döbeln sin första promenad. Lapis gavs hela tiden. Den 9 juni plockades ytterligare en benskärva ur såret. Ögonlocket hade sedan den 1 maj hållits uppe med hjälp av häftplåster. Den 27 augusti var såret läkt. En del av såret lämnades öppet för de benskärvor som i fortsättningen skulle komma ut. För att täcka öppningen bar han i fortsättningen ett svart sidenband, framtill fodrat med skinn kring pannan. Ännu 1797 bulnade såret och den sista av de intryckta benskärvorna kom ut med varet. Som genom ett mirakel hade Döbeln överlevt både skottsåret och trepaneringen. Han var ändå i fortsättningen märkt av sin huvudskada, då hans lynne och uppträdande kom att präglas av skadan.

### Sällskapslivet och kärleksaffärer
Tiden efter huvudoperationen präglades av flitigt sällskapsliv med olika fruar, grevinnor och friherrinnor, vilka lånade honom pengar som han sedan punktligt återbetalade. Hans förteckning över dem som frågat efter hans hälsa upptog 46 namn och de flesta var högadliga eller tillhörde hovkretsarna. Trepaneringen var naturligtvis en uppmärksammad och intressant händelse, i synnerhet som han visat en sådan kallblodighet. Men trots att alla omkring honom berömde honom, lyckades Döbeln inte uppnå några synliga resultat för sin karriär. Ett tag tänkte han återvända till Frankrike, men revolutionens våldsamma utveckling stoppade resan och 1791 hade Gustav III förbjudit alla svenskar att resa till landet. Döbeln övervägde också att gå i preussisk tjänst, vilket han uppmanades av generaladjutant Per Ulrik Lilliehorn, som också bidrog med pengar till resan. Döbeln hade redan hunnit gå ombord på ett fartyg i Göteborg, men han ångrade sig då han fick ett brev från fru Brigitta von Utfall, hans bästa väninna vid denna tid. Hon övertygade honom att stanna kvar i Sverige och betala tillbaka pengarna till Lilliehorn.
Förhållandet till Gustav III lyckades Döbeln inte förbättra. När kungen hörde om trepaneringen lär han enligt en del källor ha sagt att det var ett gott botemedel för en "tjurskalle". Döbeln gillade fortfarande inte kungens militära egenskaper och framförallt inte personerna i hans omgivning. Bättre uppfattning hade han om kronprinsen, den blivande Gustav IV Adolf. Ändå blev Döbeln enligt egen utsago nådigt mottagen när han gjorde sina audienser hos kungen. Som en försoningsgest erbjöd Gustav III honom en plats som kammarjunkare vid hovet, men han tackade nej, då han sade sig inte ha den "hovkrypande" natur som krävdes för uppgiften. Döbeln var nedstämd över att karriären gått så illa och menade att det hade varit bättre ifall han övergick i rysk tjänst. I känslan av ensamhet och utestängdhet fortsatte han göra skarpa utfall mot hovet och hovfolket. Mot de kungliga utnämningarna var Döbeln lika hård i sina uttalanden. Han vände sig också kraftigt mot den företrädesrätt till ämbeten som han tyckte förekom. Döbeln satte sina skarpa uttalanden till papper för några av sina vänner och likasinnade. Kunskapen om hans åsikter spred sig fort och till slut tvingades hovmannen Gustaf Mauritz Armfelt be Döbeln att minska sin kritik mot hovet. Döbeln lyckades dock bli utnämnd till fjärde major vid Savolax lätta infanteriregemente med kaptens lön. Framsteget förblev formellt. Han reste aldrig till bostället Kokkola i Puumala eftersom det var förstört av ryssarna. Under tre års tid fick han heller ingen lön därifrån. Han ville inte ha tjänsten i Savolax, eftersom hans hälsa inte tillät honom att vistas i ett sådant klimat. I september 1791 beviljades han två års permission från tjänsten för att sköta sin hälsa. Stedingk hade tidigare bett Döbeln dämpa sina uttalanden, även om han stödde hans åsikter om taktik och disciplin.
På en maskeradbal i Gustavianska operahuset den 16 mars 1792 skedde det attentat mot Gustav III som tretton dagar senare ledde till hans död. Döbeln tog avstånd från mordet på Gustav III. Han umgicks vänskapligt med några av männen bakom mordet, närmast med greve Clas Fredrik Horn, men uppgav att de aldrig sagt något åt honom om sin "skamfulla gerning". Döbeln vistades vid tiden hos en gästgivare i Göteborg när mordet på Gustav III ägde rum. Då han reste därifrån ofredades han av bönder, som var mycket upprörda över att den folkkäre kungen hade överfallits av adelsmän. Döbeln lyckades dock hinna undan i sin vagn innan bönderna fick tag på honom. Gustav III:s män ställdes åt sidan och hertig Karl trädde till som förmyndare, med statsmannen Gustaf Adolf Reuterholm som egentlig regent.
Under förmyndarperioden befordrades Döbeln likväl snabbare än under någon annan period. Den 18 mars 1793 blev han sekundmajor vid Västgöta-Dals regemente med kaptens lön och Vänersborg som förläggningsort. Den 2 maj samma år blev han överstelöjtnant i armén och regementet. Den 7 mars 1796 överfördes han till Skaraborgs regemente som överstelöjtnant, men kaptenslönen ändrades inte. Under åren 1793 och 1794 reste Döbeln runt från herrgård till herrgård genom Mariestad, Skövde, Hjo, Värmland, Närke, Östergötland och Småland innan han återvände till Vänersborg. Döbeln gjorde också flera brunnsbesök i Medevi vid Vättern. Under sina resor gjorde han visiter hos två huvudgrupper av vänner. Den ena bestod av representanter för societeten i Stockholm som inkluderade generallöjtnant Gustaf Adolf von Siegroth, greve Horn och hovmarskalk Carl Falker. Den andra bestod av ledande personer i Göteborgs merkantila och industriella liv som inkluderar John Hall, Christian Arfwidsson och bröderna Alströmer, främst Patrick. Bekantskapen mellan dessa rika män hade förmedlats av fru Brigitta von Utfall, som tillhörde en skeppsredarfamilj. Då Ostindiska Companiet spelade en central roll för Göteborgs skeppsredare, ställde Döbeln oftast upp för att rita kartor och för att diskutera om sina äventyr i Indien och nyheter inom landbruk och handel.
Döbeln var en mycket populär gäst i de gårdar han besökte och var medelpunkten i kvinnornas liv. I deras ögon var Döbeln en hjälte som öppet tagit parti mot Gustav III, liksom att Döbeln var oförstådd av sin omgivning, bar på ett omtalat lidande och som hade ordet i sin makt. De fruar som Döbeln umgicks med och för vilka han var en eftersökt kavaljer, bodde oftast på stora gods, där de kände sig ensamma och avskilda från livet i Stockholm. Hos fru Anna Margareta Arfwidsson vistades han i tre veckor under 1794. Stedingk rådde Döbeln att gifta sig, då en sorglös tillvaro gick enklast genom ett bra giftermål. Först tyckte han sig ha funnit en lämplig kandidat i Beata Maria Falker. När han skulle ta det avgörande steget konstaterade han att han blivit förekommen av baron Carl Bunge av adetsätten Bunge. Döbeln vände då sin uppmärksamhet till fru Brigitta von Utfall, som han brevväxlade med under krigsåret 1789. De återupptog sin samvaro under 1793 och 1794 i Utfalls lantgods Nääs slott, som i praktiken blev Döbelns hem.

### Lanthushållet i Önne
I samband med att han tilldelades tjänsten hos Västgöta-Dals regemente följde kaptensbostället Önne i Järbo socken i Dalsland. Bostället var förfallet och låg på ett kargt och öde område fyra mil från Vänersborg. Många av Döbelns vänner ställde sig tveksamma till hans flyttning, då de tyckte att han skulle förvisas ut i ödemarken. När Döbeln flyttade till Önne 1795 uppstod en brytning mellan honom och Brigitta von Utfall. Den yttre orsaken var att Döbeln i sin ladugård uppkallade en av sina kor med hennes namn, vilket hon tog anstöt av. Deras brevväxling upphörde och senare kallade hon Döbeln för "Monsier de Döbeln le Solitaire" (Herr Döbeln, enstöringen). Döbeln blev allt mer isolerad på Önne. Resorna plågade honom och han umgicks med sina likar endast i tjänsten. Kvinnan i hans närhet intog i stället allt större plats. Hans husföreståndarinna på Önne hette Christina Ullström, en klockaredotter från Skara som skötte huset till Döbelns belåtenhet. År 1796 födde Christina en dotter, Georgetta Charlotta, som dock dog redan följande år och begravdes på Järbo kyrkogård. 1802 födde hon Döbeln en son, som typiskt för tiden fick namnet Napoleon.

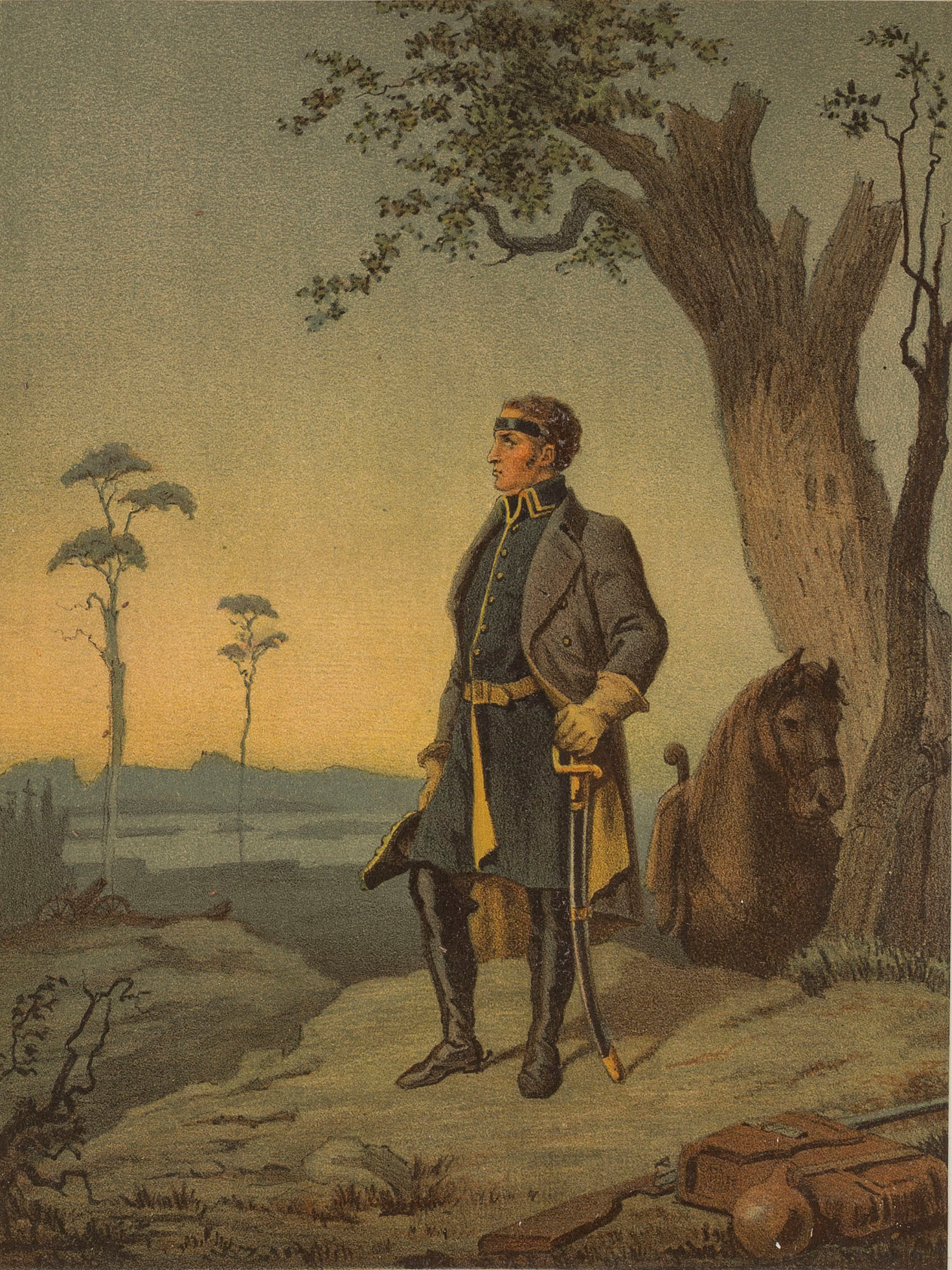
Georg Carl von Döbeln. Illustration ur boken Taflor till Fänrik Ståls sägner (1884) av Carl Staaff.

För en man med Döbelns ambitioner kostade det på att flytta till en så isolerad plats som Önne. Han hade lärt sig att avancemang i Sverige var beroende av bekantskaper, rekommendationer och framförallt av pengar. På Önne fick Döbeln i varje fall sitt första egna hem, där han förde sina böcker, möbler och de få personliga saker han ägde. Det skedde en förändring i tidevarvet som också inverkade på Döbelns sätt att tänka. Ekonomiska frågor och praktisk nytta ställdes allt mer i förgrunden, samtidigt som Döbeln förändrades i takt med sin omgivning. Trots att själva godset var förfallet fanns vid Önne stenfria åkrar, god lermark, skog och betesmark. Med hänsyn till hans ansenliga investering till ett boställe för tio personer, ville Döbeln sätta all sin energi till att snabbt göra bostället ekonomiskt lönsamt. Lån kunde han få av förmögna vänner och räntor och lån betalade han punktligt. Christina Ullström ställde för sin del den inre hushållningen i ett ypperligt skick, liksom att hon ansvarade för försäljningen av boställets produkter i omkringliggande städer. Samtidigt bidrog Döbeln till att tröskverk togs i bruk i Sverige. Han skrev en avhandling om tröskmaskiner, gjorde ritningar och beskrivningar av tröskverk i olika länder och deras användning. Avhandlingen sände han in till Kungliga Patriotiska Sällskapet, där han blev medlem 1792.
För sin gård förbättrade Döbeln jordbrukets avkastning och satsade på husdjursavel, som han fick goda råd om och hjälp med av sina släktingar och vänner. Bostället kunde föda nio hästar, trettiosex kreatur och sextio får. 1795 blev ett ogynnsamt år på grund av de höga spannmålspriserna. Lusten att experimentera avtog så småningom och Önnes åkerbruk och boskapsskötsel upptog hans tid. Avkastningen förbättrades från 100 riksdaler per år då han tillträdde till 500. På den levde Döbeln och en stab av tjänstefolk på tolv personer. Med tiden blev Döbeln en slags förmyndare för invånarna i de spridda gårdarna. Han botade deras sjukdomar, gav dem hjälp vid olycksfall, införde koppympning i trakten och vaccinerade själv en mängd barn. Däremellan hjälpte han bönderna att sätta upp skrivelser till tingen. Flera grannar ville köpa kreatur av honom, i synnerhet hans rasrena får som hade ett gott rykte. Han var motståndare till brännvinsbränning och tålde inget bränneri på sin gård. Ett flertal barn bodde i hans gård. Hans äldre bror Ernst Fredrik dog 1804 och efterlämnade fyra minderåriga barn som Döbeln tog hand om. Först redde han upp broderns affärer och tog sedan itu med att ge brorsbarnen kunskap och utbildning, med vilka han fostrade strängt med katekes och "gudalära". Den äldste, Adolf Fredrik, ordnade han plats för på ett jordbruk som sköttes av sonen till släktingen fru Uggla. Den följande, Gustaf Adolf, gick till sjöss.
På Önne fick Döbeln tillfälle att filosofera allt mera kring livets stora frågor. Tankarna delade han med sig i brev till sina släktingar och vänner. Han skrev även flera militära avhandlingar, bland dem Posteringar och försvar, som han sände till Krigsmannasällskapet, där han invaldes som korresponderande medlem 1797. Trots hans geografiska isolering kunde Döbeln noggrant följa den politiska och militära utvecklingen på kontinenten. Med besvikelse upplevde han hur det Frankrike han kände innan var på väg att gå under. Döbeln hade sina egna skäl att önska ett franskt-svenskt närmande. Ett sådant var möjligheten att få ut den pension han hade innestående i Frankrike sedan 1788. Han såg ut att lyckas 1804, men då ändrade Sverige sin utrikespolitik och det blev krig i Pommern mellan fransmän och svenskar. Till hans förtret förlorade han pengar på den antifranska svenska politiken. Dessutom var han fortfarande motståndare till det Gustavianska statsskicket av 1789. Han deltog visserligen i riksdagen i Norrköping 1800, men han undertecknade inte riksdagsbeslutet, vilket för övrigt endast 20 procent av adeln gjorde. Politiken hindrade honom däremot inte från att skriva till kung Gustav IV Adolf med begäran om att få delta i det pommerska kriget. Han fick avslag eftersom krigshändelser kunde bryta ut vid gränsen mot Norge, där hans kunskaper om områdets förhållanden var värdefulla.

### Krigsförberedelser i Finland
Det militära läget i Europa gjorde att Döbeln tog till pennan och vände blicken mot öster. I Sverige var han klassad som en lämplig befälhavare vid den relativt fredliga gränsen mot Norge. I stället fäste han militärledningens ögon på sig för sina insikter i det finländska problemet, där han utformade en försvarsplan inför ett nytt ryskt krig. I minnet och arkivet fanns Porrassalmi och Stedingks rapporter från 1789. Samtidigt sökte Döbeln avancemang och en ny tjänst. Den 1 mars 1805 befordrades han till överste i armén. Det skedde utan hans vetskap och irriterade honom till en början. Den 6 januari 1806 blev han utnämnd till sekundchef vid Nylands infanteriregemente med överstelöjtnants lön. Hans formella regementschef var Mauritz Klingspor, generalbefälhavare i Finland. Döbeln hade själv tagit initiativet till förändring, då han 1805 reste från Önne till Stockholm och vände sig till baron Fabian Wrede för att förhandla om en befordran. Försäljningen av ackordet gav honom omkring 12 000 riksdaler, men pengarna räckte inte till för den nya befattningen. Utnämningen gladde Döbeln trots allt. Nylands regemente ansågs som ett av landets bästa och till befattningen hörde bostället Friggesby i Kyrkslätt. Döbeln lämnade Önne i nya händer och innan ackordsystemets alla krav var uppfyllda var han tvungen att skriva 48 brev. Summan han skulle betala var 14 000 riksdaler, vilken var dubbelt så stor som reglementet föreskrev. År 1806 bodde Döbeln tre månader i Finland och återvände dit den 16 maj 1807. Då Friggesby var i dåligt skick fick han tillbringa sin tid i Helsingfors. Döbeln hann under sin tid i Finland med att exercera med sitt nya regemente och uppföra en magasinsbyggnad. Med Klingspor stod Döbeln till en början på god fot, tills han senare klagade över Klingspors allsmäktighet och orättvisa. I Finland kom han även i kontakt med de finska krigsveteranerna och hjälpte dem att få förtur till sysslorna som kyrkväktare.
I juli 1807, som en följd av fransmännens seger mot Ryssland i det fjärde koalitionskriget, skedde ett fördrag mellan kejsarna Napoleon och Alexander I av Ryssland i Tilsit. Fördraget innebar ett storskifte i Europa mellan en fransk och rysk sfär och som i längden blev ödesdigert för Sverige. Alexander I övergick till det franska lägret och fick i uppdrag att tvinga Sverige in på samma linje, genom att kräva att Sverige skulle tvingas delta i kontinentalblockaden riktad mot Storbritannien. Riktlinjerna drogs upp för en kommande krigföring i Finland, vars militära aktivitet ökade. I en hemlig krigsberedning i januari 1808 instruerades Klingspor att han, om ett krig utbröt vintertid, skulle retirera till Österbotten för att där förbereda en motoffensiv under sommaren. En varning om ett ryskt anfall nådde till Finland från Stedingk, som vid den tiden var svensk ambassadör i Sankt Petersburg. Döbeln fick order att omedelbart samla Nylands regemente, som den 10 februari 1808 befann sig på uppställningsplatserna.

## Finska kriget (1808–1809)

### Krigsutbrottet

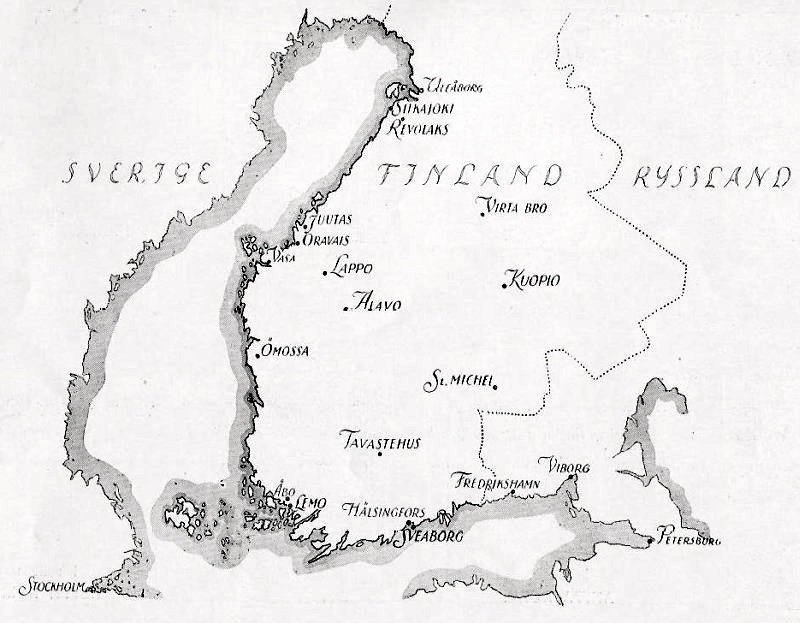
Finska krigets krigsskådeplatser i Finland. Kriget utkämpades främst i Finland och de största slagen stod i svenskspråkiga Österbotten.

Den 21 februari 1808 tågade en rysk armé på 24 000 man under general Fredrik Vilhelm von Buxhoevden över gränsen till Finland utan krigsförklaring. Den finska armén bestod av 21 000 man uppdelade i tre brigader. Till sin överraskning och förtrytelse var Döbeln vid tillfället utan befäl. Nylands regemente delades på kungens befallning mellan garnisonstjänst på sjöfästningen Sveaborg och första brigaden under överste August Fredrik Palmfelt. Döbeln stannade i Helsingfors som frivillig bataljonschef. Befälhavaren, Carl Nathanael af Klercker, ville annorlunda och överförde hela Nylands regemente till första brigaden. Döbeln följde då sin bataljon till gränsen och undgick därmed att bli instängd på Sveaborg. Då Döbeln genom hotelser ville få ett befäl som motsvarade hans rang och förmåga, gav Palmfelt honom order att föra sin bataljon till Borgå. Där understödde Döbeln en styrka som retirerade och där uppstod även den första skottväxlingen. Det blev ett snabbt uppbrott och Döbeln deltog i första brigadens reträtt öster om Tavastehus, dit han skickade ett kompani för att evakuera förråd ur stadens fästning. Samtidigt hade Klingspor anlänt från Sverige och tog hand om överbefälet. Krigsråd hölls och befälet beslöt att retirera till Österbotten, då man inte ville riskera att få fienden i ryggen. Senare hade Döbeln betraktat Klingspors beslut som det klokaste under de förhållanden som rådde. Den finska armén drog sig i mars norrut efter tre vägar. Från S:t Michel retirerade Savolaxbrigaden över Kuopio till Uleåborg. Från Tavastehus följde en mindre avdelning den vanliga vintervägen över Ikalis och Jalasjärvi till Nykarleby. Där förenade den sig med huvudavdelningen som marscherat längs kustvägen från Björneborg norrut. Döbelns bataljon följde kustvägen. Målet för alla var Uleåborg, där hären inte längre kunde avskäras från Sverige. Den 21 mars nådde första brigaden och Döbeln fram till Lappfjärd.

### Chef för andra brigaden
I Pyhäjoki vilade Döbelns trupp en tid. Vid härens uppbrott under påskaftonen den 16 april angreps eftertruppen vid Ypperi av ryssarna under överste Jakov Petrovitj Kulnev. Döbelns bataljon svarade för vakten. Trupperna väcktes klockan 3.30 på morgonen, då ryssarna anföll. Då soldaterna var spridda i olika förläggningar, gav Döbeln order om att soldaterna skulle trampa upp gångar genom den tunga snön fram till stridsställningarna. Anfallet mot Döbelns bataljon blev så hårt att generalmajor Hans Henrik Gripenberg var tvungen att stanna tredje brigaden för att hjälpa eftertruppen. Striden som följde var kort och intensiv, varpå återtåget mot Uleåborg fortsatte. Döbeln deltog i striden och hans regementsadjutant Erling sköts ned inför hans ögon, varvid blodet stänkte över Döbelns uniformsrock. Döbeln bar länge den nedblodade rocken som ett minne värt att högakta, samtidigt som han ville visa att han var en aktiv officer i fält och inte någon i Klingspors stab. Döbelns bisarra sätt att hedra sin adjutant förlorade honom chansen att bli utsedd som ny generaladjutant hos Klingspor, då Gustaf Löwenhielm efter striden föll i rysk fångenskap. I militärt hänseende hade Döbeln däremot klarat sig utmärkt. I Klingspors rapport över striden sades att Döbelns goda och lämpliga dispositioner under striden fullkomligen rättfärdigade hans militära kunskaper och tapperhet.
Ny generaladjutant blev överste Carl Johan Adlercreutz, som stod på god fot med Klingspor. Döbeln blev förbigången, då han hade haft en motsvarande post hos Stedingk 1789 och skött den utmärkt. Han förhöll sig dock lojal till Adlercreutz i motsats till generalmajor Johan Fredrik Aminoff som ofta kritiserade Adlercreutz. Döbeln lät sig inte uppröras av frågans lösning, då han äntligen fick ett befäl. Han utsågs till chef för andra brigaden i samband med de ändringar i befäl som gjordes när Löwenhielms plats skulle fyllas. Brigaden bestod av Björneborgs regemente, fem kompanier av Österbottens regemente, ett kompani tavastlänningar, två skvadroner Nylands dragoner samt två avdelningar artilleri, sammanlagt omkring 2 600 man.

### Siikajoki

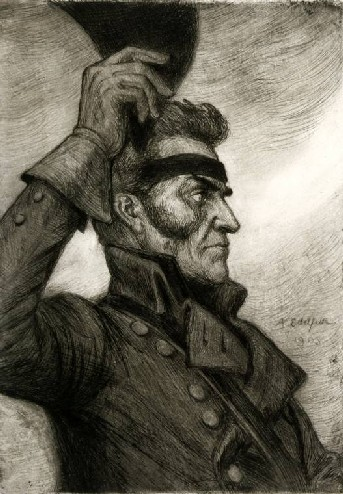
Georg Carl von Döbeln. Teckning från 1903 av Albert Edelfelt.

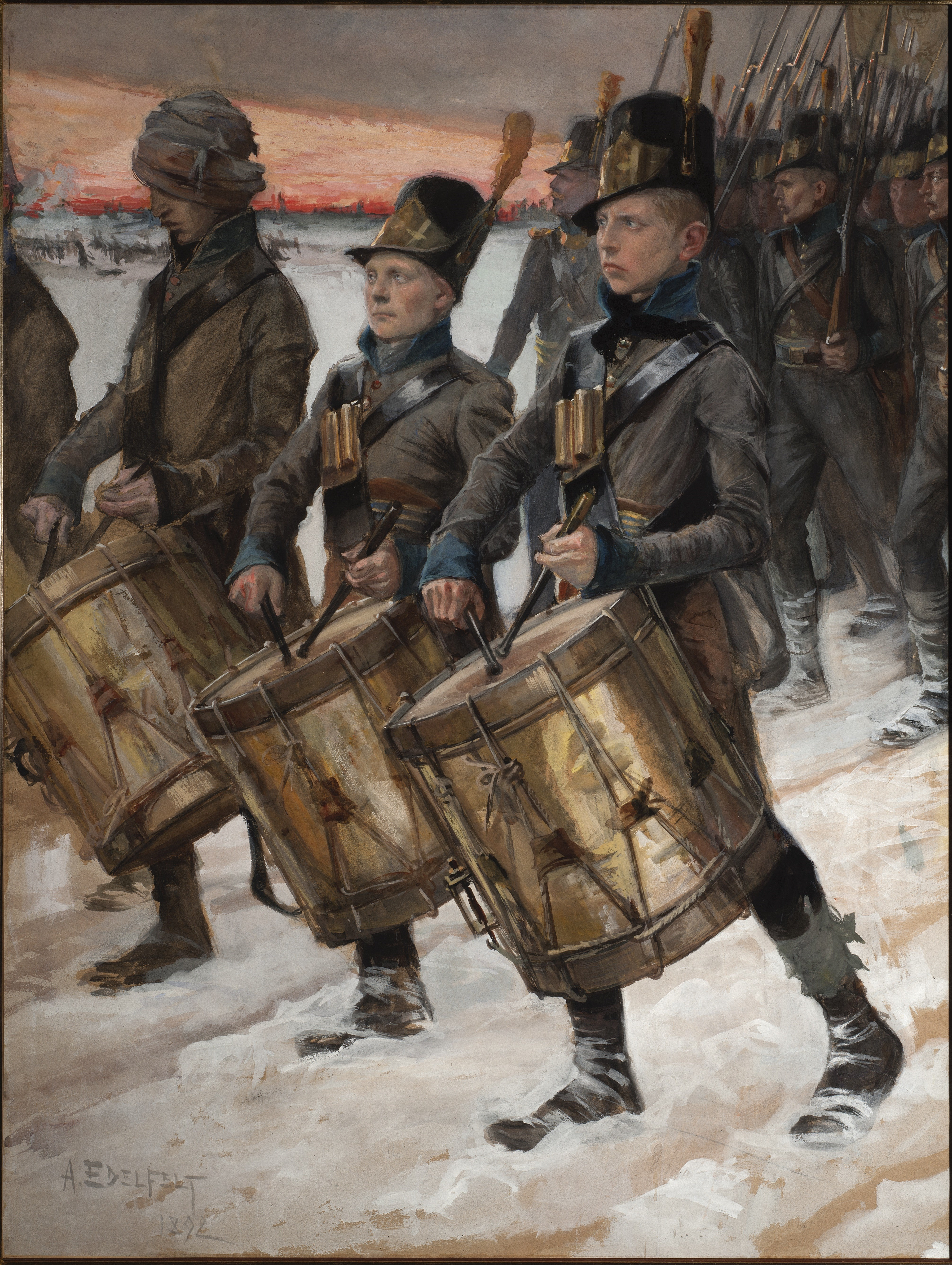
Björneborgarnas marsch. Målning av Albert Edelfelt.

Döbelns brigad blev eftertrupp under den fortsatta reträtten som var mycket ansträngande i djup snö. Den 18 april gick ryssarna till anfall söder om Siikajoki. Adlercreutz gav Döbelns brigad i uppdrag att ta emot ryssarnas anfall framför kyrkbyn i Siikajoki och försvara den oordnade trossen. Döbeln formerade brigaden och stod inför sitt elddop som brigadchef. Striden varade en och en halv timme och andra brigaden fick slutligen order att dra sig tillbaka över älven, där första och tredje brigaderna stod uppställda. Med dessa gick Adlercreutz till ett framgångsrikt motanfall som ledde till den första svenska segern under kriget. Döbeln deltog inte i den omtalade slutstriden, då hans trupper var helt uttröttade. För Döbeln stod det klart att han med sina insatser främst skaffat Adlercreutz ära och utmärkelser. Trots segern vid Siikajoki fortsatte trupperna sin marsch norrut och slog läger i Lumijoki. Där fick Klingspor kontakt med Savolaxbrigaden, följt av en seger över ryssarna vid Revolax den 27 april. En sårad rysk general, Michail Leontievitj Bulatov, togs tillfånga och ställdes under Döbelns vård och ansvar. Bulatov återfick sin värja och skyddades av en vakt på sju man. Bulatov var mycket tacksam över behandlingen och berömde Döbeln långt efteråt. När en rysk parlamentär ville besöka Bulatov misstänkte Döbeln spioneri och vägrade att ge honom tillstånd. Hans förnäm var dock av annan åsikt och parlamentären kunde fritt besöka den ryske generalen och studera de barrikader och bröstvärn som soldaterna hade byggt av snö och stockar.
Till en början var Döbeln ingen uppskattad chef för björneborgarna. Han framstod både kärv, sträng och frånstötande i sitt ordval, då han inför striden vid Siikajoki önskat sig en bataljon nylänningar. Hans professionella inställning till sitt yrke stod i klar kontrast till den attityd som rådde bland andra brigadens yngre officerare. Löjtnant Karl Adolf Brakel från Björneborgs regemente beskrev Döbeln som lugn, modig och djärv under striden. Han var snabb att bedöma ställningen, sansad i farans stund men häftig däremellan. Döbeln hade inga förtrogna vid brigaden och inte heller några gunstlingar. Brakel ansåg att Döbeln kunde ha varit en utomordentlig fältherre om han bara kunnat styra sitt häftiga lynne. Enligt honom var Döbeln mindre omtyckt i Nylands regemente, vars officerare ansåg honom underlig och fann orsaken i hans krossade panna. Brakel höll inte med deras antaganden, då han i striden vid Porrassalmi hade sett hur märkligt Döbeln uppträtt innan han fick sin skottskada. Brakels förtjänst vid Porrassalmi var för Döbeln oförglömlig och han gav honom sitt förtroende. Döbeln klagade över att de förslag till utmärkelser han gjort efter striden vid Siikajoki inte beaktats av Adlercreutz. Hans rapport hade inte heller insänts till kungen eller tryckts. Adlercreutz svarade hovsamt och den första tvisten stannade vid en ordväxling. Ändå visade Döbeln sin glädje över segern genom att inbjuda de underofficerare som fått medaljer och skaka hand med dem. De hurrade för honom, lyfte upp honom och bar honom omkring i rummet.

### Nykarleby
I maj 1808 fick armén nyheten om Sveaborgs fall, vilket vållade stor uppståndelse i den svenska ledningen. Döbeln hoppades i det längsta att nyheten var osann, då han vägrade att anklaga kommendanten, amiral Carl Olof Cronstedt, för feghet. Han förlorade ändå inte tron på en svensk seger, då han hoppades att ett framgångsrikt sommarfälttåg skulle avgöra kriget. Den 5 juni bröt andra brigaden från sitt läger i Pattijoki och nådde senare Gamlakarleby. Döbeln fick order om att utspana ryssarnas ställningar i Nykarleby. Hans trupp bröt upp på kvällen och marscherade hela natten innan den på morgonen nådde fram till Esse. Under en frukost i Esse kunde Döbeln, genom ett spratt från sina soldater, skapa grunden till ett gott och omtalat förhållande med björneborgarna. Senare i högkvarteret uppgjordes anfallsplanen mot ryssarnas ställningar i Nykarleby, där Döbelns avdelning skulle göra en kringgående rörelse öster om staden och försöka erövra bron över Lappo å. Major Carl von Otter skulle med två bataljoner gå över älven söder om staden och hindra ryssarnas reträtt söderut. En mindre styrka gick över älven norr om staden för att kunna anfalla ryssarna den vägen. Uppmarschen skedde nattetid och anfallet skulle sättas in klockan 4 på natten. Då skulle Adlercreutz anfalla med tredje brigaden norrifrån längs vägen från Jakobstad.

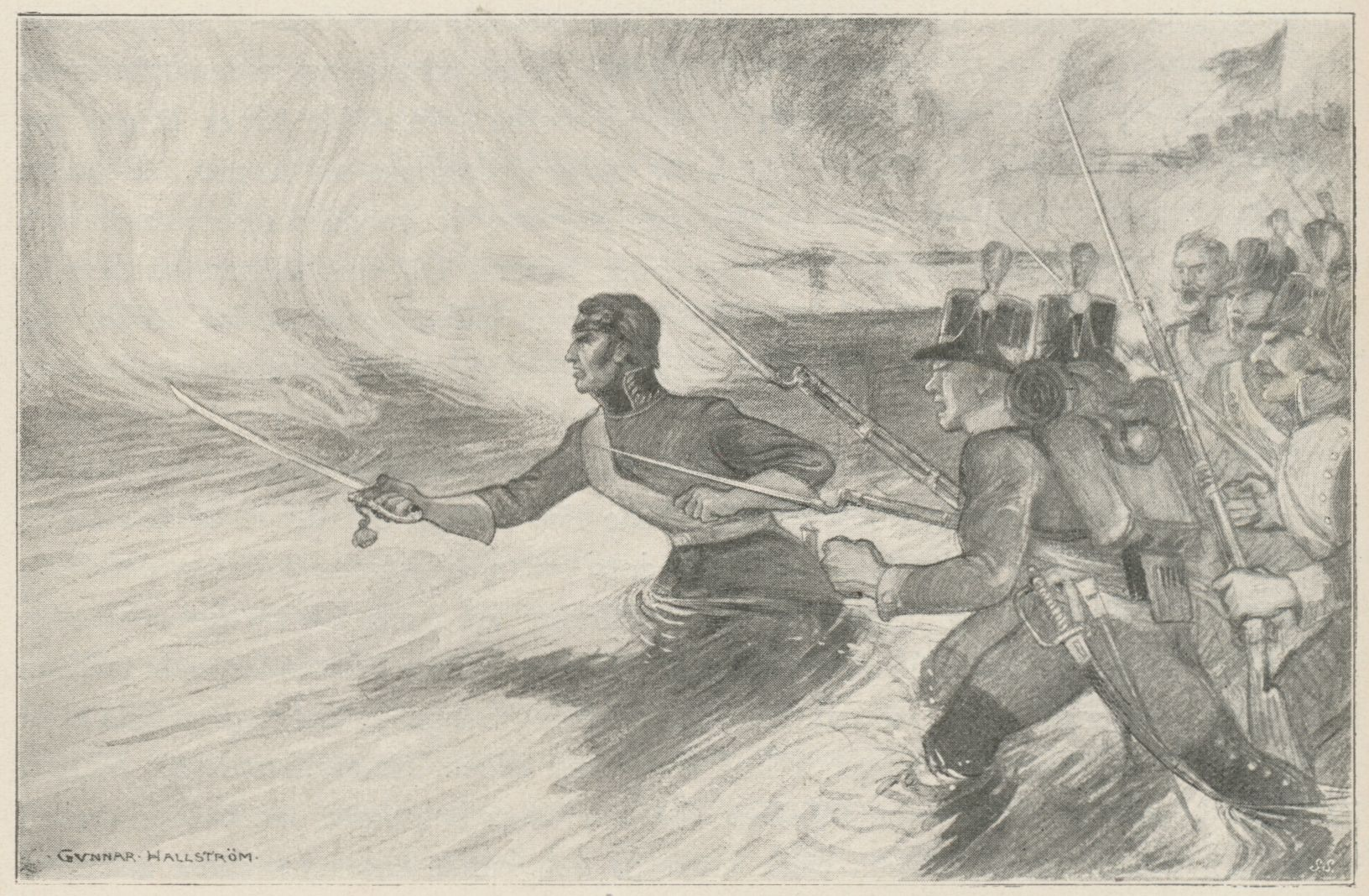
Döbeln i spetsen för sina trupper under slaget vid Nykarleby 1808. Teckning av Gunnar Hallström.

På natten till den 24 juni genomförde Döbelns avdelning på 1 000 man sin forcerade marsch på 12 kilometer genom den blöta och gyttjiga skogen öster om Nykarleby. När Döbeln slutligen kom upp på en ås nära staden hade han kommit för sent. Den bro som han skulle erövra hade blivit antänd av ryssarna. Adlercreutz, som enligt egen utsago hade inväntat Döbelns ankomst under en halvtimme, hade anfallit ryssarna för tidigt och dennes trupper trängde dem mot bron, som ryssarna genast antände. Såväl överraskningsmomentet som omfattningsmanövern försummades och anfallsplanen blev ett exempel på en misslyckad samordning av operationerna. Vidare hade ryssarna innan striden rekognoscerat svenskarnas rörelser och när de första skotten från Otters trupp hördes drog sig ryssarna över bron och utrymde staden. Döbeln blev uppretad över att ha gjort den besvärliga skogsmarschen till ingen nytta och gjorde misslyckade försök att ta sig över den brinnande bron. De bjälkar han steg på ramlade i forsen. Han försökte vada över älven, men vattnet var för högt. En sjöman simmade över älven och båtar skaffades fram. Först följande morgon kom hans trupper över älven. Vid överfarten höll några soldater på att dras ned i strömmen. I efterhand har detta i skönlitteraturen skildrats som att Döbeln, i sin iver, var nära att drunkna när han försökte vada över älven. Samtida ögonvittnen har aldrig berättat om en sådan händelse.
Segern firades i Nykarleby och den andra brigaden förlades till Jutas. Vistelsen vid Jutas fick betydelse längre fram, då Döbeln fick lära känna vägarna, planerade hur vägkorsningen skulle försvaras och utsåg själva försvarsställningen. Under pausen i framryckningen sändes Döbeln till Kauhava för att förhandla med överste Kulnev om fångutväxling. Vid förhandlingarna lyckades han få ryssarna att frige åtta bönder som skulle arkebuseras och slutresultatet blev att fångar skulle utväxlas mot kvitto. Om de till avtalet inte motsvarade varandra fick de överskjutande inte återinträde i tjänst förrän antalet utjämnats. Efter att avtalet underskrevs diskuterade officerarna om Sveaborgs fall, allmogens sätt att försvara sig mot angripare, den tidigare svenska allianstroheten gentemot Ryssland och Frankrikes opålitlighet. Alla nämnde sin ovilja mot det pågående kriget och hoppades på fred. Förhandlarna skildes som vänner till allmogens förundran.

### Lappo
Ryssarna stärkte sin ställning i Lappo och Döbeln befarade att de skulle göra ett försök att tåga norrut och falla den svenska hären i ryggen. Klingspor beslöt, uppbackad av Adlercreutz och Aminoff, att avbryta sin reträtt och i stället gå till anfall. Den 11 juli bröt armén upp mot Lappo för ett avgörande fältslag. En fältbrygga slogs över Lappo å vid Alahärmä och armén gick mot Kauhava. På eftermiddagen den 14 juli var hären framme vid Lappo. Adlercreutz ordnade trupperna för anfall, som skulle ske snabbt innan ryska förstärkningar hann fram.

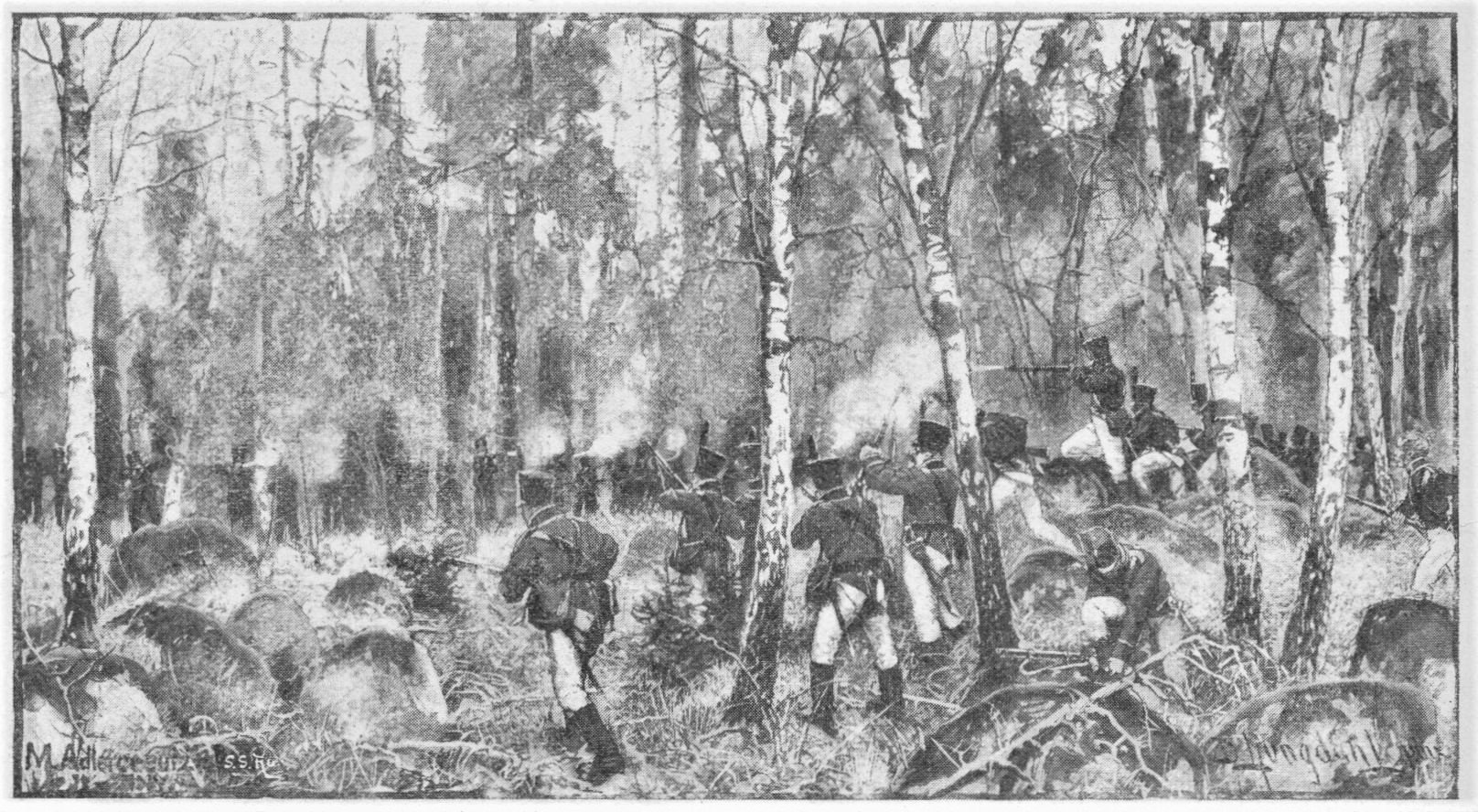
Soldater från Savolax fotjägarregemente rycker fram genom oländig terräng under slaget vid Lappo 1808. Illustration av Magnus Adlercreutz.

Döbelns brigad ryckte fram genom sädesfältet för att anfalla fiendens vänstra flygel. De möttes av en ovanligt träffsäker rysk eld ur rågåkrarna. Döbeln fick order att göra halt, varpå han befallde kapten Fredrik Uggla att köra fram kanonerna på vägen framför infanteriet och eliminera ryssarnas kanoner. Artilleriduellen blev häftig och röken skymde stora delar av fältet. I den upphetsning som rådde gav Döbeln den andra bataljonen under major Johan Adolf Grönhagen order att rycka framåt till ett bättre utgångsläge. Soldaterna blev då måltavlor för ryssarnas eld och livbataljonens chef, överstelöjtnant Johan Fredrik Eek, beslöt att på eget bevåg fortsätta att rycka fram till ett torp en bit från byn. Läget blev kritiskt och officerarna beslöt att storma fiendens ställningar och lyckades driva dem till reträtt. Döbeln beundrade modet och tilltagsenheten, en självrådighet som liknande hans egen. I sin rapport skrev Adlercreutz att Döbeln med sin vanliga tapperhet inte lät någonting hejda sig i sitt anfall.
Trots att slaget vid Lappo inte blev avgörande var den en seger som det svenska riket behövde för sin propaganda. Efter slaget utnämndes Döbeln den 30 juli till riddare med stora korset av Svärdsorden. För Döbeln var segern tveeggad, dels att hans trupper missade möjligheten att vinna ett avgörande slag och dels att han hade förlorat kontrollen över utvecklingen. Kungen uttryckte senare sitt missnöje med att segern vid Lappo inte fullföljdes. Döbeln ansåg att de uteblivna förstärkningarna var största orsaken till stillaståendet.

### Kauhajoki

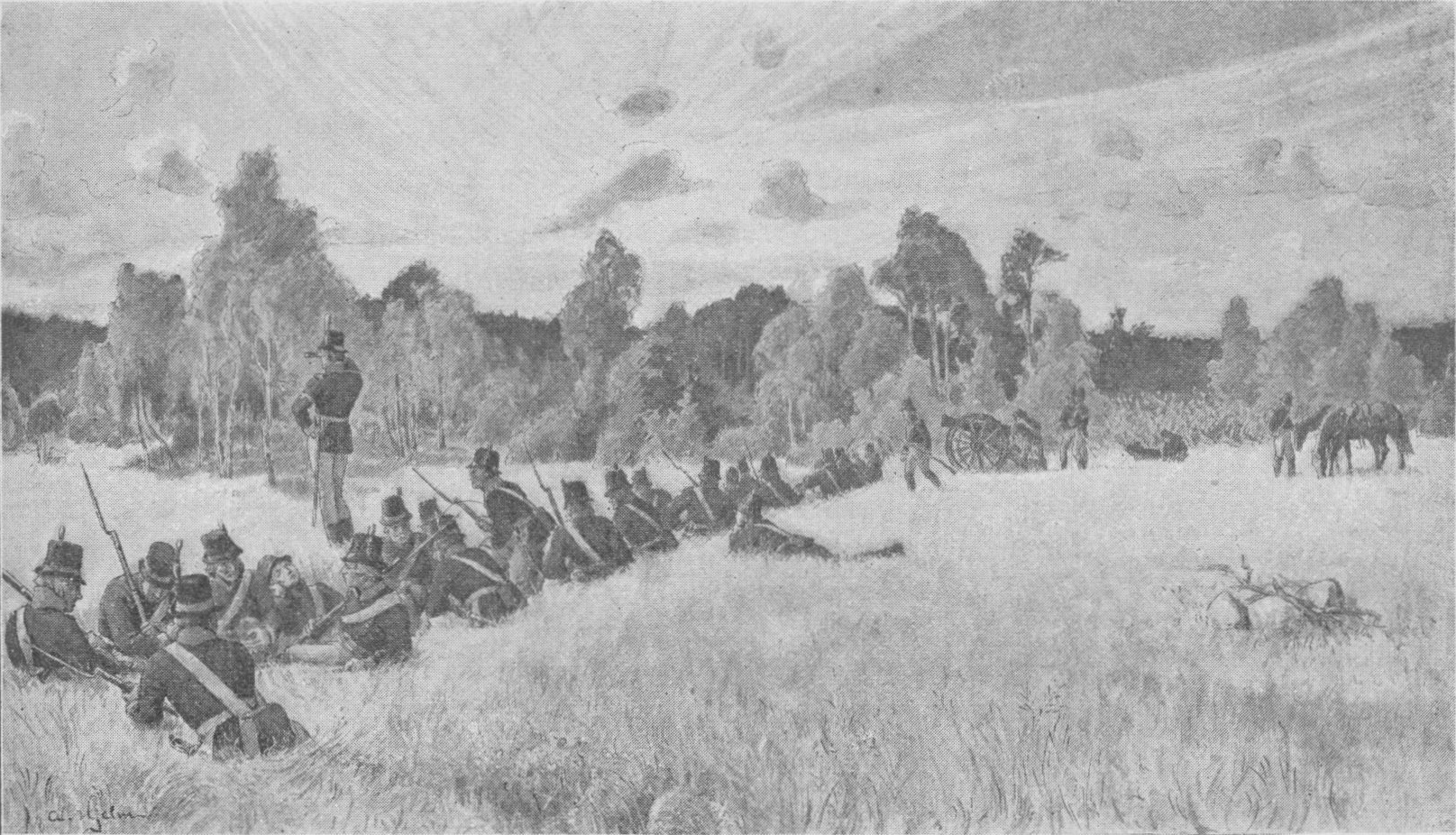
Svenskt infanteri avvaktar ryssarnas anfall under slaget vid Kauhajoki 1808. Illustration av Axel Hjelm.

Den 1 augusti ryckte Döbeln fram till Kauhajoki. Genom rekognoscering fick han veta att ryska trupper avancerade mot staden längs två landsvägar som skildes åt av en å. Döbeln lovade björneborgarna, att de nu skulle få återvände till hembygden "om också alla avgrundens andar stod i vägen". Döbeln grupperade försvaret på djupet med två linjer och en reserv som kunde användas på båda sidor om ån. Brigadens sammanlagda styrka var drygt 2 200 man, medan ryssarnas styrka var mindre.
Tidigt på morgonen den 10 augusti började striden efter förpostfäktningar under natten. Öster om ån anföll överste Kosloff med infanteri och två kanoner. Strax därefter anföll general Dmitri Šepelev med sin huvudstyrka, varpå svenskarna som stod väster om ån långsamt gav vika, vilket tvingade Döbeln att skicka förstärkningar. Öster om ån hotades svenskarna av kringränning, men svenska förstärkningar avvärjde faran och Kosloffs styrka drevs tillbaka och inledde ett återtåg mot Nummijärvi. Väster om ån vek försvarsstyrkan sakta tillbaka tills att underlöjtnant Johan Petter Hesselius med sin 6-pundare lyckades slå ut en rysk haubits. Under en stridspaus försökte Šepelev då kringgå försvaret och sände fram förstärkningar i flanken. Klockan 8 inledde Döbeln sitt motanfall, då den västra svenska försvarsstyrkan och reserven ryckte fram och trängde tillbaka ryssarna. Motanfallet gjordes med "ordning, mod och eftertryck", och Döbeln berömde sina underordnade för deras mod och skicklighet. Löjtnant Brakel ansåg att striden utförts som på exercisfältet: det var den bäst ordnade och säkrast utförda striden under hela fälttåget. Anekdoterna vittnade om Döbelns impulsiva sätt att reagera mot ryssarnas manövrer. När ryssarna i sitt häftiga anfall bröt igenom försvarets främsta kedja, ska Döbeln enligt vittnen ha klättrat upp på en milstolpe, slagit sin värja i stenarna kring den och skrikit åt ryssarna: "Spring ni åt helvete era uslingar att få er lön. Här står jag och skall stupa. Här ser ni mitt monument!".

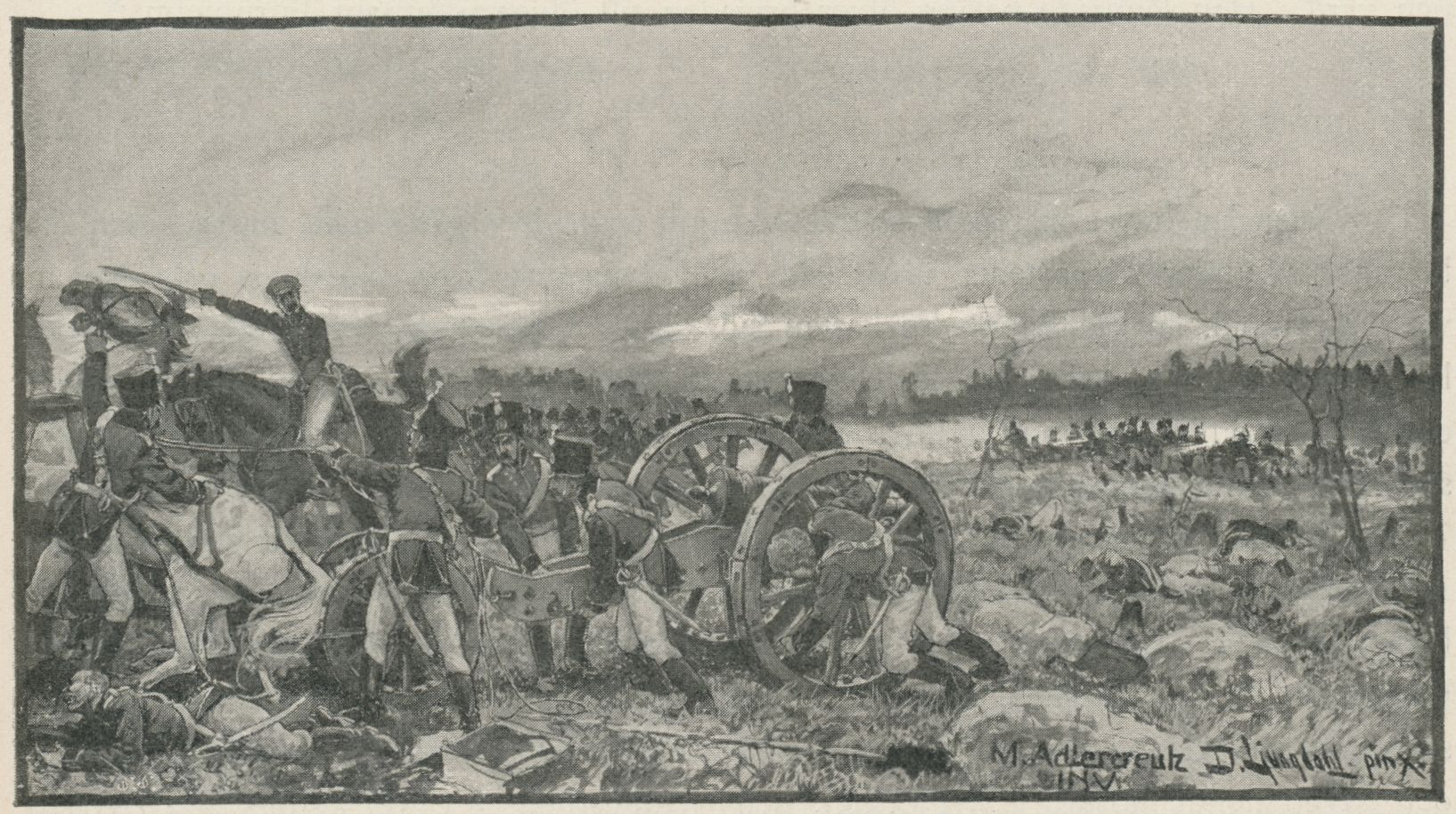
Ryssarna tvingas dra bort sina kanoner inför svenskarnas våldsamma motanfall. Illustration av Magnus Adlercreutz.

Šepelev beordrade återtåg till Lappfjärd och Döbeln förföljde honom energiskt. Men Döbeln avstannade senare då han ville undvika att förfölja fienden på två olika vägar och befarade en rysk krigslist. Trots att striden pågick i sex timmar blev förlusterna relativt små: 67 svenskar mot 200 ryssar. Ryssarna överraskades av det genomtänkta och skickligt utförda försvaret, som även visade moderna drag med hänsyn till gruppering och utsträckta fronter. Allmänt framhölls segern som ett bevis på Döbelns snille och han fick gratulationer av både Klingspor och Aminoff. Manskapet belönades med en extra jungfru brännvin och en aln tobak per man. Senare hamnade Klingspor och Döbeln i mun på varandra gällande ett förslag från Döbelns sida om att denne själv skulle ge belöningar till sin brigad. Efter att Aminoff tog Döbelns parti och föreslog att Döbeln personligen borde överlämna en promemoria till kungen, gick förargelsen snart över och Klingspor lovade att följa Döbelns förslag.
Döbeln ryckte senare fram till Lappfjärd och Skaftung, samtidigt som ryska förstärkningar hade anlänt och ökade trycket på den finska armén. Officerarna skyllde på Döbeln personligen för det svenska nederlaget vid Ömossa den 20 augusti, trots att det allmänna läget hade försämrats. Döbeln hade under en längre tid varit "hängsjuk" och börjat utveckla utmattningssyndrom. När han i augusti insjuknade i nervfeber kunde han inte längre aktivt följa truppernas rörelser. Den 25 augusti överlämnade han befälet till major Elias Furuhjelm och reste till Vasa. Både Adlercreutz och Klingspor skrev till Döbeln att de beklagade sig över hans sviktande hälsa. Ryssarna hade övermakt i trupper och kanoner och läget försämrades stadigt. En tillfällig ljuspunkt var att generalmajor Eberhard von Vegesack anlänt med 3 000 man från Sverige. Genom denna förstärkning, ihop med Döbelns instruktioner gällande försvaret, kunde Vegesack och Furuhjelm slå tillbaka ryssarna vid Lappfjärd den 29 augusti. Inne i landet gick det sämre. Ryssarna trängde norrut och de offensiva operationerna på kustvägen avbröts. Huvudstyrkan samlades i Lillkyro nära Vasa. Den svenska ledningen ville överföra armén till Sverige, men ett brev från kungen klargjorde att Finland inte fick utrymmas. Ryska kårer nalkades vid Nykarleby och Gamlakarleby. Generalerna höll krigsråd den 11 september och beslöt att tåga norrut för att inta försvarsställning i höjd med Gamlekarleby. Den första akuta faran för inringning fanns vid Jutas vägskäl, dit man skickade Döbelns brigad i förväg. Där trädde Döbeln åter i tjänst. Han låg sjuk i Vasa till den 10 september, den 11 september kom han till Vörå, den 12 september till Munsala via Oravais och den 13 september till Nykarleby. Enligt Klingspor och Adlercreutz återtog han befälet den 11 september, medan Döbeln själv uppgav den 12 september på kvällen.

### Jutas

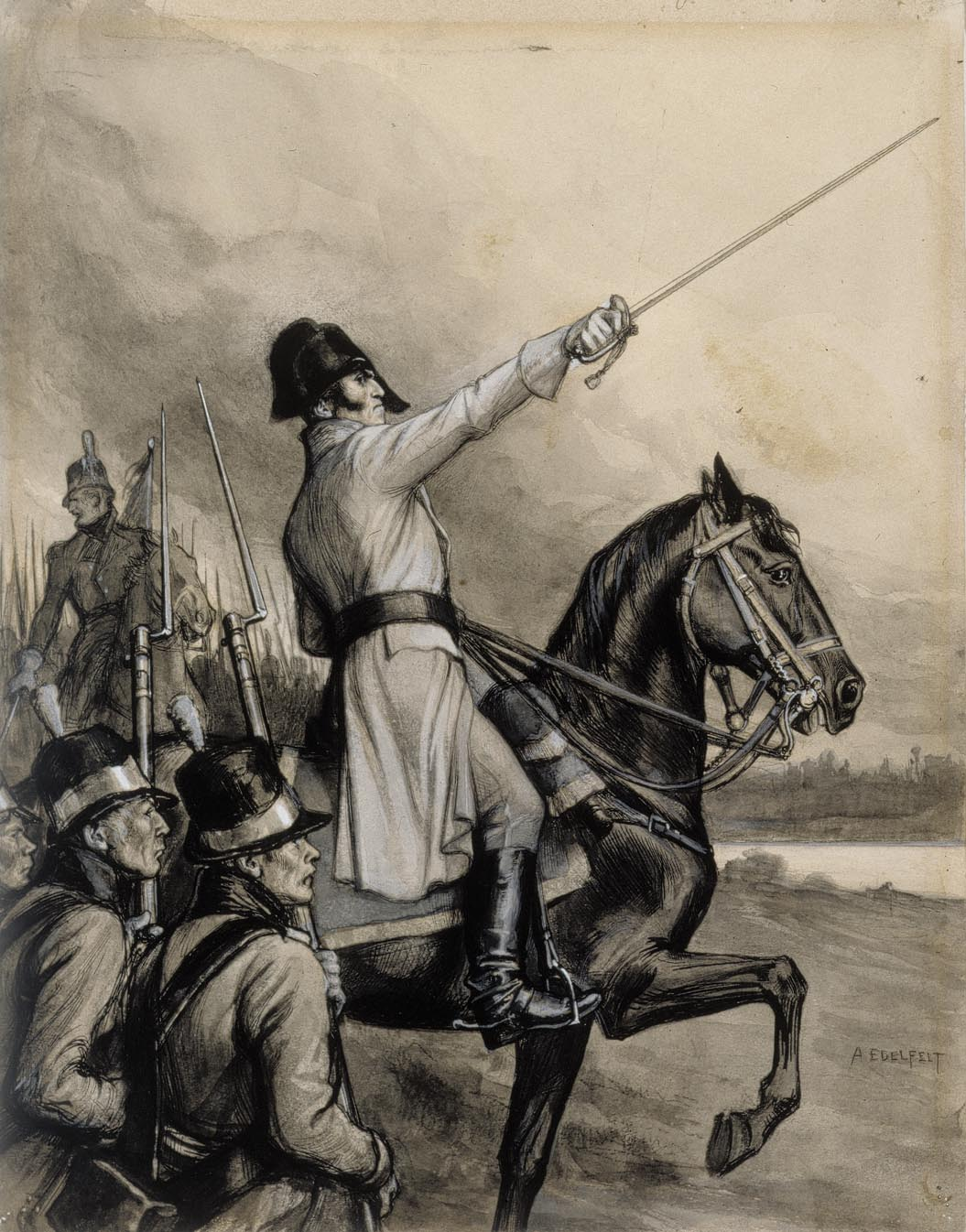
Döbeln i heroisk pose under slaget vid Jutas 1808. Teckning av Albert Edelfelt.

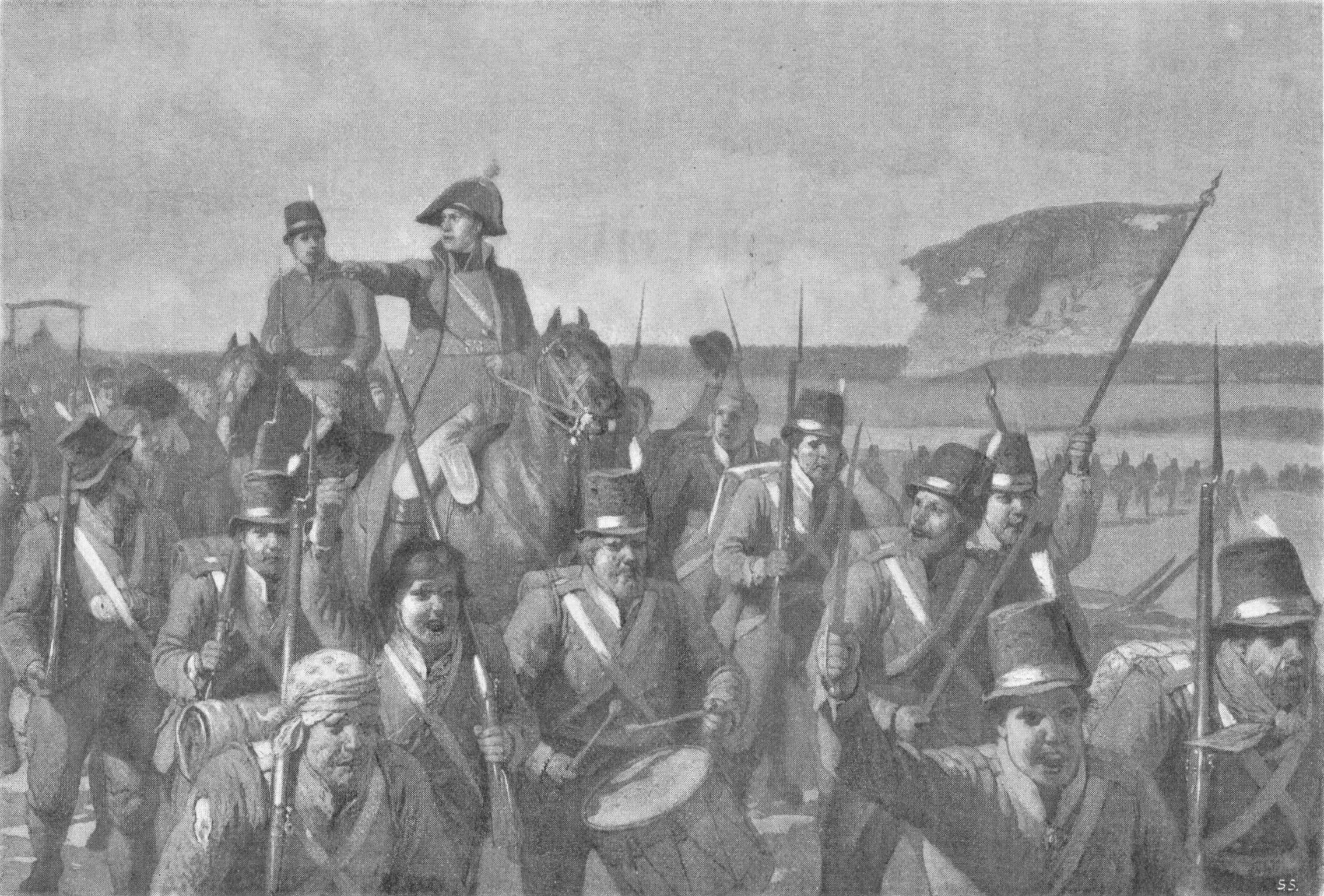
Döbeln leder Björneborgs regemente under slaget vid Jutas 1808. Illustration av August Malmström.

Finska kriget gick in i sitt slutskede. I början av september hade den svenska armén i Finland fem brigader med sammanlagt drygt 16 000 man, varav fyra stod uppställda i Österbotten och en femte under överste Johan August Sandels stod och försvarade Toivala i Savolax. På den ryska sidan fanns nästan 50 000 man. Den 13 september 1808 stod den svenska huvudstyrkan under Adlercreutz vid Oravais, tre mil söderut vid kustvägen. På morgonen samma dag stod Döbelns brigad vid Jutas, där han påstod att fienden skulle motas. Hans trupper var däremot splittrade och själv var han febersjuk och eländig. Soldaterna hade marscherat utan vila och det var svårt att få soldaterna att gå ända fram till Jutas. Döbeln gav anvisningar om försvarsställningen. Soldaterna hade lagt sig ned i skogsbrynet, medan Döbeln ridit in till Nykarleby för att överta det högsta befälet i staden och få medicin för sin feber. Våndan av nederlag rörde sig i Döbelns huvud och han mindes om de svåra fältsjukdomarna som hade brutit ut under vinterfälttåget. Han hade dock förhoppning om att Adlercreutz skulle stoppa ryssarna vid Oravais, då försvarsställningen var utmärkt och skulle hålla även för högt tryck.
Generalmajor Kirill Kazatjkovskij kom marscherande upp längs vägen till Jutas tillsammans med sina trupper. Både hans styrka och Döbelns brigad var ungefär jämnstarka, omkring 1 500 man var. När de ryska trupperna var tillräckligt nära beordrade Döbeln eld och den framryckande fienden stoppades av den brutala eldgivningen. Ryssarna spred ut sitt infanteri i linjeformation och de två arméerna utbytte eldgivning. En tung musköteld och kanonad följde. Döbeln såg att ryssarna blev slagna till höger, varpå han kontinuerligt skickade delar av sina reserver till den högra delen av slagfältet. Under ljudliga hurrarop gick Döbelns trupper till bajonettanfall och bröt slutligen den ryska offensiven. Underlöjtnant Hesselius hade laddat kanonerna med druvhagel och spred död i den ryska formationen. Efter en hård närstrid pressades Kazatjkovskijs trupper tillbaka och flydde mot Ekola och Alahärmä. Bland Döbelns trupper uppgick förlusterna till 43 man, medan ryssarnas förluster uppgick till 129 man.

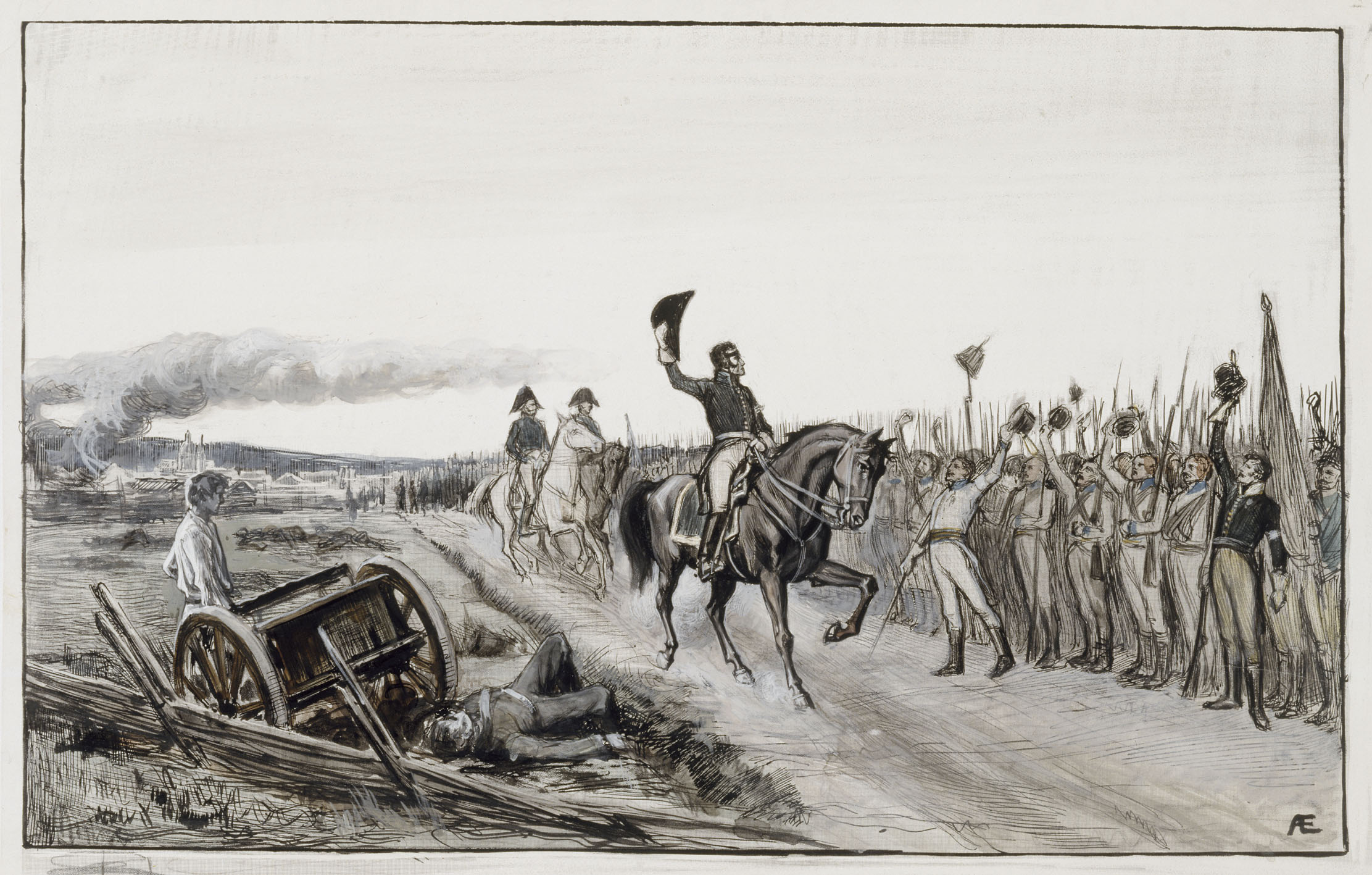
Döbeln hälsas av sina soldater efter slaget vid Jutas 1808. Teckning av Albert Edelfelt.

Efter striden omfamnade Döbeln Hesselius och föreslog att de skulle dricka brorsskål inför trupperna. I sin stridsrapport fäste Döbeln uppmärksamheten vid artilleriets duglighet och björneborgarnas tapperhet. Klingspor gratulerade Döbeln till segern vid Jutas och pekade på att Döbeln som Caesar kom, såg och segrade. Klingspor hyste en viss optimism om att slaget vid Oravais skulle sluta lyckligt. Det förlorades dock och halva armén låg sammanträngd mellan Oravais och Munsala. Den rådande uppfattningen var att Döbeln räddat armén från att bli kringränd, vilket Klingspor skrev i ett personligt brev till kungen. Klingpors förhållande till Adlercreutz blev allt kyligare och han ville framhålla Döbeln. Han skrev att resultatet av striden vid Jutas var det viktigaste under kriget och ansåg senare att utan sin tross kanske armén kunde ha slagit sig igenom. Adlercreutz var mer återhållsam och medgav inte att Döbeln och andra brigaden räddat armén vid Jutas. Om de låtit sig besegras skulle säkert tredje brigaden under Gripenberg ha kunnat öppnat vägen. Samtida vänner och fiender gav sitt erkännande åt Döbeln. Senare hade många ansett striden som liten och velat förringa dess betydelse. Segern fick en avgörande betydelse för reträtten och den var psykologiskt mycket viktig. Också i en jämförelse med Lappo och Kauhajoki blev Jutas Döbelns mest synliga insats under 1808 års krig i Finland.

### Omorganisation och sjukdom

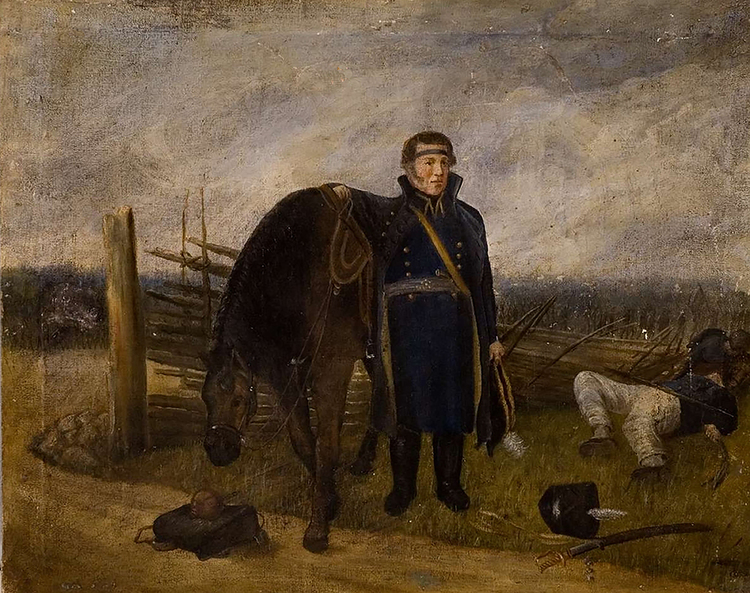
Georg Carl von Döbeln efter slaget vid Jutas. Målning av okänd konstnär.

I Nykarleby reorganiserades spillrorna av den finska armén och förberedde sin reträtt norrut. I Gamlakarleby var Döbeln tvungen att inta sjuksängen. Dagen efter slaget vid Jutas, då Döbeln vittrade seger och nederlaget vid Oravais ännu var okänt, gjorde han ett utspel om hur kriget skulle fortsättas. Den finska armén skulle tåga genom inlandet till Tammerfors och Tavastehus, vilket skulle locka den ryska huvudarmén som låg vid kusten att förfölja dem. Då skulle kusten ligga öppen för svenska landstigningar och i fortsättningen skulle ryssarna ansättas från två håll. Vid Tavastehus skulle sedan ett avgörande slag utkämpas, där en eventuell svensk seger skulle tvinga ryssarna att ge upp kampen om Finland. Besegrades svenskarna kunde de rentav tåga till Sankt Petersburg med resterna. Adlercreutz svarade på Döbelns framställning att projektet var djärvt men väl grundat. Klingspor hade dock redan rest sin väg och befallt att armén skulle hållas samlad. Adlercreutz vågade därför inte tillåta någon större expedition i söder. Döbelns förslag gick i linje med Aminoffs tidigare förslag. Flera bedömare har ansett att Döbelns plan var djärv och snillrik, medan andra och senare kritiker enbart har varit skeptiska. Efter nederlaget vid Oravais saknade Adlercreutz en stridsduglig armé för att kunna genomföra en förnyad offensiv.

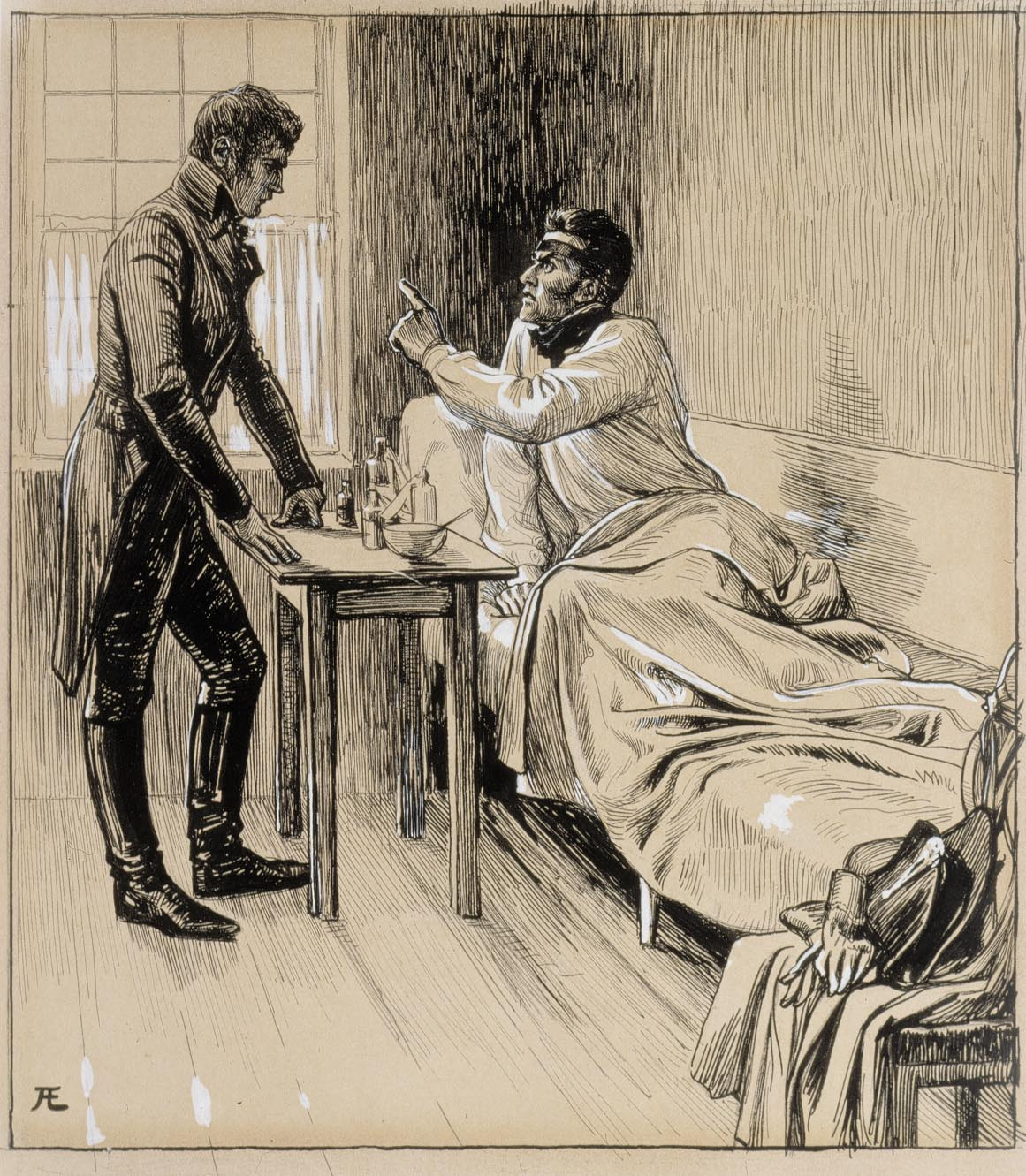
Döbeln i sin sjuksäng i Brahestad. Teckning av Albert Edelfelt.

Döbeln låg sjuk över en månad i Brahestad. Ett stillestånd undertecknades i Lochteå 29 september. Klingspor kallades till Stockholm och Carl Nathanael af Klercker övertog befälet. Kungen organiserade om trupperna. Den 11 oktober fick Döbeln order om att överta befälet på Åland. Han beordrades till Stockholm för att få sina order av kungen. Tidigare den 5 oktober utnämndes han till generalmajor och dubbades till riddare av Svärdsorden med stora korset. Adlercreutz hoppades i ett brev till kungen att detta skulle göra Döbeln rättvisa. Enligt honom var Döbeln en av de dugligaste medarbetarna och den som grundlagt härens och Adlercreutz anseende. Han var glad över att Döbeln inte ogillade stilleståndet som räddat armén från fortsatt reträtt. Armén var på gränsen till ett sammanbrott och svenskarna hemförlovades på grund av matbrist och att ingen general ville kommendera en dylik armé. Österbottningar och savolaxare placerades längre bort från gränsen för att minska antalet rymningar. Medan Klingspor, Klercker, Adlercreutz, Döbeln och Sandels lämnade det finska fastlandet föll det slutliga ansvaret för resterna av den finska armén på Gripenberg med Palmfelt och Aminoff som rådgivare. Vid konventionen i Kalix den 25 mars 1809 kapitulerade de finska trupperna. Kapitulationen var en följd av att ryssarna tågat över Kvarken till Umeå. Vid Kemi kyrka nedlades vapen och fanor av utmärglade finska soldater.
Försvaret av Åland värderades högt av Gustav IV Adolf. Det band ryska trupper i södra Finland och var utgångspunkten för följande års operationer. Kungen behövde den erfarne Döbeln för att försvara Åland. Men Döbeln hade efter Jutas insjuknat i ett anfall av nervfeber och kunde inte genast ta emot befälet. Den 29 oktober bröt Döbeln upp från Brahestad och den 20 november kom han till Gävle, där han insjuknade på nytt. Sjukdomen konstaterades vara "Sten-Colique" (njursten) och en svårare "Svart-sot" (tyfus). Hans liv var i fara och snart gick ryktet om att Döbeln var död. Han var bekymrad för sin framtid som han förgäves försökt trygga från sin sjukbädd. Chefen för Skaraborgs regemente, Carl Johan Gyllenhaal, hade dött och Döbeln hoppades få en tjänst i samband med omställningen. Hans vänner försökte hjälpa honom men utan resultat. Varken Döbeln eller någon av officerarna från finska kriget blev hågkommen, vilket väckte allmän förvåning. Krigstjänst var ingen merit för att leda och utveckla ett indelt regemente i Sverige.
Döbeln återvann sin hälsa snabbare än han trott. I januari 1809 reste han till Stockholm för att tillträda sitt befäl. Han gjorde uppvaktningar och visiter och bekantade sig med instruktionen för befälhavaren på Åland. I den förbjöds all underhandling om kapitulation. Åland skulle försvaras, då kungen inte ville ha ett nytt Sveaborg. En utomordentligt svår uppgift för Döbeln var att kommendera den åländska landstormen, som visade allvarliga tecken på olydnad. Han ansåg att det var bättre att den åländska fördelningen kunde retirera till fastlandet för att skydda huvudstaden än att den gick under på Åland. Om Stockholm förlorades skulle följden kunna bli att Sverige delades mellan Ryssland och Danmark. Det var besvärliga frågor som Döbeln ville få svar på när han träffade Gustav IV Adolf. Meningsutbytet med kungen blev livligt utan att någon konflikt föddes. Döbeln lyckades inte förändra instruktionen, men han fick en hemlig order som tillägg: om fördelningen efter försvar till det yttersta inte kunde stoppa fienden på Åland, fick den dra sig tillbaka till fastlandet.
Missnöjet med kungen hade vuxit under flera år och motgångarna i Finland ledde till att hans motståndare gjorde förberedelser för att fängsla honom. Det första försöket var planerat till den 8 februari och Stedingk varnade kungen för vad som var i görningen. Gustav IV Adolf informerade i sin tur Döbeln. Han litade på Döbeln och krävde av honom trohet mot kung och fosterland. Han hade utnämnt Döbeln till generalmajor, vilket var högre än vad Klingspor föreslagit. Döbeln hade vid tidpunkten för utnämningen inga särskilda förespråkare i Stockholm som skulle ha talat för hans sak. Döbelns roll som utstött förde honom till Åland. Flera av upprorsmännen fanns nämligen i den åländska fördelningen, inom före detta gardesregementet. Döbelns första åtgärd på Åland var därför att förbjuda alla permissioner. Motiveringen var det militära läget, men han visste vad permissionerna skulle användes till. Han föredrog en undergång på Åland, intrigernas mark, framför att delta i kuppen i Stockholm.

### Befälhavare på Åland

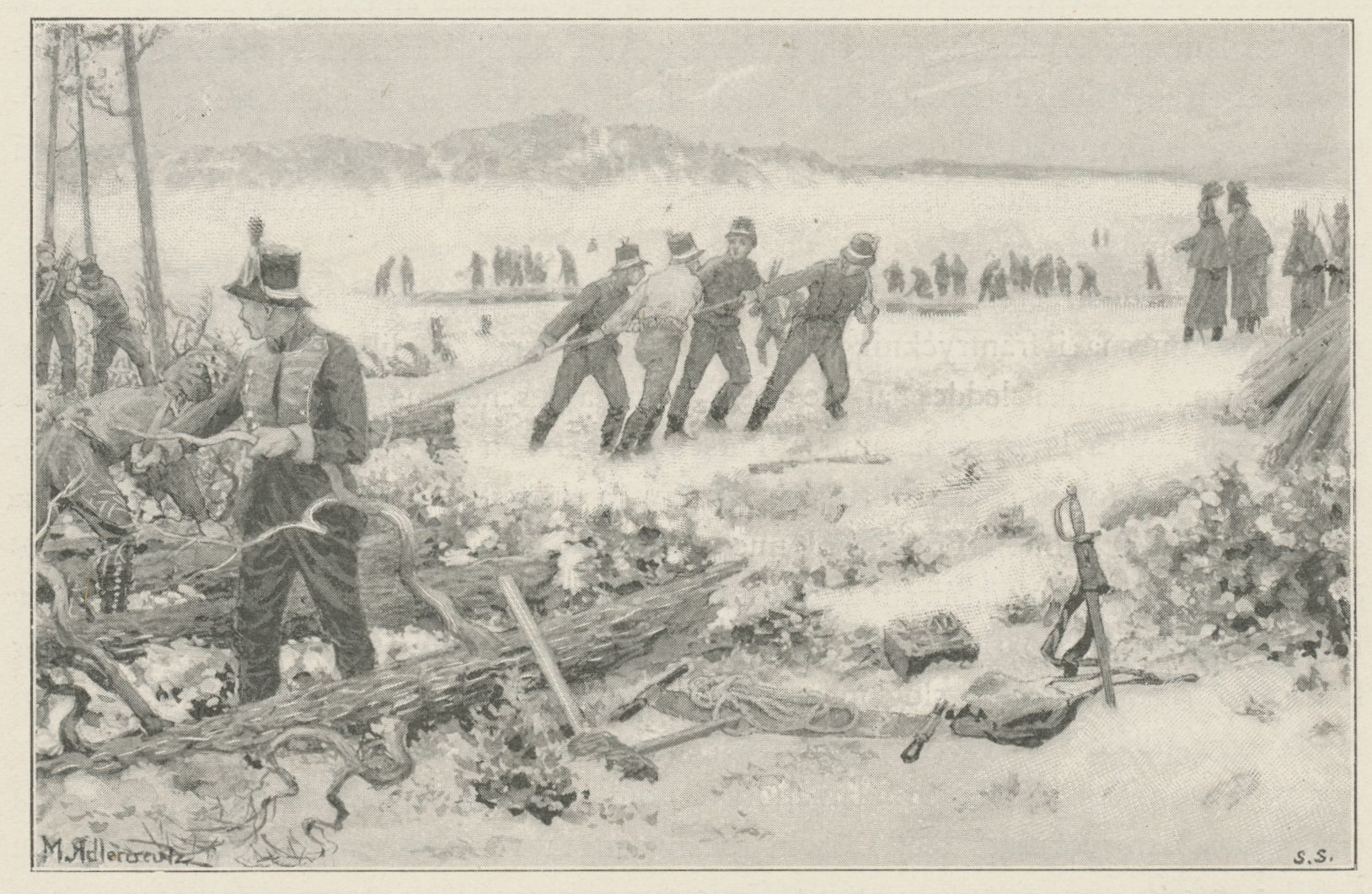
Döbeln leder försvarsanordningarna på Åland inför det befarade ryska anfallet. Illustration av Magnus Adlercreutz.

Den 9 februari 1809 avseglade Döbeln till Åland för att överta det "kusligaste av alla befäl". När han landsteg där den 13 februari märkte han genast att hans brigadchefer var ovilliga att samarbeta med honom. De yngre officerarna var mer samarbetsvilliga, då dessa redan var varse om innehållet i Döbelns order. Då officerarna var kungafientliga försäkrade Döbeln dem att han var lojal mot kungen och krävde att officerarna skulle lyda hans order. Eftersom han öppet klargjort att han var emot en kupp fick han många fiender, även om hans åsikter var rättframma och uppskattades av folket. Döbeln var även chef för den högsta civila förvaltningen på Åland. Där hopade sig problemen som han var tvungen att ta itu med. Döbeln kom även i konflikt med lotsarna som inte ville delta i landstormen, vilka klagade över de krav som ställts och sjöförvaltningen begärde Döbelns utlåtande. Trots sin stränga hållning avstyrkte Döbeln de framställningar om straff för landstormen som framfördes från Stockholm. Han såg männens svåra belägenhet och upplevde det som mycket betungande att gårdar och byar var fulla av sjuka och döende. Kungens bestämda åsikt var att Åland skulle försvaras och han gav order om att kustarmén skulle dras samman för att förstärka försvaret. Men västra armén under överstelöjtnant Georg Adlersparre var redan på marsch mot huvudstaden för att avsätta honom. Bakom Döbelns rygg visste gardesofficerarna vad som påbörjats i Sverige. I Stockholm föreslog de för Adlercreutz att han borde få gardestruppen från Åland för att säkra statskuppen. Döbeln svarade honom att han inte kunde finna någon med så stark hals att denne kunde uträtta ett så farligt ärende. Döbelns ställning stärktes av att Västgöta-Dals regemente, som han var förtrogen med sedan tiden på Önne, fanns på Åland. Traditionen har låtit Adlercreutz påstå att det inte skulle vara svårare att fängsla Döbeln än kungen. I så fall måste det ha skett medan Döbeln vistades i Stockholm.

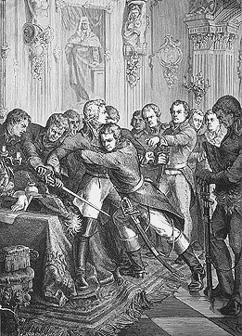
Gustav IV Adolf arresteras av kuppmännen på Stockholms slott. Etsning av okänd konstnär.

För de ryska generalerna var en marsch över isarna mellan Åland, Stockholm och Umeå ett särskilt trauma. Att stå med en armé på Åland eller Sveriges fastland med brytande isar bakom sig var en mardröm för den ryske överbefälhavaren general Bogdan von Knorring. Försvararna på Åland hoppades att ryssarna skulle avstå från att ge sig ut på isarna. Den 10 mars 1809 inledde 17 000 ryska soldater sin marsch över isen till Åland. Statskuppen i Sverige skedde den 13 mars med Adlercreutz i spetsen för de sammansvurna och slutade med kungens fångenskap och senare abdikering. Samtidigt kom ryssarna till Kumlinge och generalmajor Kulnev sände en hälsning till Döbeln. Ryssarna spred en proklamation till Ålands befolkning om underkastelse. Döbeln fick rapporter om att ett storanfall var att vänta. På eftermiddagen den 14 mars anlände sedan en kurir från Stockholm som förde med sig budskapet om statsvälvningen och en skrivelse från hertig Karl, kontrasignerad av Adlercreutz. Den senare blev av hertigen utsedd till statsråd och general av kavalleriet. Döbeln fick order om att retirera från Åland om den ryska avdelningen var så stark att Åland inte kunde försvaras. En bataljon ur gardesregementena skulle genast tåga till Stockholm och den tunga trossen skulle sändas till Sverige. Kuriren medförde också ett brev från Klingspor där denne begärde vapenvila hos den ryske överbefälhavaren. Döbeln fick fullmakt att ta kontakt med ryssarna och sluta vapenvila. Den nya styrelsen ville inleda underhandlingar med general Knorring. Styrelsen hade en förhoppning om att den blotta nyheten om kungens fall skulle stoppa det ryska anfallet, då den såg kriget som en personlig tvist mellan Alexander och Gustav IV Adolf.
Döbeln reagerade ilsket på statsvälvningen. Att en svensk armé gick mot Stockholm för att avsätta kungen samtidigt som fienden klappade på huvudstadens portar, var mer än han kunde förstå. Ändå var han motståndare till det Gustavianska statsskicket av år 1789, som efter statskuppen fallit sönder och samman. Riksföreståndaren hertig Karl kom han väl överens med. Men Gustav IV Adolf hade gett Döbeln ett personligt befäl med order att försvara Åland. Några starka positiva känslor för kungen hyste han inte, han var fortfarande medveten om att en förändring skulle vara till det bättre. Förvirringen ökade. Gick han aktivt mot styrelsen skulle läget förvärras. Vägrade han att utrymma Åland inför en överlägsen fiende var det ett klart orderbrott. Ordern lade ändå det slutliga avgörandet i Döbelns hand. Till all lycka hade han beslutsamheten i behåll liksom kraften att handla. Han besvarade brevet från Kulnev, skrev att han hade fullmakt att besluta om vapenvila och begärde ett personligt möte med general Knorring. Anhållan om vapenvila avslogs genast, då ryssarna hade bråttom att avancera västerut så länge isen höll. De skulle anfalla följande dag. Döbeln fick ändå träffa Knorring, då han ville få ett avtal som skulle garantera skydd för befolkningen, fortsatt vård för de sjuka soldaterna och tillstånd att transportera bort förråden. Den 15 mars på kvällen utfärdade Döbeln order om återtåg. Följande dag skulle han träffa Knorring i Klemetsby. En muntlig överenskommelse träffades om att inställa striderna tills förhandlingarna var avslutade. De fick ett löfte om att svenskarna inte skulle använda tiden till reträtt. Ryssarna utgick dock från att Döbeln bara ville vinna tid och fortsatte därför sin framryckning, med omkring 17 000 man.

### Reträtten över Ålands hav
Förhandlingarna mellan Döbeln och Knorring började bra. Döbeln var redan säker på att en överenskommelse kunde träffas, tills när den ryske krigsministern Aleksej Araktjejev plötsligt ingrep. Döbeln blev mycket upprörd över denna snabba omkastning och avvisade genast förslaget om att kapitulera. Han fick ett kraftigt vredesutbrott och utmanade de ryska generalerna på duell. Trots sitt utbrott genomskådade Döbeln den ryska taktiken och förstod att krigsministern försökte dra ut på förhandlingarna. Han avbröt därför personligen överläggningarna och ville i stället föra åländska fördelningen till Sverige utan vapenvila. Ryssarna överraskades av Döbelns plötsliga återtåg. De var inte vana att bli förda bakom ljuset av svenska generaler.

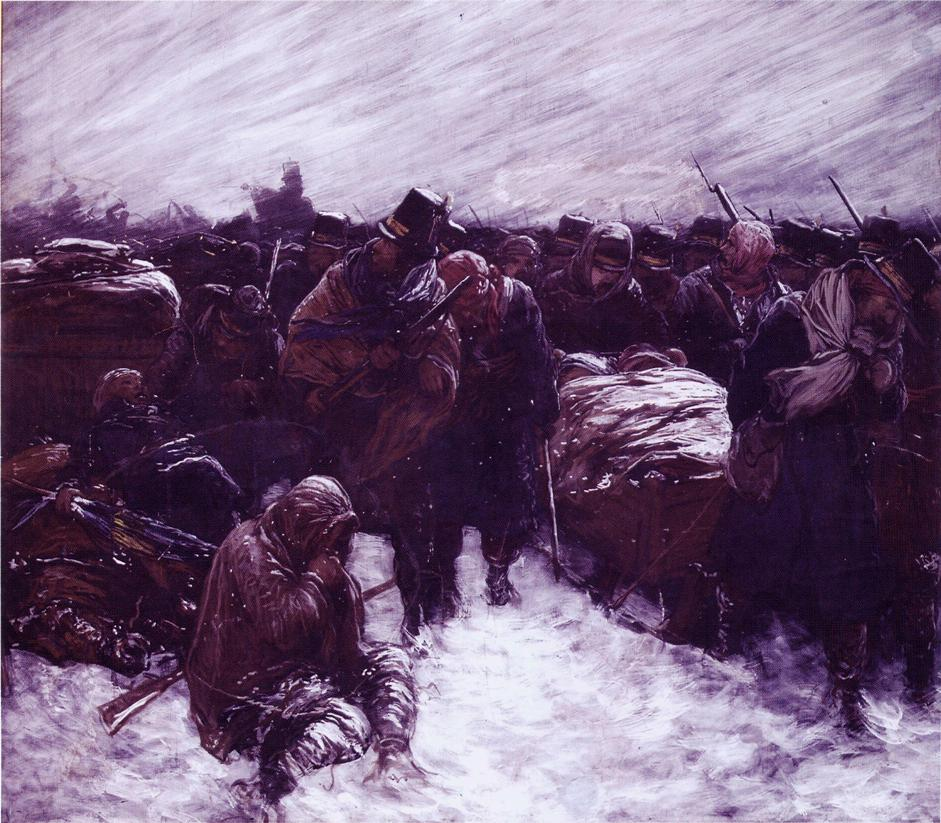
Svenska trupper retirerar över Ålands hav 1809. Målning av August Malmström, 1898.

Stridshandlingarna pågick oavbrutet medan förhandlingarna fördes. På isarna utkämpades mindre drabbningar mellan försvararna och de otåliga ryska förtrupperna. Döbeln red i snabb takt till Eckerö, där trupperna beordrades att samlas och proviantera inför marschen över Ålands hav. Att trygga truppernas återtåg, omkring 5 000 man, och ordna försvaret på andra sidan av Ålands hav blev Döbelns huvuduppgift. Trupperna beordrades även att förstöra magasin och batterier, men kvarlämna vissa förråd som Knorring hade lovat att de skulle användas för de sjukas behov. På morgonen den 17 mars utrymde svenskarna Åland. Bataljonsvis tågade de över Ålands hav i svag köld och i en snöyra som försvårade sikten och som skulle kosta ett flertal soldater livet. Döbeln gjorde vad han kunde för att upprätthålla hög marschfart bland trupperna, ibland åkte han omkring i släde, ibland satt han till häst. På kvällen siktades Upplands kust och Döbeln rapporterade genast till Stockholm att trupperna var räddade. Hans förluster uppgick till flera hundra man, vilket var betydligt större än vad han först trodde. Manskapet klarade ändå av den tunga uppgiften att på 1-2 dygn marschera 75-100 kilometer över isen.
Någon militär berömmelse gav den honom inte. Det riskfyllda återtåget över Ålands hav hade lyckats och reaktionerna var positiva även om omständigheterna var oklara för de flesta. Jämförelsen med det historiska tåget över Stora Bält togs fram. Kuppmakarna i Stockholm, som själva även berömde Döbelns återtog, påstod att det var statsvälvningen som lett till Sveriges räddning, medan den ryske generalen Pavel Aleksandrovitj Stroganov sade att framgången skulle ha kostat ryssarna betydligt mera utan revolutionen i Stockholm, liksom att de kunde erövra Åland nästan helt utan strid. Döbelns ledarförmåga hade satts på ett utomordentligt svårt prov, då han hade förmått sina underlydande att handla snabbt och att han kallt utnyttjat de möjligheter som förhandlingarna med ryssarna gav. Orsakerna till reträtten förblev okända för den stora allmänheten, då inga order till Döbeln publicerades. För Döbelns svaga hälsa var återtåget mycket påkostande och han ville ogärna sluta sin karriär snöpligt och ofullbordat. I ett brev till styrelsen ansåg Döbeln att han inte mera borde ta emot befäl över någon trupp. Han fick svar på sitt brev till styrelsen den 18 mars, där Adlercreutz framförde hertig Karls missnöje över att Döbeln inte längre ville föra befäl. Han blev därför befriad från uppgiften och skulle ersättas med generallöjtnant Gustaf Wachtmeister. Döbeln gjorde klart att han fogade sig i beslutet. Han fick dock vänta till den 22 mars innan befälsbytet ägde rum. Den 19 mars nådde ryska trupper under Kulnevs befäl fastlandet. Såväl de svenska försvararna som befolkningen i kustområdet flydde åt alla håll. På Väddö prästgård satt Döbeln fylld med bekymmer och skrev en rapport om hans prekära läge och att en rysk trupp ryckte fram mot Grisslehamn. Adlercreutz sände rapporten vidare till Adlersparre, som var på väg till Stockholm med 3 000 man ur västra armén. Men då kuppmakarna misstrodde varandra nöjde sig Adlersparre med att sända sin adjutant Carl af Forsell för att undersöka läget. Forsells möte med Döbeln blev dramatiskt. När Döbeln fick veta om Adlersparres intentioner kokade han av vrede och var nära på att förgå sig mot Forsell om inte en officer samtidigt kommit med den goda nyheten att en vapenvila hade slutits med ryssarna. Döbeln lugnade sig och gav honom senare ett svarsbrev till Adlersparre och bad Forsell att glömma det ohövliga mottagandet. Forsells skildring visade ändå hans respekt för generalen.

### Diplomatisk aktivitet
Fortfarande var naturen den största tillgången för Döbelns försvar, så länge isen bar var den omedelbara faran över. Han skrev ett brev till Knorring om att han just fått veta att den nya riksföreståndaren, hertig Karl, var beredd att avsluta kriget, på villkoret var att ingen rysk armé satte sin fot på Sveriges fastland. Döbeln sände brevet till Åland med hjälp av sin unge släkting, Wilhelm von Döbeln. Samtidigt lyckades han åstadkomma ett vapenvila med Kulnev i väntan på ett beslut. Knorring mottog förslaget med välbehag. Längtan efter fred var ömsesidig. Sydlig vind rådde och risken för islossning var stor. För att visa sin goda vilja sände han genast order åt Kulnev att återvända. En liknande befallning fick generallöjtnant Michail Barclay de Tolly, som redan tågat över Kvarkens isar till Umeå. Knorring sände Döbelns brev till tsaren och uppgav att Stedingk skulle finnas bland underhandlarna.
Döbelns försök att freda svenska kusten hade lyckats. I sin kungörelse till hertig Karl underströk han att allt hade gjorts i bästa välmening. Han hoppades att hertigen skulle gilla hans handlingssätt. Krigslist var någonting som en "gammal ärlig krigsman", enligt Döbeln, tillgrep endast i yttersta nöd men då var den också tillåten. En stilleståndsförsäkran från hertig Karl angavs den 22 mars, där Sverige inte skulle göra framryckning mot Åland eller Åboland så länge fredsförhandlingarna pågick. I misstag upptog den Kalixälven som gräns men detta rättades snabbt till Kemi älv. Knorring litade så mycket på dessa försäkringar att han fortsatte återmarschen till Finland och lämnade bara mindre styrkor kvar på Åland. Faran för att ryssarna skulle besätta Stockholm hade med ett drag sopats undan. Döbeln ansåg att hans taktik lyckats. Officiellt tog den nya styrelsen äran åt sig - genom att avsätta kungen hade de räddat Sverige. Kejsar Alexander däremot menade att hans generaler missat tillfället att erövra Stockholm. Felet var Knorrings som låtit lura sig av Döbeln. Knorring ersattes av Barclay de Tolly som överbefälhavare. Under fredsförhandlingarna i Fredrikshamn klagade ryska diplomater över att Döbeln lyckats lura de ryska generalerna. Döbeln erbjöd Knorring den förevändning han behövde för att återvända och avvärjde på så vis det direkta hotet mot Stockholm. Inför anfallet mot Åland och Sverige hade Knorring skrivit till kejsaren att han hellre ville ha avsked än att tåga över Ålands hav. Två gånger hade Döbeln framgångsrikt förhandlat med ryssarna, trots att han hade en revolution i ryggen. Denna diplomatiska insats blev slutet på Döbelns självständiga befäl. Döbeln var friställd utan lön och bostället i Finland hade han i praktiken förlorat. Med bestörtning fick han senare veta om den finska arméns undergång i norr. Nyheterna från Borgå lantdag förkunnade att kejsar Alexander för "evärdliga tider" förenat Finland med Ryssland. Döbeln kunde till stora delar skylla sig själv för att han stod ensam och utan befäl.

### Reträtten från Umeå

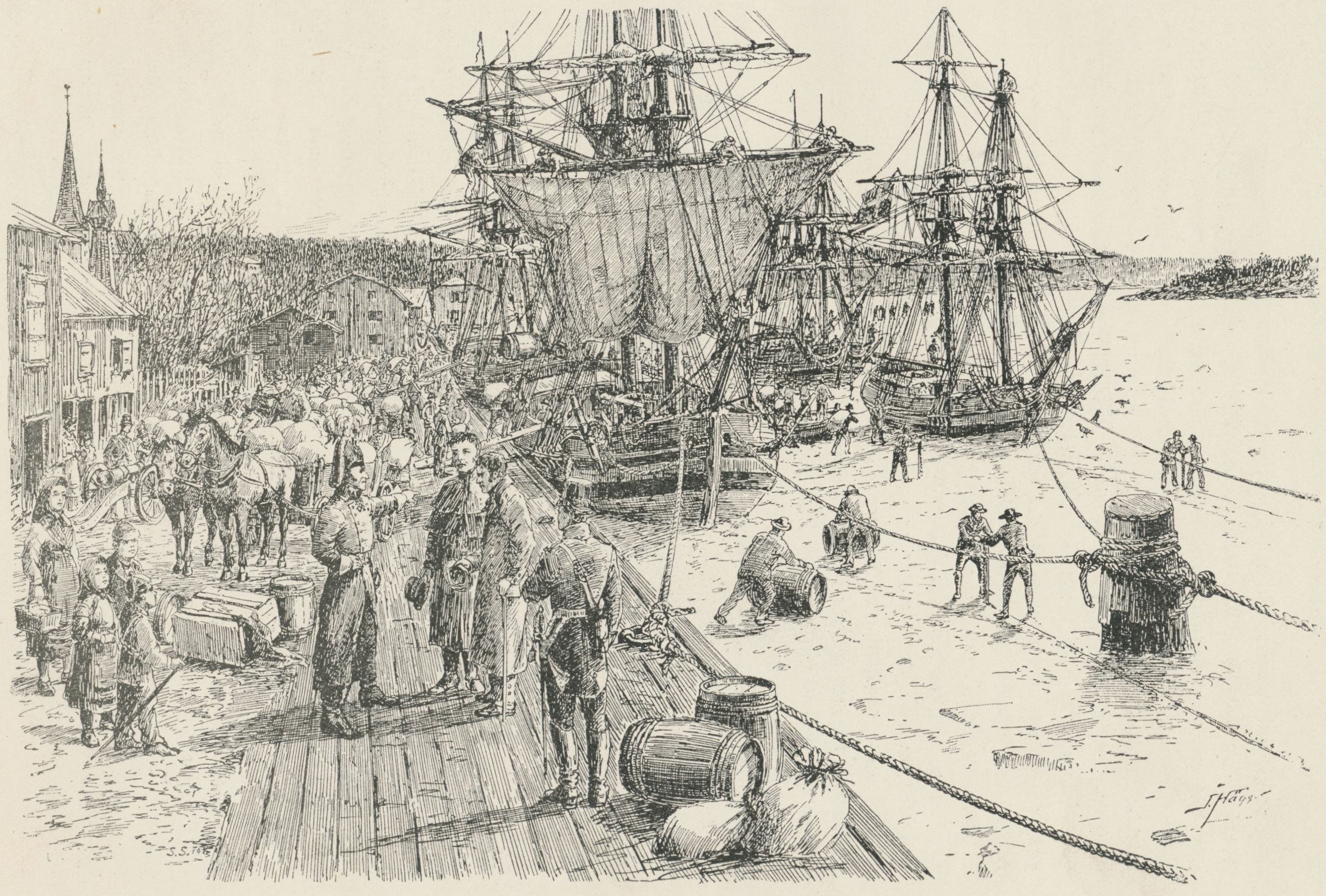
Döbeln räddar kronans förråd i Umeå från att falla i de avancerande ryssarnas händer. Teckning av Jacob Hägg.

Döbeln fick avsked fast han formellt inte hade begärt det. Då han behövde pengar för sitt uppehälle, liksom att politiken i Stockholm inte passade honom, var han redan den 9 april tillbaka i armén. Han utnämndes först till befälhavare för norra arméns tredje fördelning med högkvarter i Sundsvall och Härnösand. Norra armén leddes av generallöjtnant Fabian Wrede. Wrede tvivlade på möjligheterna att försvara Västerbotten om ryssarna ryckte fram norrifrån. Det största problemet var hur de stora förråden i Umeå skulle kunna räddas. Wrede koncentrerade sig på att upprätta försvaret vid Ångermanälven, där förutsättningarna var gynnsamma. Döbeln sändes till Umeå för att rädda förråden. Där fanns en finsk avdelning, huvudsakligen österbottningar och savolaxare, som undgått kapitulationen i Kalix. Döbeln tog befälet över finnarna, knappt 700 man, medan ryssarnas styrka bedömdes till omkring 7 000 man. Någon strid var inte att tänka på. Wrede, Adlercreutz och Döbeln var alla överens om att försvaret skulle förläggas längre söderut. Adlercreutz order var att reträtten skulle ske steg för steg utan att man tog några risker.
Döbeln gick till verket genom att skicka en begäran till Umeås styrelse om att stadens befolkning omedelbart skulle samla ett hundratal hästar som skulle användas till reträtten. Detta ledde till han hamnade i konflikt med vissa civilister och i synnerhet med landshövdingen Pehr Adam Stromberg, vilka påpekade att ett sådant stort antal inte kunde insamlas på så kort tid. Döbeln upptäckte senare att det fanns tio handelsbriggar bland de infrusna fartygen i Umeås hamn och beordrade att dessa skulle utrustas och lastas med varor från förråden. Efter mycket möda kunde fartygen slutligen segla iväg i öppet vatten. Ryssarnas framryckning mot Umeå gick långsamt och Döbeln beräknade att ryssarna skulle nå Umeå den 27 maj. Styrkt av sin tidigare framgång vid Åland beslöt Döbeln att på eget bevåg inleda förhandlingar med motparten, med målet att rädda förråden och Umeå från förstörelse. Döbeln föreslog för den ryske befälhavaren, med hänvisning till ländernas allmänna fredsförhandlingar, om en vapenvila fram till den 6 juni eller längre. Under tiden skulle svenskarna utrymma Västerbotten. Ryssarna skulle inte rycka fram förrän 24 timmar efter svenskarnas reträtt, medan svenskarna skulle kvarlämna förråd för de sjuka. Ryssarna gick med på förslaget om underhandlingar för att spara liv och blod, trots att kejsaren uttryckligen hade förbjudit sådana. De föreslog den 29 maj som tidsgräns, men Döbeln utverkade en ändring till den 31 maj. Ryssarna kunde inte se någon fördel för svenskarna i konventionen. Först efteråt insåg de att Döbeln tack vare den lyckats föra undan förråden. Sedan fartygen avseglat utrymde svenskarna Umeå den 31 maj och Döbeln kunde rapportera till Wrede om att förråden var räddade. Påfrestningarna i Umeå hade lagt Döbeln på sjukbädden. Under förhandlingarna var han så sjuk att han emellanåt gick ut och spydde. Han skrev ändå ned förslaget till konvention för egen hand för att ingen skulle kunna påstå att ryssarna dikterat villkoren. Döbeln var så sjuk att han begärde att bli löst från sin uppgift.

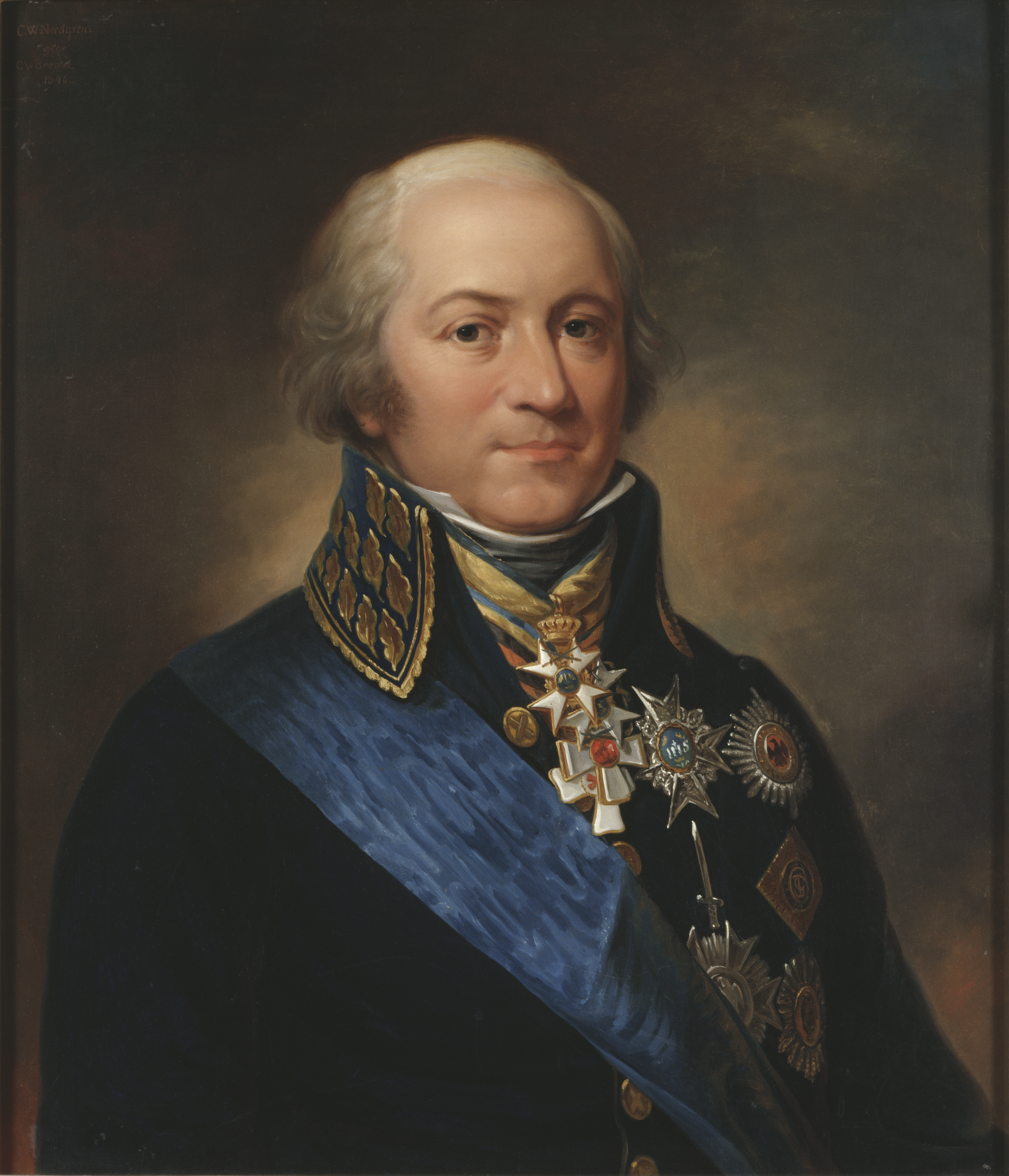
Carl Johan Adlercreutz. Porträtt från 1846 av Carl Wilhelm Nordgren efter ett original av Carl Fredrik von Breda.

Tvisten nådde fram till Wrede som såg sig tvungen att kommentera händelsen: "Den käckaste man kan ej hindra grodorne i kärret att skälla, men han föraktar detta grod glaffs - och säkert den sista som i vår armé blir misstänkt för dylik dålighet - är min general." Wrede var ändå mycket orolig för Döbelns hälsa och förstod att påfrestningarna i Umeå lett till en nervkris för honom. Wrede såg efteråt reella resultat av Döbelns ansträngningar: den 30 maj anlände de sju fartygen till Härnösand med förråd till ett värde av 300 000 riksdaler från Umeå. Döbelns återtåg lyckades och Wrede gav honom äran för allt det goda som uträttats. Döbeln drog trupperna tillbaka till Öreälven och gav order om försvar till det yttersta. Över 200 sjuka finska invalider var dock tvungna att lämnas kvar i Umeå. När kunskapen om konventionen nådde regeringen bröt det stora larmet ut, då man betraktade konventionen och reträtten som ett nytt tecken på den svenska svagheten. Döbeln blev syndabock medan Wrede hamnade i en obehaglig mellanställning. Gustaf Mauritz Armfelt skrev att Döbelns galenskap kunde ses som ett förräderi och Adlercreutz meddelade att konventionen väckt ogillande hos både riksföreståndaren och allmänheten. Adlercreutz var särskilt upprörd över att det gällde finska trupper som han fortfarande räknade som sina. Kanslipresident Lars von Engeström rådde riksföreståndaren att ställa Döbeln inför krigsrätt. Wrede ingrep för att i första hand lugna Adlercreutz och berättade om Döbelns förtjänster och det goda resultatet av hans insatser i Västerbotten. Adlercreutz var länge sur över det inträffade och talade senare med hertig Karl, som bestämt att Döbeln skulle fråntas sitt förpostbefäl. Adlercreutz förklarade att "Det gäller nu att undanröja de negativa följderna av Döbelns enfaldiga politik".
Wrede ställde sig helt bakom Döbeln, även om han kritiserade hans hårdföra metoder, och såg mer realistiskt på läget än vad regeringen gjorde i Stockholm. I hans ögon hade Döbeln uträttat ett mirakel när han räddat förråden. Han skrev till Adlercreutz att Döbeln kände till planen om att utrymma Västerbotten och bad honom att undvika allt öppet missnöje med Döbeln som gjort landet så stor nytta. Wrede skrev också till hertig Karl och framhöll fiendens övermakt, Döbelns svåra situation och hans starka aktivitet. Det stämde Adlercreutz på bättre humör. Han meddelade Wrede att dennes förklaringar rättfärdigat Döbeln hos såväl riksföreståndaren som allmänheten. Eftersom Döbeln begärt att få avlösning på grund av sin svaga hälsa skulle han dock ersättas med Sandels. Döbeln såg länge med misstro på styrelsen i Stockholm. När Sandels sedan vågade strid vid Hörnefors och blev besegrad, påpekade Döbeln genast för Adlercreutz att hans konvention med ryssarna var nödvändig. Hans ställning i Umeå var mycket besvärligare än Sandels vid Hörnefors.

### Fälttåget i Jämtland

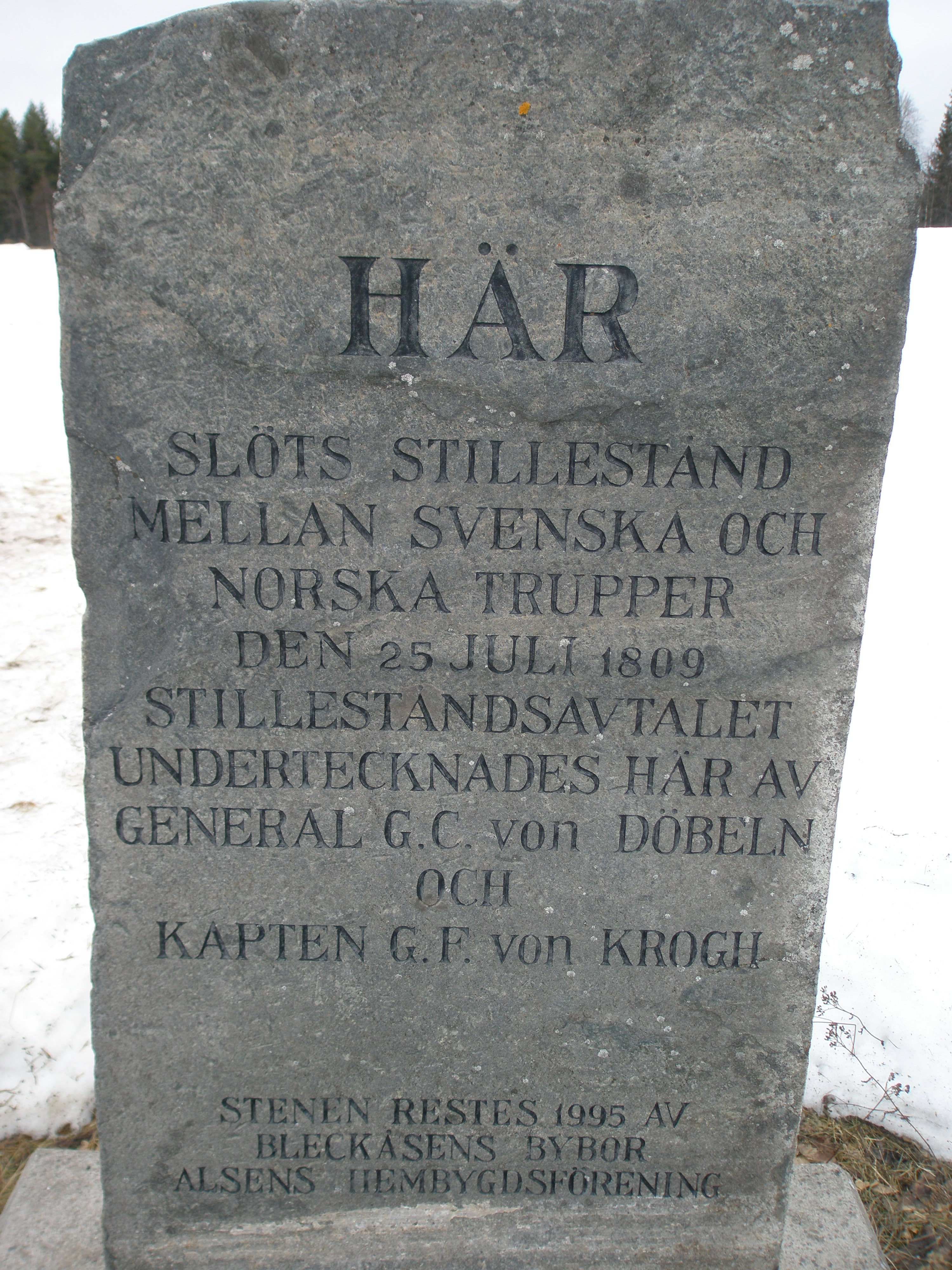
Minnessten i Alsens socken i Jämtland över konventionen i Bleckåsen den 25 juli 1809.

Vid den här tidpunkten fick Döbeln reda på vilka befordringar och nådebevis som delats ut i samband med att riksföreståndaren kröntes till Karl XIII. På årsdagen av striden vid Lappo fann han att han helt fösts åt sidan. Han hade ställts i samma grupp som Gripenberg som ingått den illa omtyckta kapitulationen i Kalix. Han sökte orsaken i Umeåavtalet och ville begära avsked direkt, sårad som han var i sitt innersta. Adlercreutz kontaktade Döbeln och förklarade att han var utan skuld till det inträffade. Denna sak måste slutas snart och med kraft i Jämtland, förklarade Döbeln. Norrmännen rustade nämligen för krig i Jämtland och ställde därmed de svenska trupperna mellan två fronter. I juni utsågs Döbeln till befälhavarna för trupperna vid den norska gränsen. Den 10 juli gick en norsk kår på 1 800 man över gränsen och inledde sitt Jämtländska fälttåg. Den 16 juli erövrade de Hjerpe skans vid Järpen. Döbeln samlade sina trupper på Frösön och spärrade alla  pass till Östersund, trots att hans styrka inte utgjorde mer än 900 man. Han gjorde sig beredd att gå till anfall mot norrmännen, men den 24 juli begärde norrmännen förhandlingar. Vid Bleckåsen den 26 juli kom parterna överens om att ingå en vapenvila. Den norske underhandlaren kapten Georg Frederik von Krogh, son till den norske överbefälhavaren, lovade att utrymma Jämtland och en vapenvila ingicks. Norrmännen skulle fram till den 2 augusti utrymma allt svenskt territorium samt betala ersättning till allmogen. Döbeln skrev ned villkoren med papperet mot ryggen på en soldat. Så slöt Döbeln ännu en gång en konvention med fienden. Han var mycket irriterad över att han inte fått fullfölja fälttåget och såg med oro fram emot hur den nya överenskommelsen skulle tas emot av regeringen.
För Adlercreutz förklarade han att han blivit gammal och försiktig som lät fienden retirera utan strid. Däremot avstod han från att rapportera resultatet till kungen. Han kände på sig att det var hans välvilja som räddat norrmännen. Denna gång var hans oro obefogad. Svenskarna hade valt den danske prinsen Karl August av Augustenborg till svensk tronföljare. Kungen skrev ett handbrev till Döbeln och berömde honom för hans skicklighet som befälhavare och underhandlare. Wrede lyckönskade till det allmänna beröm som nu kom honom till del. Genom Wredes inflytande blev Döbeln den 25 juli 1809 upphöjd till friherre. Utnämningen antedaterades till den 29 juni för att rätta till felet från kröningsdagen. Det var ett olyckligt beslut. Döbeln ansåg att kungen förvägrat honom belöningen för fälttåget i Jämtland. I stället hade utnämningen gjorts till ett vanligt kröningsbihang. För sin son Napoleons skull uppskattade han dock titeln.

### Västerbottensexpeditionen
I Stockholm fortsatte partistriderna. Karl XIII kunde inte återställa ordningen. Den västra armén som stödde Adlersparre stannade trots kungens order kvar i huvudstaden. Döbeln tillhörde inte någon politisk grupp, men hans förbindelser med män som Nils Silfverschiöld, Rutger Macklean och Knut Kurch förde honom till en grupp som krävde att Sverige först skulle få en ny konstitution och därefter en kung. Döbeln instämde därför i kravet på ett uppskov i tronföljdsfrågan. Gruppen stod i klar opposition till Adlersparre. Politiskt spel hade Döbeln fått nog av. Belöningarna fortsatte att regna över västra armén som inte deltagit i några strider, medan Adlercreutz utsattes för många förolämpningar. Döbeln hoppades att freden skulle göra slut på eländet. Han ställde sig på Adlercreutz sida och rådde honom att behålla käppen, det vill säga posten som generaladjutant för armén. Adlercreutz och Döbeln fann varandra kring resterna av den finska armén.
Så följde den stora expeditionen till Västerbotten. Styrelsen i Stockholm var övertygade om att en återerövring av den östra rikshalvan inte längre var möjlig. Men för att Sverige inte skulle hamna i ett totalt underläge vid de slutgiltiga fredsuppgörelserna ansåg man sig tvungen att befria de norra delarna av Västerbotten från ryska förband. Wrede var optimistisk medan Döbeln genast efterlyste en plan. Under krigsrådet i Härnösand hade Döbeln tillfälle att utveckla sin krigsplan. Han föreslog en aktiv roll för sig själv, men hans roll blev obetydlig. Till överbefälhavare över expeditionen utsågs amiralen Johan af Puke. Döbelns trupper ryckte fram och slog halt vid Ume älv. På Döbelns inrådan landsattes en svensk styrka under general Gustaf Wachtmeister vid Ratan norr om Umeå för att knyta till säcken om ryssarna. Men vid Sävar blev Wachtmeister överrumplad och tvingades till reträtt efter en rysk motattack. Svenskarna övergav Djäkneboda pass, som var nyckeln till den ryska reträtten norrut. Döbeln blev uppbragd över tillvägagångssättet och förklarade att han aldrig i sitt liv fått strida på ett så fördelaktigt ställe som Djäkneboda, som endast kunde kringgås genom Åbo och Vasa.

### Finska arméns avsked

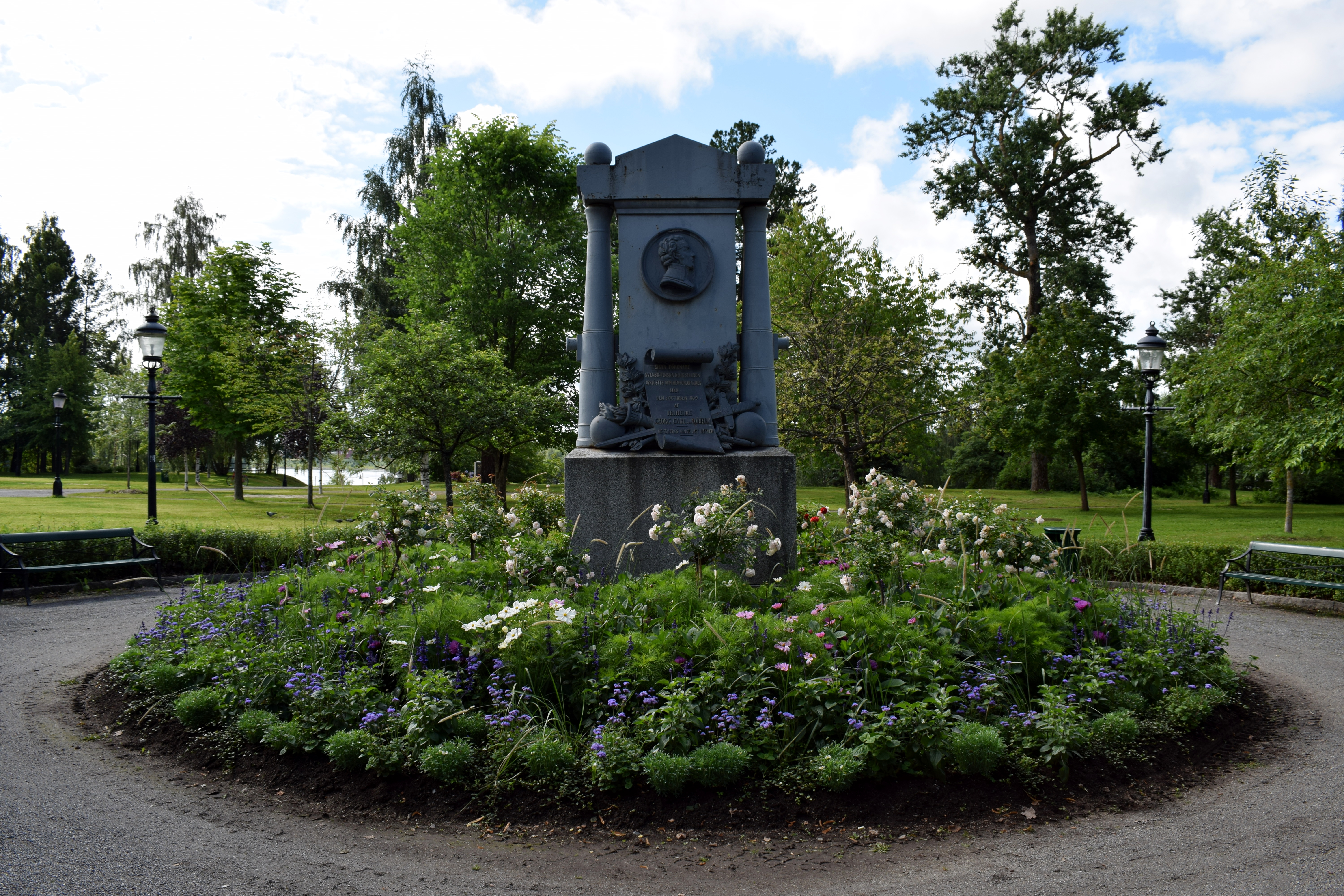
Minnesmonumentet över Döbeln i Döbelns park i Umeå.

Vapenvila ingicks i väntan på fred. Wrede insjuknade och överlämnade befälet över norra armén till Döbeln, med Umeå som högkvarter. Denne blev officiellt generalbefälhavare för Norra armén fram till 15 oktober, därefter generalbefälhavare i Västerbotten och Ångermanland samt överbefälhavare för de finska trupperna, drygt 1 600 man. Under krigets sista dagar uppnådde Döbeln för första och enda gången en position som gav honom fria händer att sköta krigföringen. Kejsarens befallning om rysk framryckning kom den 27 september, men redan följande dag fick den ryske befälhavaren besked om att fred slutits i Fredrikshamn den 17 september. Döbeln fick meddelande om fred den 27 september. Freden var välkommen, men han blev mycket upprörd över resultatet och betraktade den nya landgränsen som "en dödsdom - eländets och jämmerns eviga graf". Som befälhavare blev det hans uppgift att tillkännage freden och förlusterna. Den norra armén skulle upplösas och de finska veteranernas öde avgöras. En känslig fråga var hur han skulle förfara med de ryssar som ville stanna kvar i Sverige. De dagsaktuella uppgifterna var många och krävde en stark ledning. Hans stab var fåtalig och ibland var uppgifterna för skiftande "för att kunna vid alla tillfällen hafva ordning i en söndrig panna".
Den 8 oktober 1809 avlade Döbeln ett känslosamt avskedstal till resterna av den finska armén. Dagen till ära hade Döbeln förordnat om extra förplägnad av brännvin, där finnarna fick två supar mot en för svenskarna. Harmen över den misslyckade svenska politiken och krigföringen blandades med medkänsla för de finska soldaterna:
| ” | "Finnar! Vid denna fred, förloras tredjedelen av Svenska kronans område, Sverige förlorar den stolta Finska Nation, sitt kraftigaste stöd, ej nog därmed, Svenska Arméen förlorar kjärnan och betydligaste delen af sin krigsmakt. Moderlandet är krossat, försänkt i sorg och saknad över oersätteliga uppoffringar [...] Ni känner människohjärtats mångfaldiga nycker, dess anlag att hastigt välja föremål, som det tror sig aldrig förgäta; men knappt är några veckor förflutna, förrän obeständigheten gjort ett annat val. Ty tiden förändrar allt - med den glömmes allt [...] Krigsmannasamband, knutet vid strid, faror, blod och död, upplöses aldrig, och den tacksamhet, jag er förkunnat och nu förkunnar, har med detta vårt samband en oupplöslig förening. Finnar! Bröder! Kunde dessa ord beseglas med blodstårar från mina ögon, skulle de strömma - och varje droppe försäkra Er om min vördnad - min vänskap!" | „ |
| – Georg Carl von Döbeln, utdrag ur Döbelns avskedstal till de finska trupperna i Umeå daterat 8 oktober 1809. | |   |

Som överbefälhavare blev hans uppgift att avveckla den finska armén under de fyra månader som återstod av 1809. Bekymren kring den finska truppen hopade sig. De finska soldaterna kunde antingen få en ny värvning i Sverige eller återvända hem. I dessa affärer litade finnarna inte längre på någon annan än Döbeln. I början av november avseglade en kontingent sårade och sjuka soldater med traktamenten till Vasa med båtar som Döbeln skaffat fram. Döbeln höll dagligen audiens så att varje man fick tid att föredra sina fordringar och angelägenheter. En dag skrev han sitt namn 163 gånger förutom all den text som bildade underlag för resolutionerna. Till sin hjälp hade Döbeln endast två adjutanter och en fältskrivare. Han utfärdade också permissionsförbud för dem som skulle redogöra för de finska soldaternas fordringar, allt för att utbetalningarna skulle ske snabbare. Soldater som inte kunde återvända hem och inte heller försörja sig själva skulle underhållas av kronan. Först tänkte styrelsen sända alla soldater tillbaka till Finland. På Döbelns begäran bildades dock en sammanhållen trupp på svensk botten, vilket omhuldades av Adlercreutz. En grupp på 20-30 hungrande soldathustrur och barn tilldelades av Döbeln en fältportion mat per dag. Sammanlagt 329 svältande civilpersoner fick mat ur förråden. Döbeln var orolig för hur det hela skulle sluta när redovisningen blev känd. Döbeln hade blivit så fattig att han nätt och jämnt hade råd att hålla sig med betjänt. Nöden i Umeå väckte allmän uppmärksamhet i Sverige. Döbeln hade goda förråd att ta ur, då Umeå under förberedelserna för det sista fälttåget fått sina förråd överfyllda.
I Stockholm uppmanade styrelsen Döbeln att försöka övertala de finska soldaterna att stanna kvar i Sverige. De skulle sättas in i rotar och få hustru, barn och lösegendom överförda från Finland. Han svarade att nästan alla soldater led av hemsjuka. Att sända hem dem i trasor utan någon ersättning skulle vara alltför hårt. I huvudstaden var läget så spänt att Adlercreutz brådskande gav order om att en bataljon av de finska trupperna skulle flyttas till Gävle under befäl av överstelöjtnant Gustaf Adolf Ehrnrooth. Denna order skapade myteri bland de finska trupperna, i synnerhet österbottningarna som i Umeå stod på tröskeln till sin hembygd. Döbeln tilldelades uppdraget att få ordning i leden. Då missnöjet inte var riktat mot honom, lovade han bataljonen att den skulle få behålla eget befäl och att soldaterna inte skulle inplaceras i andra regementen. Soldaterna förblev lojala gentemot Döbeln, men flera förblev misstänksamma över att kommenderingen till Gävle var ett försök att upplösa den finska enheten och få dem att stanna kvar i Sverige. Den finska bataljonen flyttades sedan från Gävle till Västerås och styrkan minskade genom avgång och värvning till ett kompani. Döbeln gjorde sitt bästa för att placera dugliga män på goda poster, exempelvis som klockare och kyrkobetjänter i landets kyrkor. Döbeln var mycket aktiv under hela perioden och ville inte att "långsamt grälande personer" skulle få delta och försvåra arbetet. Först i Västerås i februari 1810 fick de finska soldaterna ett gott mottagande och en slutlig vila efter krigsåren. Vid årsskiftet 1810 upplöstes formellt den före detta finska armén. Den 31 mars löstes befälsförhållandet mellan Döbeln och den finska truppen. Döbeln hjälpte länge sina gamla vapenbröder i olika angelägenheter och framstod även för regeringen som en auktoritet i dessa frågor. Såväl officerare som manskap framförde efteråt sitt tack till Döbeln för den omsorg han visat dem.

## Mellankrigsåren (1809–1812)
Döbelns ekonomiska situation blev efter kriget mycket ansträngd. Hans enda inkomst var den expektanslön på 1 000 riksdaler som tilldelades till honom från början av 1810. Allt han förvärvat på Önne hade han satsat på ackordet vid Nylands regemente, som nu gick förlorat i kriget, och 1809 års lön hade inte betalats ut. Stundom hade han tänkt på att återvända till Finland. Där skulle han enligt kejserligt beslut få lön och boställe, förmåner som han uppskattade till närmare 40 000 riksdaler. Johan Fredrik Aminoff hade i spetsen för en deputation av officerare i Sankt Petersburg 1810 utverkat att finska officerare skulle få behålla sina löneförmåner på livstid. Döbeln hade inte stora förhoppningar om att få någon lön i Sverige, då flera officerare stod högre än Döbeln i gunst. Han begärde därför uppskov hos den ryske ministern i Stockholm, greve Peter van Suchtelen, med sitt beslut rörande Finland. Som orsak uppgav han alla de vidlyftiga redovisningar han var inblandad i efter kriget, liksom att han var förmyndare för sex brorsbarn. Suchtelen understödde Döbelns och Sandels anhållan om frist, de var utmärkta officerare som han kunde rekommendera för kejsaren. Döbeln sände samma anhållan till den kungliga styrelsen för att visa vad som pågick: en svensk general var för sin utkomst tvungen att överväga att gå i fiendens tjänst. Något svar på sin anhållan fick han inte från styrelsen.

### Familj och äktenskap
Vid Umeå i december 1809 återförenades Döbeln med sin familj efter två års tid. Döbeln hade planerna klara för Napoleons uppfostran. Först skulle den ledas av pastor Lars Peter Afzelius, som Döbeln kände väl, vilken gärna åtog sig uppgiften. Senare arbetade Döbeln ivrigt med att få sin son erkänd som hans äkta barn och arvtagare. Det var främst för sonens skull som Döbeln försökt få ut bästa möjliga ekonomiska villkor i den situation han hamnat i. Många adelsmän hade tidigare fått sina utomäktenskapliga barn införda i riddarhuset enbart med kungens medgivande. I Döbelns fall tornade svårigheterna upp sig, fastän han hade inflytelserika talesmän. Såväl Wrede som Adlercreutz talade för Döbelns sak och Karl XIII var positivt inställd. Kungen gav sitt bifall men följande dag vägrade föredraganden, Carl Johan Iserhjelm, att kontrasignera handlingen. Iserhjelm hade utsatts för påtryckningar av medlemmar i statsrådet som myglade, tydligen stödda av Adlersparre. Motivet var att ett positivt beslut skulle strida mot 1809 års regeringsform. Det var första gången efter den nya grundlagens införande som en dylik vägran uppstod. Detta var ett slag i ansiktet på Döbeln, trots att han hade kungen och Adlercreutz på sin sida. För att legitimera sonen var han tvungen att gifta sig och därefter, för att visa att han handlade under protest, omedelbart upplösa äktenskapet. Formellt fick han den 3 april 1810 utslag i rätten att Napoleon var hans äkta son. Samtidigt ålades han att inom tre månader uppfylla sitt påstådda äktenskapslöfte till modern. Någon verklig vigsel förekom inte. Därefter anhöll båda parterna om "skiljebrev" och fick det utfärdat den 29 juni 1810.
I Inrikes Tidningar nr 82, 1810 ingick sedan den kungörelse som krönte skandalen. Alla skulle få reda på hur en krigsveteran behandlades i Sverige. Han kungjorde att äktenskapslöftet till jungfru Christina Ullström av vederbörlig domstol blivit fast förklarat, att sonen Napoleon, 8 år gammal, förklarats för äkta barn och moderns rätt som laggift hustru erkänts. Stockholms konsistorium hade även utfärdat skiljebrev dem emellan, till vilket de båda samtyckt. Napoleon blev därmed arvtagare till de rättigheter Döbeln tillerkänts. Detta ville Döbeln kungöra för sina få skuldenärer och talrika fordringsägare samt alla anhöriga och bekanta i Sverige och storfurstendömet Finland. Vidare klargjorde kungörelsen att brukspatron Carl Fredrik Uggla var sonens lagliga förmyndare. Döbeln undertecknade kungörelsen på ett utmanande sätt. Han blev föremål för mycket skvaller och förtal och hans fiender gladde sig naturligtvis över hans uppträdande. En tröst var att utrikesstatsminister Lars von Engeström framhöll att vägran att kontrasignera borde vara förbehållen stora frågor som rörde fosterlandets välfärd och inte borde användas i personliga ärenden som Döbelns.
Modern hade inte mycket att säga till om. I ett brev 1810 skrev Döbeln att hon sedan flera år avsagt sig den samlevnad de haft som intima vänner. Hon ansågs heller aldrig som Döbelns hustru. Ingen vigsel föregick det skiljebrev som upprättades dem emellan. Hon stannade ändå i hans hem och titulerades fru Ullström, mamsell eller Napoleons mor. I de husliga grälen var hon orolig för att ådra sig Döbelns missnöje. Ibland var Afzelius tvungen att träda emellan och medla, till exempel då Döbeln skrev ett strängt brev som fyllde henne med oro och misströstan. Hon offrade mycket för sin sons utbildning, levde ett isolerat liv och blev enligt Afzelius något mjältsjuk. För att leva med Döbeln skulle personen ha både ett gott förstånd och omdöme, vilket den kvicktänkta Christina hade. Hon åtnjöt allmän aktning och fick många hälsningar från militärpersoner och brukspatroner. Döbeln gav henne en pension som ökade i takt med hans inkomster. Hon var ofta på besök i Döbelns nya hem i Stockholm, vilket var naturligt med tanke på hennes omsorg om Napoleon.

### Korrespondens med familjen von Fersen

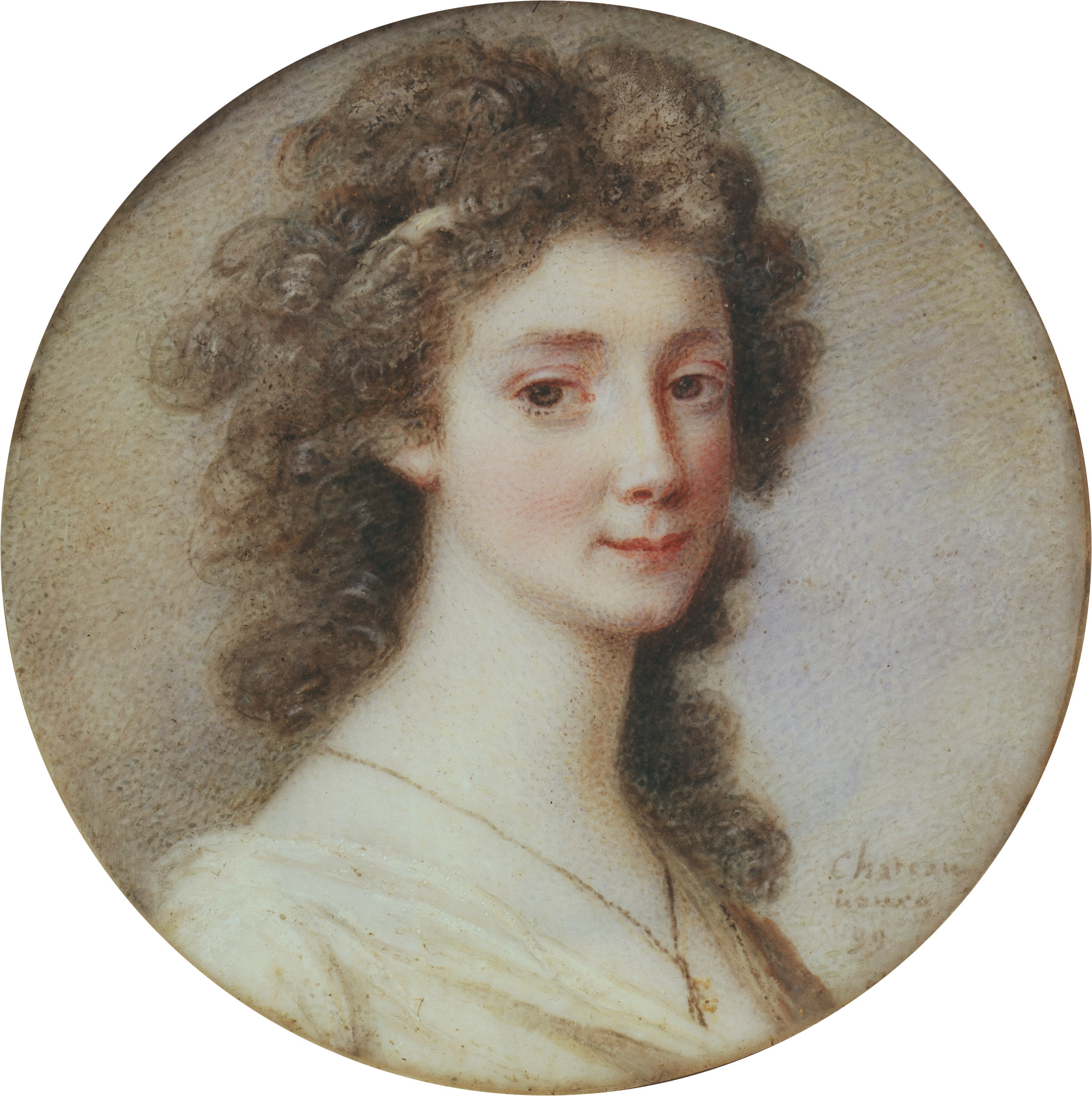
Sophie Piper. Gouache på elfenben av Charles Joseph de La Celle chevalier de Chateaubourg.

Mordet på Axel von Fersen i juni 1810 upprörde Döbeln. De politiska intrigerna var svåra att utreda, men den militära förnedringen i samband med mordet grep honom djupt. Regeringen hade satsat på den nyvalde tronföljaren Karl August. Hans plötsliga död väckte misstankar om brott. Misstankarna riktades mot gustavianerna och särskilt mot medlemmarna av familjen von Fersen, vilka man påstod försökte få den avsatte kungens son Gustav av Wasa till ny tronföljare. Axel von Fersens syster, grevinnan Sophie Piper, hade förklätt sig till en bondkvinna och flytt till Vaxholms fästning. Döbeln kände bröderna Fersen sedan tidigare. Axel hade han träffat i Paris och Fabian hade tjänat i Strasbourg samtidigt som Döbeln. Grevinnan Piper hade han beundrat på avstånd under sitt brunnsbesök i Medevi. En riksdag sammankallades till Örebro för att välja en ny tronföljare. Döbeln omfattade från början valet av den franske marskalken Jean Baptiste Bernadotte (senare Karl Johan). För Döbeln var det ett rätt val, då en rätt tronföljare kunde ge upprättelse åt familjen Fersen. Döbeln blev blind för att Fersen och Bernadotte representerade två motpoler. Den ene hörde hemma i Marie-Antoinettes värld, den andre var son till en fransk advokat. I en skrivelse till riksdagen i Örebro krävde Döbeln att räfst skulle hållas med anstiftarna till mordet på Fersen. Han uppsökte Fabian von Fersen och hans fru Louise och framlade för dem sitt förslag att erbjuda Sophie Fersen, grevinnan Piper, sitt beskydd och sitt sällskap. De var överraskade men inte nödbedda och vidarebefordrade hans ärende till grevinnan. I det läget kom de att framträda som talesmän för Döbeln. Fabian von Fersen framhöll för sin syster att Döbelns avsikter visade hans hederlighet och lojalitet: "Han är en ärans man och hans motiv inger respekt. General von Döbeln är ett brushuvud men han äger en sällsynt takt." Efter ett par dagar uppsökte Döbeln på nytt Fabian von Fersen. Grevinnan Piper skrev att hon ville vänta på domstolens offentliga utslag i målet innan hon företog sig något och gav Döbeln löfte om att han fick skriva till henne. Döbeln skrev genast ett brev till henne, där han erbjöd henne sin hand och sitt beskydd. Anbudet kom naturligtvis som en stor överraskning för grevinnan Piper. Hon avböjde frieriet och förklarade att hon inte tänkte på något nytt äktenskap. Hon tackade Döbeln och bad om att få behålla hans vänskap. Döbelns förhoppningar förintades därmed och han bad om överseende för att han förhastat sig. När tronföljaren Karl Johan anlänt till Sverige, skrev Döbeln ett brev till kronprinsen där han bad honom studera fallet och ge släkten Fersen upprättelse. Också andra uppvaktade kronprinsen i ärendet. Det ledde till att denne uttryckte sitt deltagande för grevinnan. Hon friades i en offentlig dom och kunde då lämna Vaxholm. Senare brevväxlade Döbeln i stället flitigt med fröken Ulrique Rosensvärd, som han hade känt länge via hennes moder Ulla Tham, som var en gammal bekant till honom från den tid då han vistades hos familjen Utfall.

### Förhållandet till Karl Johan

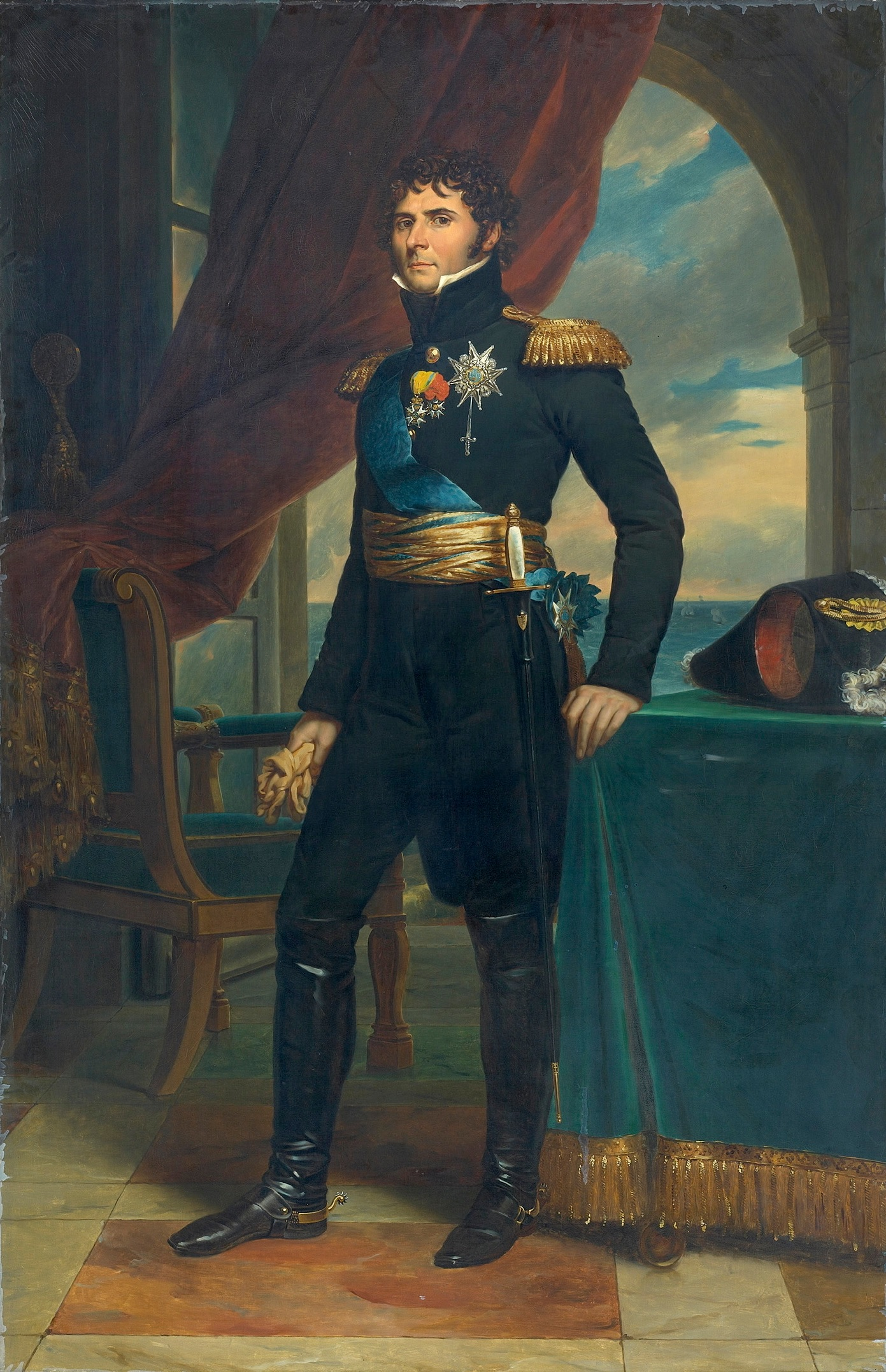
Kronprins Karl Johan i svensk generalsuniform. Porträtt från 1811 av François Gérard.

År 1811 utgav Döbeln sina Anmärkningar vid de af f.d. viceamiralen Cronstedt till trycket utgifne Sanna upplysningar, där han menade att fästningen Sveaborg inte föll genom yttre makt, utan genom de inre förhållandena. När Döbelns skrift utkom hade den svenska politiken mot Ryssland redan börjat förändras. Efter misslyckade överläggningar med Napoleon sökte Karl Johan till allmän överraskning nya vägar i ett planerat förbund med Storbritannien och Ryssland mot Frankrike. Karl Johan lärde känna Döbeln och fick en god uppfattning om hans förmåga. Döbeln var den ende bland svenska befälhavare som skickligt förstod hur man raskt kunde fördela och ordentligt föra större truppmassor. Döbelns militära kunskaper var av sådan klass att han kunde föra en livlig och sakkunnig diskussion med kronprinsen. Döbeln var dessutom en uttalad vän av Frankrike och fransk krigskonst, liksom att hans vän Wrede var en god förbindelselänk till kronprinsen. På Döbeln gav Karl Johan ett ärligt och hederligt intryck. För kronprinsen var det viktigt att balansera de två politiska lägren mot varandra: kretsen kring Adlersparre och det så kallade "finska lägret" med Adlercreutz i spetsen. Efter freden med Ryssland hade Napoleon tvingat Sverige att förklara krig mot England i november 1810. Man fruktade i Sverige för den engelska reaktionen och upprätthöll beredskapen längs västkusten. Den 28 april 1811 utsåg kronprinsen Döbeln till överkommendant på Karlstens fästning i Marstrand, som var viktig för inloppet till Göteborg, och hade själv en förhoppning om att Döbeln skulle leverera motstånd efter allt han skrivit om Sveaborg. Enligt kronprinsens order förklarade Döbeln Marstrand i belägringstillstånd.
Döbelns kommendering till Karlsten innefattade militärövningar med garnisonen och förbättring av fästningens renlighet och soldaternas bostäder. Samtidigt blev hans hälsa allt sämre, då han led av gikt och magkramper samt hosta och frossa. Efter den fuktiga och besvärliga våren sökte han sig under heta sommardagar ut på fiske för att glömma sina plågor. Han var rädd att bli krympling och anhöll om befrielse från sitt uppdrag för att vårda sin hälsa. Avlöningen på Marstrand var dessutom så låg att han led ekonomiska förluster. Kommenderingen avslutades formellt den 9 juli 1811. Osämjan mellan Adlercreutz och Döbeln ökade därför igen. De hade funnit varandra en tid när också Adlercreutz kände sig hotad, men Döbeln hade hela tiden en känsla av att Adlercreutz inte uppskattade honom efter förtjänst. Han lät Adlercreutz förstå att han nog uträttat ting under det finska kriget som förskaffat Adlercreutz mycket ära. Adlercreutz var i sin tur skyldig att skaffa Döbeln tack och uppmärksamhet. Hjälpen kom från den nya kronprinsen. Döbeln utnämndes till kommendör av Svärdsorden samtidigt som kronprinsen fick sina svenska ordnar i september 1810. Han var också närvarande när Karl Johan höll sitt högtidliga intåg i Stockholms slott. Döbeln såg i kronprins Karl Johan mannen som skulle rädda Sverige ur dess förfall. Han lyckades föra sin sak till kronprinsens kännedom. Karl Johan befallde honom att redogöra för varför han åsidosatts vid de militära utnämningarna. Utan att berömma sina militära insatser, klagade Döbeln inför kronprinsen över uteblivna löne- och tjänsteersättningar. Karl Johan såg därefter till att Döbeln den 14 januari 1812 fick den nya översteplatsen vid Norra skånska infanteriregementet, som var under uppsättning. Många strävade efter den posten och meningarna om utnämningen var därmed delade. I sitt rekommendationsbrev till generalbefälhavaren i Skåne, Johan Christopher Toll, skriver Adlercreutz om sin antagonist: "Han är icke elak, men något mångordig och talträngd, kanske något för mycket intagen av sina förtjänster; men under en allvarsam befälhavare förstår han mycket att moderera sig." Med sig till Kristianstad och det skånska infanteriregementet fick Döbeln flera officerare och underofficerare som han lärt känna under finska kriget, personer som han kände och litade på. Att sätta upp ett nytt indelt regemente var ett krävande arbete. All Döbelns tid gick åt till skriverier i tjänsten och att ta sig igenom den krångliga byråkratin. Döbeln var även tvungen att ta tre veckor ledigt för att bota hans "frossa och flussfeber". Ändå lyckades han efteråt sätta regementet i utmärkt skick.
Politiskt medförde kronprins Karl Johans tillträde stora och överraskande svängningar. Han hade inte samma känsla för Finland som Döbeln. I stället ansåg han att Sverige borde uppnå trygghet i förhållandet till Ryssland och i handeln med England. Hans pris för att gå med i en allians med dessa stormakter var Norge, inte Finland. Naturligtvis slängde kronprinsen inte genast sina gamla vänner i Frankrike över bord. Deras villkor för samarbete kring återerövrandet av Finland var ändå inte antagbara. Nyss hade fransmännen tvingat Sverige till underkastelse med hjälp av Ryssland. Nu krävde de att Sverige aktivt skulle visa handling innan de gav Sverige sitt stöd. Finland skulle återerövras med svenska styrkor och endast om företaget lyckades skulle Napoleon godkänna besittningen. Napoleon förberedde ett fälttåg i Ryssland, men ett sådant kunde lätt sluta i en fred som tillförsäkrade Ryssland Finland. Någon egentlig hjälp fanns alltså inte att få från Frankrike. Karl Johan var länge aktivt ovillig att ingripa i den pågående striden mellan Ryssland och Frankrike. I januari 1812 tågade franska trupper in i svenska Pommern. I april 1812 nådde Ryssland och Sverige en överenskommelse som gav Finland till Ryssland och Norge till Sverige. Under juni 1812 gick Napoleon med sin stora armé till anfall mot Ryssland. Karl Johan slöt i augusti 1812 i Åbo ett fördrag med Alexander. Efter några piruetter kring möjligheten att få tillbaka Finland mot att svenska trupper sattes in mot Napoleon, bytte kronprinsen i praktiken Finland mot Norge. Enligt fördraget skulle tsaren ställa 35 000 man till Karl Johans förfogande. Trupperna skulle anfalla Danmark och sedan fortsätta till Tyskland. Erövringen av Norge godkändes också av England och Preussen i de traktater som ingicks. Adlercreutz, Wrede och Döbeln, som tillhörde dem som hoppats på Finland, blev alla överraskade av den nya politiken.

## Sjätte koalitionskriget (1813)
Under 1812 skedde omfattande krigsrustningar i Sverige, som var en följd av Karl Johans möte med kejsar Alexander i Åbo. Den 8 september 1812 utnämndes Döbeln till befälhavare för arméns fjärde division i en provmobilisering, varefter Döbelns befäl upphörde redan den 20 oktober. Den följande vintern vistades Döbeln i Stockholm och granskade en plan för hur Själland skulle erövras om det blev krig med Danmark. Planen berömdes av Karl Johan och den 20 januari 1813 befordrades Döbeln till generallöjtnant. Av kronprinsen fick han motta en snusdosa, prydd med ädelstenar och försedd med dennes namn. Därmed hade Döbeln nått toppen av sin militära bana. Han hade kronprinsens öra och som militär var han helt rehabiliterad. Sin son hade han lyckats placera i Wredes hus där denne skulle få en god läromästare. Döbeln var beredd att göra väl ifrån sig, vad som än mötte. I maj 1813 fick Döbeln order om att inställa sig i Pommern.

### Hamburgaffären

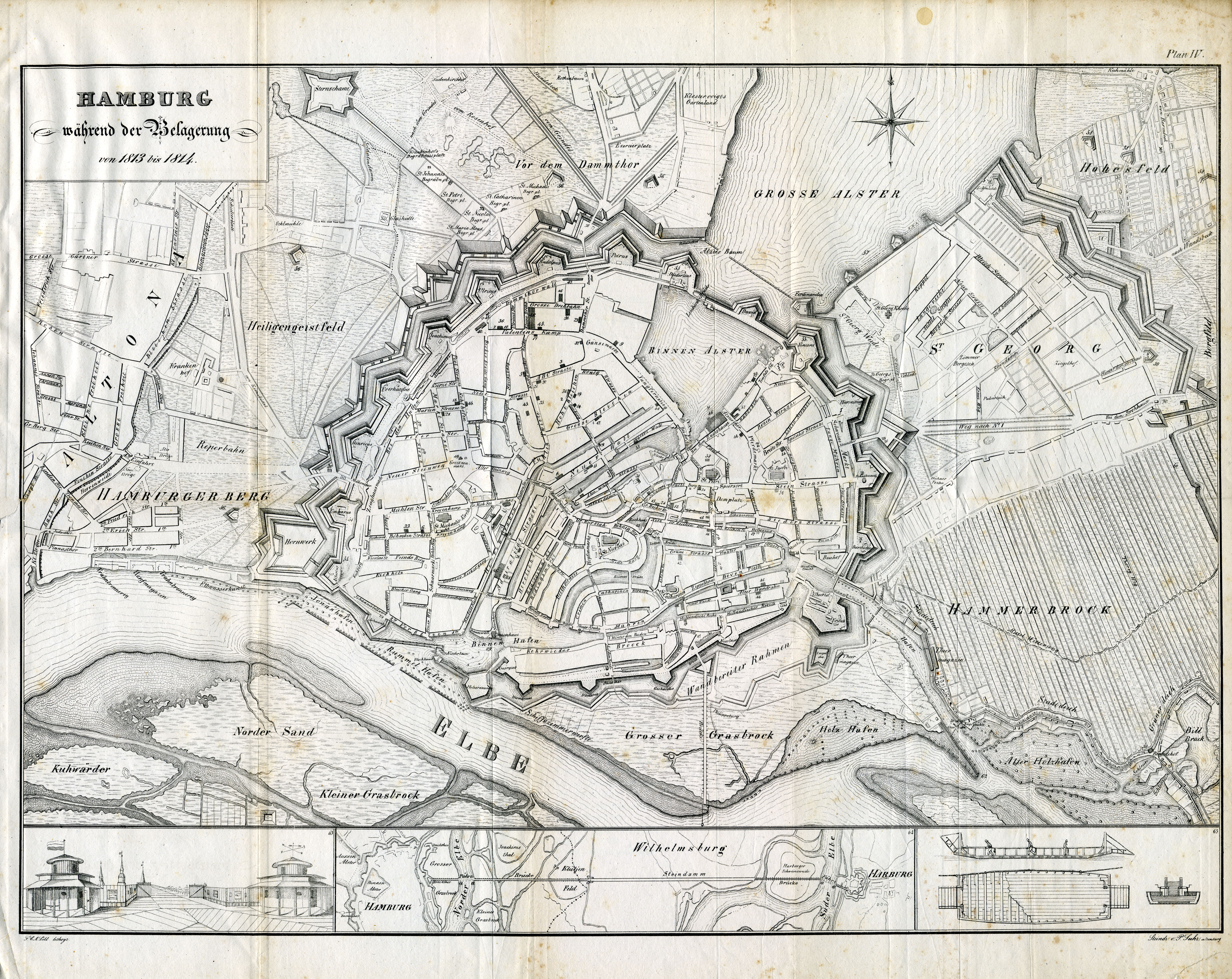
Karta över Hamburg mellan 1813 och 1814.

I kronprinsens frånvaro i Pommern förde general Adlercreutz befälet, med order att uppträda med den största försiktighet. Inom armén i Pommern var stämningen dålig. Kronprinsen klargjorde inte krigsmålen utan förde sin egen kamp för att kunna träda fram som skiljedomare och fredsstiftare i Europa, liksom att kronprinsen fortfarande hyste hopp om att få efterträda Napoleon som Frankrikes kejsare. Problem uppstod kring staden Hamburg, som sedan 1806 varit ockuperat av fransmännen. Under 1813 hade staden rest sig och med hjälp av ryska trupper drivit undan fransmännen så att frontlinjen i stort följde Elbe. Vid sommaren 1813 framryckte en ny fransk styrka mot Hamburg, vars styrelse kallade på danska trupper om hjälp. Napoleons motståndare i Tyskland väntade givetvis stöd av den svenska armén, vars halva styrka redan skeppats över till Pommern.
När Döbeln kom till Stralsund den 1 maj 1813 talades det mycket om Hamburg. Han fick inte genast något uppdrag och förde flera samtal med Adlercreutz, som hade sina händer bundna av kronprinsens bestämda order: inte en bataljon fick sättas in i strid förrän kronprinsen anlänt. Efter två veckor sände Adlercreutz Döbeln till Wismar för att leda en av arméns fördelningar i en styrkedemonstration mot fransmännen. I Wismar var försörjningsläget svårt och staden anmälde att inga magasin hade ställts i ordning i förväg. Rapporter från hans utsända kunskapare gav vid handen att försörjningsläget vid Mecklenburgska gränsen var tillfredsställande. Då Döbeln samtidigt lyckades skaffa fram torrföda beslöt han att flytta hela brigaden i riktning mot Lüneburg, medan han själv stannade han i Wismar för att spara på kostnaderna. Situationen utvecklades därefter snabbt. Besked kom att danskarna skulle dras tillbaka från försvaret av Hamburg. Då franska trupper åter igen närmade sig Elbe skickade olika allierade befälhavare bud till både Adlercreutz och Döbeln om truppförstärkningar.
Hamburg, som hade rika förråd och en säker hamn, var utan tvekan en viktig punkt att försvara för de förbundna. Att överge Elbelinjen utan strid skulle vara ett strategiskt misstag. Döbeln stod inför ett avgörande val. Styrkedemonstrationen skulle indirekt ha kunnat rädda Hamburg. Effekten förlorades när de danska trupperna drogs bort. En delegation senatorer från Hamburg besvor Döbeln att rädda staden, lovade kronprins Karl Johan en årlig ekonomisk hjälp och äran att bli utnämnd till Hamburgs beskyddare. Överste Magnus Björnstjerna förespeglade Döbeln att om han räddade Hamburg skulle hans namn bli odödligt i Sverige och resten av Europa. Hellre räddade han Hamburg än att gå mot Norge. Han fattade senare sitt beslut - han skulle gå mot Hamburg. Även om Döbeln i stort handlat efter Adlercreutz instruktioner hade han inte fria händer. Han gjorde därför klart för Adlercreutz att de beslut han fattade var hans egna och att han skulle stå för dem. Brigadchef Gustaf Boije fick den 19 maj order om att gå till Ratzeburg, den kortaste vägen till Hamburg. Döbeln försäkrade i en medsänd deklaration att svenskarna skulle uppträda fredligt mot danska undersåtar i Holstein.
När trupperna avtågat kom oväntat ett brev från Adlercreutz till Döbeln om att Karl Johan den 19 maj hade anlänt till Stralsund. Curt von Stedingk övertog befälet och Adlercreutz blev stabschef. Kronprinsen gav omedelbart order till Döbeln att hans trupper skulle kvarstanna i trakterna av Schwerin och vidta alla försiktighetsmått. Officerare kunde dock sändas ut att undersöka möjligheterna att övergå Elbe och sålunda väcka fransmännens uppmärksamhet. Döbeln mottog kronprinsens order i Wismar den 20 maj, men han fann inga skäl att rygga det beslut om att undsätta Hamburg som han redan officiellt låtit kungöra. I en timme satt han med ordern från högkvarteret i handen innan han bestämde sig för att skicka den vidare till Boije, utan att ändra den order han tidigare givit till brigadchefen. Tvärtom beordrades Boije senare på dagen i ett brev att följa sina tidigare instruktioner. Enligt Döbelns uppfattning var det meningslöst att ge trupperna order att stanna där de var, ifall de redan befann sig inne i Hamburg. Kuriren hann upp trupperna när dessa redan delvis var inne i Hamburg, där de kunde framgångsrikt avvärja ett franskt anfall.
I det komplicerade läget valde Döbeln att skriva ett brev till kronprinsen, där han redogjorde för de synpunkter som fått honom att delta i Hamburgs försvar. Han sände sin överadjutant, släktingen Wilhelm von Döbeln, att överlämna brevet. Ingenting i innehållet tydde på att Döbeln tänkte lyda kronprinsens order: att stoppa eller återkalla trupperna. Tvärtom ansåg han att han inte borde ändra på de order han utfärdat. I högkvarteret visste man ingenting om framryckningen till Hamburg förrän major von Döbeln hade anlänt med Döbelns brev. Karl Johan var fortfarande osäker på utgången av förhandlingarna med sina allierade och ville inte välja sida förrän allt var klart överenskommet. Han fann plötsligt att han hade en general som börjat ett eget krig. Till råga på allt hade Döbeln ingått en överenskommelse med danskarna och deklarerat att svenskarna inte skulle beträda danskt territorium. Följande dag spädde han på med att meddela att trupperna borde vara i Hamburg. Kronprinsen fick ett raseriutbrott och ropade på att Döbeln borde straffas med döden. Major von Döbeln vädjade till hans känslor och lyckades utverka att kronprinsen inte skulle förhasta sig och sätta Döbelns namn på någon order. Konsekvenserna blev att Döbeln fick order om att genast överlämna befälet till Gustaf Olof Lagerbring och själv infinna sig i högkvarteret i Stralsund. Lagerbring skulle på lämpligt sätt dra tillbaka trupperna från Hamburg. Svenskarna utrymde staden nattetid, då ett anfall från fransmännen befarades. Staden kom så småningom att återerövras av fransmännen. Dessa byggde sitt försvar så starkt att Hamburg kapitulerade först vid krigets slutskede i maj 1814.

### Krigsrätt
I ett brev till kronprinsen vädjade Döbeln till honom att beakta hans olycka och sorg, särskilt mot bakgrunden av det förtroende han tidigare fått ta emot. Efteråt begärde Döbeln självmant att bli ställd inför krigsrätt. Dels ville han få en möjlighet att rehabilitera sig och dels för att han själv tog allvarligast på att han förlorade sitt befäl. Ingen av generalerna ansåg dock att han skadat sin heder, och kronprinsen skulle låta saken bero med avsättningen. Bernadotte hade tidigare själv två gånger avsatts från sitt befäl i fransk tjänst utan några andra följder. Adlercreutz trodde att saken skulle ha fått en enklare vändning om bara Döbeln kunnat lugna sig. Krigsrätten sammanträdde på kronprinsens order i maj 1813 i Stralsund. Kronprinsen förklarade att det skedde med hänsyn till disciplinen. Blev Döbeln dömd till döden var han dock beredd att benåda honom. Generalerna ville inte gärna sitta i krigsrätten och fälla dom över en kollega. General Eberhard von Vegesack åtog sig slutligen uppdraget att vara ordförande i krigsrätten. Åklagare var krigsfiskal Elgström biträdd av generalauditör Jonas Gustaf Turdfjæll. Döbelns sinnesstämning växlade starkt och han förberedde sitt försvar med omsorg. Ifall han skulle dömas till arkebusering önskade han att få bli skjuten av sitt eget regemente.
Döbelns rättegång pågick under två dagar, den 28 och 31 maj. Anklagelsen mot Döbeln gällde orderbrott, både för hans sätt att utföra Adlercreutz order och hans handlingsmönster när kronprinsens order anlänt. Till detta lades hans deklaration till danskarna och hans brev till kronprinsen. Döbeln förnekade inte att han begått fel när han låtit trupperna marschera till Hamburg. Det berodde på att stadens räddning var målet i ordern och en framryckning var i hans ögon det enda sättet att uppnå målet. Döbeln beklagade att han i brevet till kronprinsen hade gjort ett skrivfel - han hade skrivit contredire (motsäga, bestrida, opponera sig) i stället för centremander (återkalla). Han hade tvärtom gjort vad han kunnat för att uppfylla ordern. Missförståndet hade uppstått då han var ovan att skriva franska. Han insåg dock att han på egen hand författat deklarationen till den danske befälhavaren och därmed vållat sin egen olycka. Rätten tog paus fram till den 31 maj för att få fram Döbelns orderjournal som denne glömt på grund av "överhopad ängslan". Under tiden skrev Döbeln intensivt på en försvarskrift. Han förbrukade sina krafter och drabbades av ett svårt svimningsanfall, vilket fick major von Döbeln att tillkalla kronprinsens läkare Erik af Edholm, som själv ansåg att det var nervspänningen i samband med krigsrätten som fällt Döbeln. Till rätten lämnade Döbeln in en lång skrivelse åtföljd av sexton bilagor. Han gled allt längre bort från sin deklaration till Adlercreutz att han själv tog ansvaret för vad han gjorde. Han hänvisade till Adlercreutz att han själv tog ansvaret för vad han gjorde. Han förklarade att hans brev som fanns bland anklagelseakterna smärtade honom djupt, vilket var ett angrepp på kronprinsens omdöme. Han utvecklade i fortsättningen en advokatyrstil som uppfattades illa av krigsrätten. Därtill var hans uppträdande mycket egendomligt till följd av hans häftiga och obalanserade lynne. Deklarationen till danskarna berördes inte under rättegången, då det politiska området var för känsligt för att tas upp till behandling. Döbeln hoppades ändå på att bli frikänd.
Krigsrätten dömde honom den 1 juni 1813 till arkebusering för underlåtenhet att lyda order. Krigsrätten ansåg att Döbelns order till Boije att marschera till Hamburg stred mot Adlercreutz direktiv. Han hade inte heller vidtagit åtgärder för att verkställa ordern av den 18 maj. Domen skulle underställas kronprinsen. Döbeln gav inte slaget förlorat. Han fortsatte att besvära sig till kronprinsen över den fällande domen och pekade på fyra domvillor: ingen krigsförklaring fanns, paragrafen i krigsartiklarna skilde inte mellan krig och fred, kuriren hade muntligt fört fram kronprinsens order till Boije, och ordförandens svar till Döbeln att han dömts efter krig, fanns inte upptaget i protokollet. Krigskonseljen beaktade inte Döbelns besvär och utslaget från kronprinsen kom den 9 juni. Med hänsyn till Döbelns tidigare meriter och blessyrer i svenska rikets tjänst, mildrade Karl Johan domen till ett års fängelse på Vaxholms fästning med bibehållande tjänst, inkomster och värdigheter. Konseljen ansåg att Döbelns stora förtjänster, den allmänna högaktning han åtnjöt och den välmenande avsikt som låg till grund för förbrytelsen väl motiverade benådningen. Den slutliga skrivningen talade dock om tre års fängelse för Döbeln.
Genom sitt krav på krigsrätt hade Döbeln blivit ett offer för Karl Johans politik. Karl Johan visste att ryssarna underhandlade med Danmark och fruktade för ett dubbelspel då de ryska hjälptrupperna uteblivit. Hans politik gick ut på att vägra ge hjälp till Hamburg och att påtvinga förbundet att först uppfylla sina förpliktelser mot honom, liksom att Danmark skulle förhindras från att gå med i förbundet. När kronprinsen i denna sinnesstämning landsteg i Stralsund fick han veta att Döbelns trupper redan befann sig i Hamburg, liksom att Döbeln ingått en överenskommelse med danskarna. Utan att någon betalning erlagts hade Sverige ställt sig på Rysslands och Englands sida. Måttet var rågat och en syndabock behövdes. Allmänheten var okunnig i dessa politiska frågor och behövde upplysas om orsaken till den hårda domen mot Döbeln. Karl Johans stab framhöll därför i propagandan att Döbelns handlingar kunnat leda till att svenskt blod offrats i onödan. Endast efterträdarens raska ingripande hade räddat de blottställda svenska trupperna, vilket kom att ytterligare kränka Döbelns ära. Döbeln fick inte ta emot besök i arresten. Hans behandling väckte dock sympatiyttringar bland officerarna, i synnerhet hos Norra skånska infanteriregementet, vilka gjorde honom sin uppvaktning.

## Fängelsetiden på Vaxholm (1813–1814)

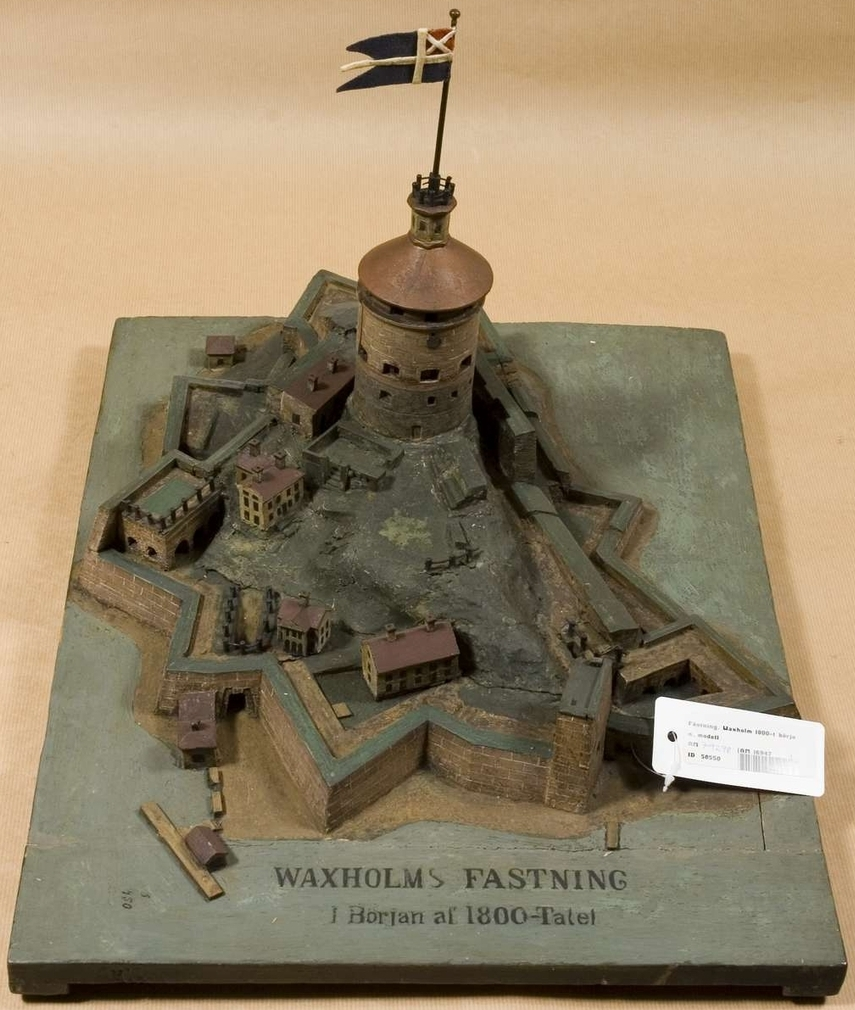
Döbeln satt fängslad i Vaxholms fästning mellan 1813 och 1814. Denna modell utställd på Armémuseum i Stockholm visar hur fästningen såg ut i början av 1800-talet.

Döbeln vägrade först att finna sig i kronprinsens beslut att benåda honom, vilket han betraktade som ett "spektakel". För sin sons skull lugnade han sig småningom och fann ett fäste i livet. Under bevakning sändes Döbeln till Sverige och sattes på Vaxholms fästning. Hans fall väckte stor uppmärksamhet. Under resan till Vaxholm trängdes folk för att se den berömde fången. Till tröst hade han vid avresan fått motta en försäkran från kronprinsen, som fortfarande högaktade Döbelns militära förmåga. Den 24 juni anlände han till Stockholm och följande dag fördes därifrån i en täckt slup till Vaxholm. I Stockholm uppträdde några personer hotfullt mot honom, då kunskapen om vad som utspelat sig ännu inte nått allmänheten. Döbeln som fånge var en första klassens sensation. Folk tog i allmänhet kronprinsens parti mot Döbeln, men stämningarna svängde till en del när protokollen gällande ordergivningen publicerades i Allmänna journalen. Hans benådning väckte allmän tillfredsställelse.
Efter inledande sammanstötningar med kommendanten von Post om en bättre bostad på Vaxholm placerades Döbeln de första månaderna i en trång och mörk bostad. Väl i Vaxholm plågades han av dystra tankar och han hade problem med att få sina pengar från regementet. Han framförde sin sak för utrikesstatsminister Engeström och prins Oskar, men utan resultat. Ingen besökte honom på Vaxholm så länge han var i onåd. Döbeln fick ta emot många brev från damer och vänner från tiden på Önne, vilka gav honom tröst i hans dystra tillvaro. I sina brev och utsagor uttryckte han sig oförsiktigt. Wrede sände honom en uppmaning att hålla tand för tunga - alltför många av Döbelns uttalanden cirkulerade redan. Då hösten kom försämrades Döbelns tillstånd. Feber med hosta gjorde honom sängliggande. Slutligen fick han flytta ned i kommendantens våning. I ett brev till grevinnan Piper kommenterade han det sällsamma i att han nu befann sig i samma fästning och bodde i samma rum som grevinnan själv en gång gjort. Han brevväxlade flitigt med sina gamla väninnor Ulrique Rosensvärd och Ulla Tham, som framförde hälsningar från flera andra väninnor, bland dem Brigitta von Utfall. Alla gladde sig över att snart få se honom igen.
Döbeln levde ett inskränkt liv på Vaxholm tills han fick en ny hushållerska, Anna Björk, som följde honom också efter frigivningen. Hon blev mor till hans andra son Leon Victor, som föddes 1816. Nästa unga dam som rörde hans hjärta var Elisabeth (Lisette) von Stedingk, som var förlovad med släktingen Wilhelm von Döbeln. Wilhelm hade stupat i slaget vid Leipzig i oktober 1813. Först försökte hans närmaste skona Döbeln genom att undanhålla honom namnet på den stupade officer som man skrev och talade om, men snart nådde ändå den plågsamma sanningen fram till honom. Han delade sorgen tillsammans med Lisette von Stedingk, som vid tiden var 16 år gammal, och som han fick trösta i hans brev till henne. Under en vinterkväll fick Döbeln besök av Lisette och fru Stedingk, där den senare tackade honom för det "faderliga deltagande" han visade hennes dotter.
Tanken på benådning dominerade Döbelns tankar under tiden på Vaxholm. Döbeln fick råd av Adlercreutz att själv skriva till kronprinsen i ärendet. Han skrev då ett brev till Wilhelm von Döbeln och föreslog att denne vid ett lämpligt tillfälle skulle överlämna brevet till kronprinsen. I brevet anhöll han om att som frivillig få delta i kriget och därefter avtjäna resten av sitt straff. När hans skrivelse nådde Tyskland hade major Döbeln redan stupat. Björnstjerna, som kände igen Döbelns handstil, tog brevet till högkvarteret och överlämnande det via Adlercreutz till kronprinsen. Karl Johan anhöll hos Karl XIII om att Döbeln skulle bli fri. Något återinträde i aktiv tjänst var det dock inte fråga om. Kungen lovade att Döbeln skulle befrias, men ärendet drog ut på tiden. Döbeln, som via Björnstjerna fått reda på händelseförloppet, gjorde slutligen en förfrågan. Då blev det fart på kungen, som i en konselj den 20 december 1813 befallde att Döbeln genast skulle friges. Döbeln fick snart glädjebeskedet, men på grund av sin sjukdom kunde han inte lämna Vaxholm förrän i januari 1814. Döbeln var då nära gränsen för ett psykiskt sammanbrott, då tre månaders instängdhet i ett rum höll på att bryta ned honom. Efter frigivningen togs han om hand av Wrede för vila och vård.

## Sista år (1814–1820)
I januari 1814 flyttade Döbeln från Vaxholm till Stockholm. Han mottogs genast i societetslivet. På kvällarna besökte han Stedingks hem och Lisette lät honom stryka de gäster han inte ville träffa. Redan i slutet av januari var han bjuden till hovet och det på särskild uppmaning av drottningen. När Karl Johan återkom till Sverige försommaren 1814 tog han nådigt emot Döbeln. Därefter bemöttes generalen väl. Adlercreutz gjorde också han ett försök att stryka över det som hänt, men avvisades bryskt. Under juli besökte Döbeln än en gång sitt regemente i Kristianstad, där han blev entusiastiskt mottagen. Så följde det avslutande fälttåget mot Norge, där Döbeln i augusti fick tillfälle att resa till arméns högkvarter, men då hade fientligheterna redan avslutats. Hans hälsa tillät honom inte att delta i fler fälttåg. När han såg sina officerskamrater återvända från kriget med ryska utmärkelsetecken skrev han till Karl Johan och frågade om inte kronprinsen kunde skaffa honom någon rysk belöning för att han undsatt ryssarna i Hamburg. Någon rysk belöning fick han inte, men kronprinsen såg i stället till att han fick en donation från de avträdda kronogodsen i Pommern, en summa på drygt 2 000 riksdaler.

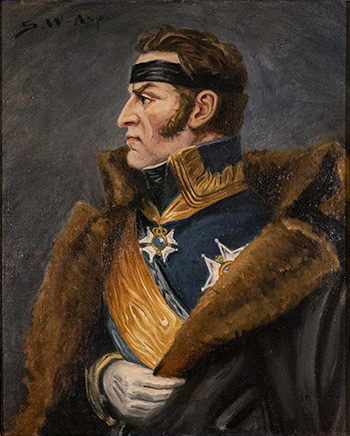
Georg Carl von Döbeln. Porträtt av okänd konstnär.

Ekonomiskt var hans ställning tryggad. Han fick lön från en översteindelning vid Hälsinge regemente, Mårdnäs vid Söderhamn, och samtidigt ersättning för den ackordsumma han förlorat i Finland. Regementets angelägenheter skötte han i fortsättningen från Stockholm. Den 16 februari 1816 lämnade han regementet, då han utnämndes till förste ständige ordförande i krigshovrätten och tillträdde i ordförandeskapet den 1 juli samma år. Han var även erbjuden chefskapet för Svea livgarde, som han dock avstod. Döbeln passade utmärkt för ordförandeskapet som domare, då han besatte goda kunskaper om lagar och författningar. Åren hade gett honom människokännedom och något lindrat hans häftiga sinne. Flera fall i krigshovrätten visade att han brydde sig om människan och inte bara avkunnade det formella straffet. Döbelns relationer till Karl Johan, som blev kung 1818, var i fortsättningen goda. Hans avoghet försvann i takt med den uppskattning Karl Johan och prins Oskar visade honom. Vid Karl XIII:s dödsbädd vakade han länge. När generalerna kallades in för att välja ett minne bland den avlidne kungens pipor, avstod Döbeln från grannlåten. Han valde den vardagspipa han sett kungen använda.
Döbeln var mån om att sonen Napoleon skulle få en god och mångsidig utbildning i Uppsala och på Wredes gods Fogelstad. Napoleons militära bana påbörjades när han skrevs in som underlöjtnant vid Livregementets grenadjärer och vid Livgardet till häst. Döbeln planerade redan för hans studier vid universitet i Göttingen, men möjligheterna att få in Napoleon som förste ordonnansofficer hos prins Oskar gjorde att det militära tog överhanden. Han sökte om tillstånd av den franska regeringen att placera sonen i artilleri- och ingenjörsskolan i Metz, en berömd skola som kejsare Napoleon upprättat. Med hjälp av hertigen Armand Emmanuel du Plessis de Richelieu fick Napoleon studierätt i Metz. Som skolkamrater fick han ynglingarna Stedingk och Fersen, båda söner till Döbelns gamla vänner.
I slutet av juni 1818 reste Döbeln tillsammans med Napoleon tillbaka till Paris. Han hade fått permission från krigshovrätten i Stockholm för att introducera sin son i Frankrike. Färden gick med båt från Stockholm till Antwerpen och därifrån över Bryssel till Paris. Döbeln visade sin son hans gamla bostad i staden och fick tillfälle att uppvakta kung Ludvig XVIII och träffa flera av de berömda generalerna från Napoleons fälttåg. Sina gamla vänner träffade han däremot inte. På hemvägen följde Döbeln sonen till Metz och besökte själv senare Strasbourg, som han fann "tomt och dött". Under resan genom Tyskland gick hans diligens sönder flera gånger och han tvingades gå långa sträckor till fots eller sitta på öppna bondkärror bland sina uppstaplade saker. Hemresan per båt från Kiel till Köpenhamn besvärades med storm, oväder och lång väntan. Från Helsingborg reste han norrut med vanlig bondskjuts som rådbråkade och kylde hans kropp. I Jönköping blev han sjuk i gikt och reumatism. Resan fortsatte därefter i korta etapper. Vid sin ankomst till Stockholm den 15 oktober måste han inta sängen och använda kryckor när han rörde sig. I december hade han återhämtat sig så mycket att han kunde uppvakta kungen och kronprinsen. Han deltog i hundraårsminnet av Karl XII:s död i Riddarholmskyrkan. I januari 1819 upptog han arbetet i krigshovrätten, men efter ett par månader blev han på nytt sängliggande. Han led av frossa, hosta och rötfeber, och i mars fick han ett slaganfall åtföljt av blodiga uppkastningar, som gjorde läkarna Eric Carl Trafvenfelt och Johan Vilhelm von Döbeln oroliga. Döbeln hyrde nya rum på Brunkeberg för ett och ett halvt år framåt, där han medicinerades och genomgick åderlåtningar hos sin läkare.
Vid 1819 avtog Döbelns krafter och han besökte varken hovet eller gick på visiter. Under våren samma år dog hans andre son Leon Victor efter en lång sjukdom och Döbeln sörjde honom bittert. Han hade anlitat flera av de främsta läkarna i Stockholm, men dessa kunde inte rädda pojkens liv. Vid begravningen antecknades Leon Victor som fosterson till Döbeln. På sin sjukbädd fick Döbeln ofta förfrågningar från kungen och kronprinsen om hur han mådde. Han reflekterade över att flera av hans vänner och bekanta var döda, som Adlercreutz, Klingspor och von Vegesack, eller svårt sjuka som Wrede. Sina affärer hade han noggrant ordnat och han levde ett sparsamt och enkelt liv för att bespara sin son Napoleon problem. Han efterlämnade en förmögenhet som värderades till närmare 60 000 riksdaler. Sitt nya boställe, Mårdnäs, kunde han inte ta i bruk men det plågade honom inte. Han uppgjorde sitt testamente och gav anvisningar för begravningen. Ibland tyckte Döbeln att Leon Victor kallade på honom och tolkade det som att han inte hade lång tid kvar att leva. Han tog emot en präst och samtalade med honom innan han fick nattvarden, som han på senare tid mottagit en gång om året.

## Död och begravning

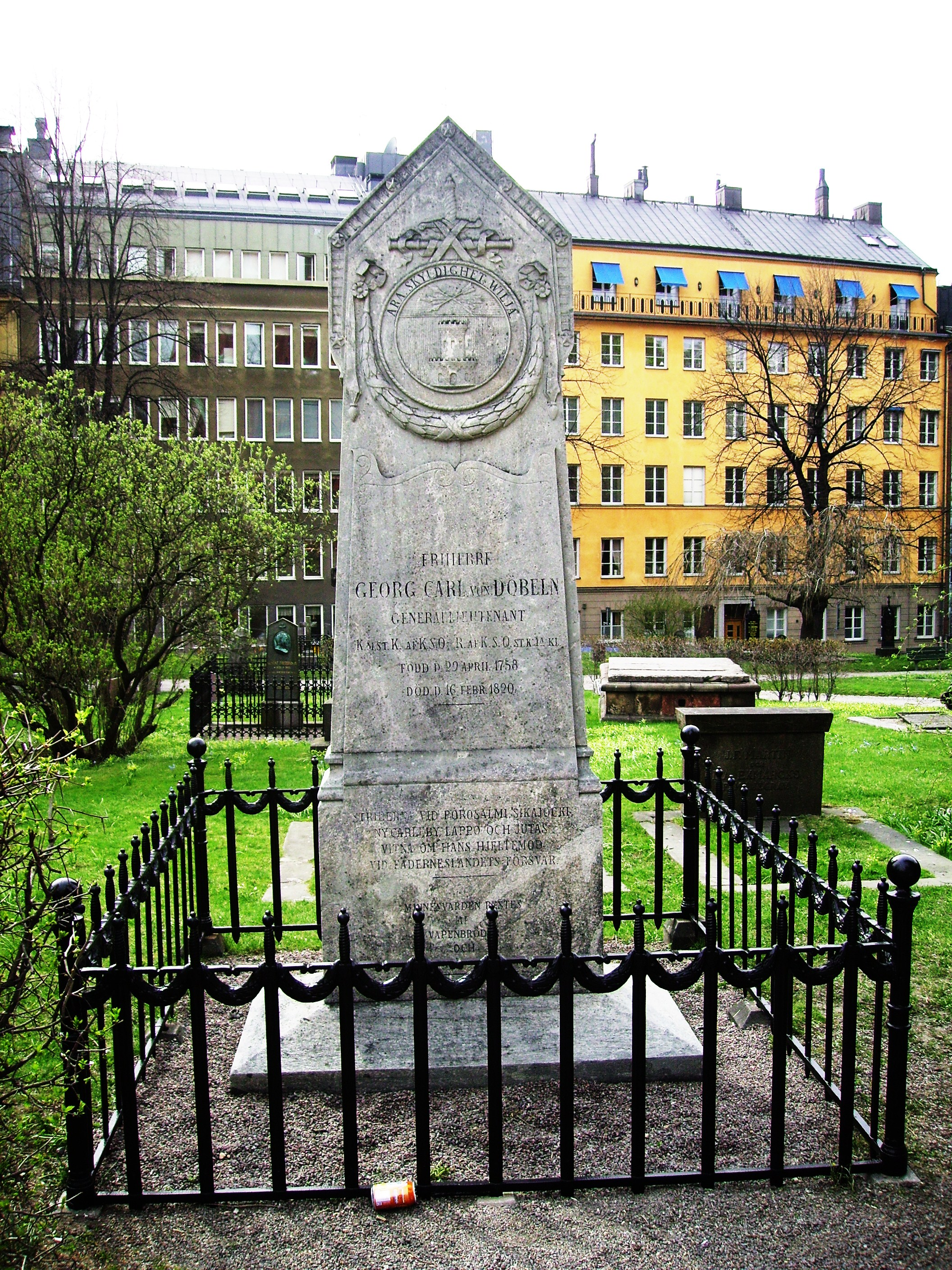
Georg Carl von Döbelns gravvård på Sankt Johannes kyrkogård på Norrmalm i Stockholm.

Den 16 februari 1820 på förmiddagen avled Georg Carl von Döbeln stilla, 61 år gammal. Dödsorsaken sades vare "stenplågor". I sina anvisningar hade Döbeln sagt att han tillät obduktion utan betalning. Ville "anatomisterna" konservera hans "skottstarka huvud" och lägga det till en samling var också det tillåtet. Huvudet fick skäras av och kroppen skulle läggas i en enkel svart kista. Hans sista svepning skulle vara ett par benkläder, hans äldsta rock och nattröja. Han hade föreskrivit att Magnus Björnstjerna skulle meddela kungen och kronprinsen om hans död, medan en jurist skulle sköta förseglingen. Kondoleanser undanbad han sig. Han påpekade att gravplatsen skulle betalas. Napoleon var på hemväg när han fick dödsbudet i Köpenhamn.
Döbeln begravdes på Sankt Johannes kyrkogård i Stockholm. Karl XIV Johan ville hedra Döbeln med en hedersam likfärd som han skulle bekosta. Det erbjudandet tillbakavisades dock, då Döbeln i sina anvisningar önskat slippa begravningsfölje på sin sista färd. Den skulle ske helt tyst, utan ringning, och endast prästen skulle beledsaga honom. Till graven följdes han ändå av några vänner och representanter för både hög militär rang och börd som fältmarskalk Curt von Stedingk, generaladjutant Magnus Björnstjerna, greve Pehr Gustaf af Ugglas, professor Johan Vilhelm von Döbeln och ledamöter av krigshovrätten. Fabian Wrede och grevinnan Louise von Fersen sände representanter. Senare under årsdagen av slaget vid Jutas år 1861 avtäcktes en gravvård på Döbelns gravplats, i närvaro av avdelningar från Stockholms garnison och tusentals åskådare. Stenen uppsattes av tacksamma medborgare och veteraner från finska kriget och hugfästes av Döbelns adjutant från de sista dagarna vid Umeå, general Johan Lefrén. Norra skånska regementet hade sin högtidsdag den 13 september, årsdagen av slaget vid Jutas, för att hedra sin förste regementschef. Även regementets valspråk, "Ära, Skyldighet och vilja", var Döbelns eget som friherre.
Sonen Napoleon, som senare blev kapten i armén, dog ogift den 14 oktober 1847 och med honom utgick den friherrliga ätten von Döbeln nr 335.

## Eftermäle
Georg Carl von Döbeln var en polariserande general under sin samtid. Han har jämförts med författaren August Strindberg i "överkänslighet och hysterisk hänsynslöshet" och bedömare har sett tragiska drag av "något ofullbordat" över hans liv. Hans vän Fabian Wrede gjorde själv en sammanfattning av Döbelns karaktär: "Vad det är skada på von Döbeln! Kors, vad han kunde ha varit för sig själv och fäderneslandet, med sin förmåga, sin energi och sin lycka, hade han blott en liten smula förmått att tygla sin häftiga tunga!" Christina Ullström beskrev sin "make" som "en galanter karl i allo, men förskräckligt äregirig."

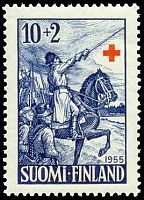
Döbeln avbildad på ett finskt frimärke från 1955. Motivet är hämtat från en teckning av Albert Edelfelt.

Döbelns insatser under det finska kriget har uppmärksammats av senare generationers svenskar. I sin artikel om Döbeln i Svenskt biografiskt lexikon från 1945 betraktade historikern Bengt Hildebrand honom som en verklig militär begåvning och en av de få modernt orienterade inom svenska arméns ledning. Författaren Bengt Kummel beskrev Döbeln som "handlingskraftig, snarstucken och principfast. Han var skoningslöst rättfram i sina uttalanden och hans formuleringar bevingade. Han stod ofta i opposition till förnäm och makthavare och blev därför utstött som en rabulist. Samtidigt var han ärelysten och viljestark med drag av missförstånd äventyrare och charmör, en man med stark dragningskraft på kvinnor [...] Han var en lidelsefullt engagerad människa som manifesterat sin egenart genom livet." Gällande Döbelns militära förmågor menade Kummel att denne hade den ovanliga bemärkelsen att han som svensk befälhavare aldrig hade upplevt ett nederlag samt att han som framgångsrik underhandlare med ryssarna 1809 senare blivit kallad för "Sveriges störste militäre bluffmakare". Författaren Sture M. Waller ansåg att det var historiskt berättigat att se Döbeln som en samlande symbol för Finland och Sverige just på grund av hans insatser för den finska truppen i Sverige.

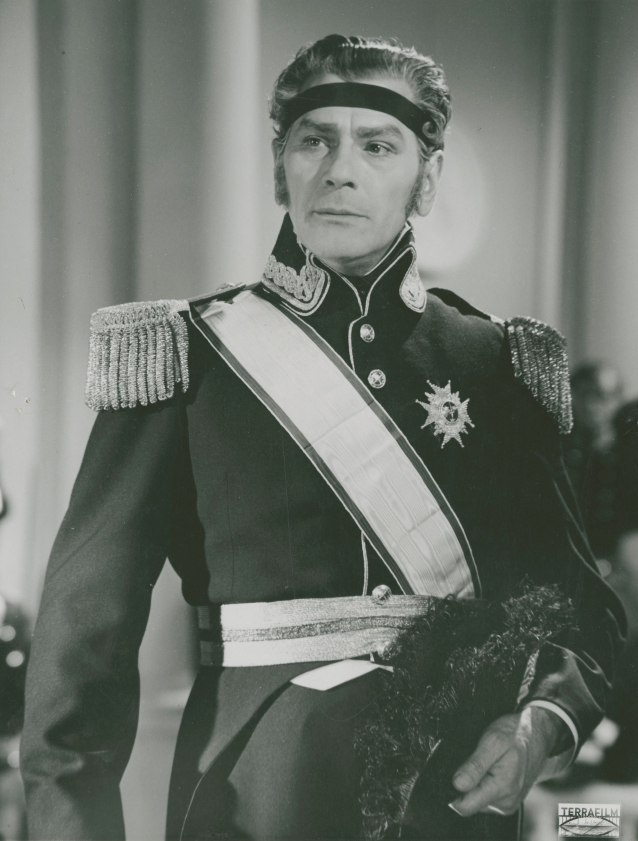
Skådespelaren Edvin Adolphson i titelrollen som von Döbeln i Olof Molanders historiska dramafilm General von Döbeln (1942).

Döbeln har blivit känd som en krigshjälte genom Johan Ludvig Runebergs diktepos Fänrik Ståls sägner (1848), där hyllningsdikten Döbeln vid Jutas skildrar hans insats under slaget vid Jutas. Dikten betraktades av samtiden som den mest storslagna av alla dikter i Fänrik Ståls sägner och gav upphov till ett nationellt intresse för Döbeln i både Sverige och Finland. När den blivande kung Oscar II hade skrivit och publicerat dikten Hvar är Döbelns graf? (1858) spreds ett nationellt initiativ i både Sverige och Finland till en pengainsamling för Döbelns gravvård, som senare avtäcktes 1861. Senare under det finska vinterkriget 1939−1940 tryckte den svenska Nationalinsamlingen en reklamaffisch med Döbeln och den medföljande texten: "Ett folk är i fara. Du kan hjälpa." Efterföljande biografier och minnesskrifter (se avsnittet: Vidare läsning) har skrivits av Oskar Rancken 1860, Wilhelm Erik Svedelius 1884, Sigurd Dahlbäck 1915, Stefan Nordensson 1935, Alma Söderhjelm 1937, Olof Sjöqvist 1942, Sture M. Waller 1947, Bengt Kummel 1998 och 2009 samt Elisabeth Goldstein 2007 och 2010. År 1941 skrev Sven Stolpe en pjäs och roman vid namn Döbeln. En berättelse från 1813. Pjäsen hade premiär samma år på Dramaten, i regi av Alf Sjöberg och med Lars Hanson i huvudrollen. Pjäsen filmatiserades år 1942 under titeln General von Döbeln, i regi av Olof Molander, skriven av Sven Stolpe och med Edvin Adolphson i titelrollen. Adolphson hade tidigare även spelat Döbeln i John W. Brunius filmer Fänrik Ståls sägner-del I (1926) och Fänrik Ståls sägner-del II (1926). Brunius båda filmer är nyinspelningar av Carl Engdahls kortfilm Fänrik Ståls sägner (1910), där Döbeln spelas av Georg Dalunde.
Döbelns namn har hedrats genom olika minnesmärken. År 1865 anlades Döbelns park i Umeå, som är stadens äldsta park. Två år senare invigdes där ett minnesmärke tillägnat Döbeln av en okänd konstnär. År 1885 restes ett minnesmärke på slagfältet i Jutas tillägnat Döbeln och dennes seger där. Hans namn har givit upphov till Döbelnsgatan i Stockholms innerstad, som löper bredvid Sankt Johannes kyrkogård där han ligger begraven.